# Église-halle
Une église-halle est une église dont le vaisseau (ou nef) central et les collatéraux (vaisseaux latéraux) sont de hauteur égale (et pouvant éventuellement être de largeur égale ou non), et communiquent entre elles sur toute cette hauteur.
Elle se caractérise aussi par des colonnes très élancées qui supportent directement les voûtes juxtaposées, et dont on a pu dire que, loin de diviser l'espace, elles l'élargissent ; il en résulte une certaine minceur des profils, une rigidité contrastant avec la complication des nervures des voûtes.
Quant au vaisseau central, en l'absence des fenêtres hautes, il est éclairé indirectement par la lumière provenant des nefs latérales. L'église-halle se rapproche de la conception d'une vaste salle hypostyle voûtée.

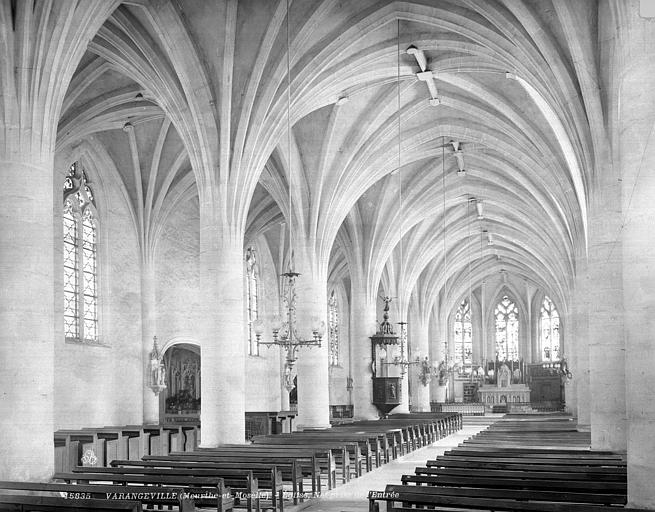
Église Saint-Gorgon de Varangéville.
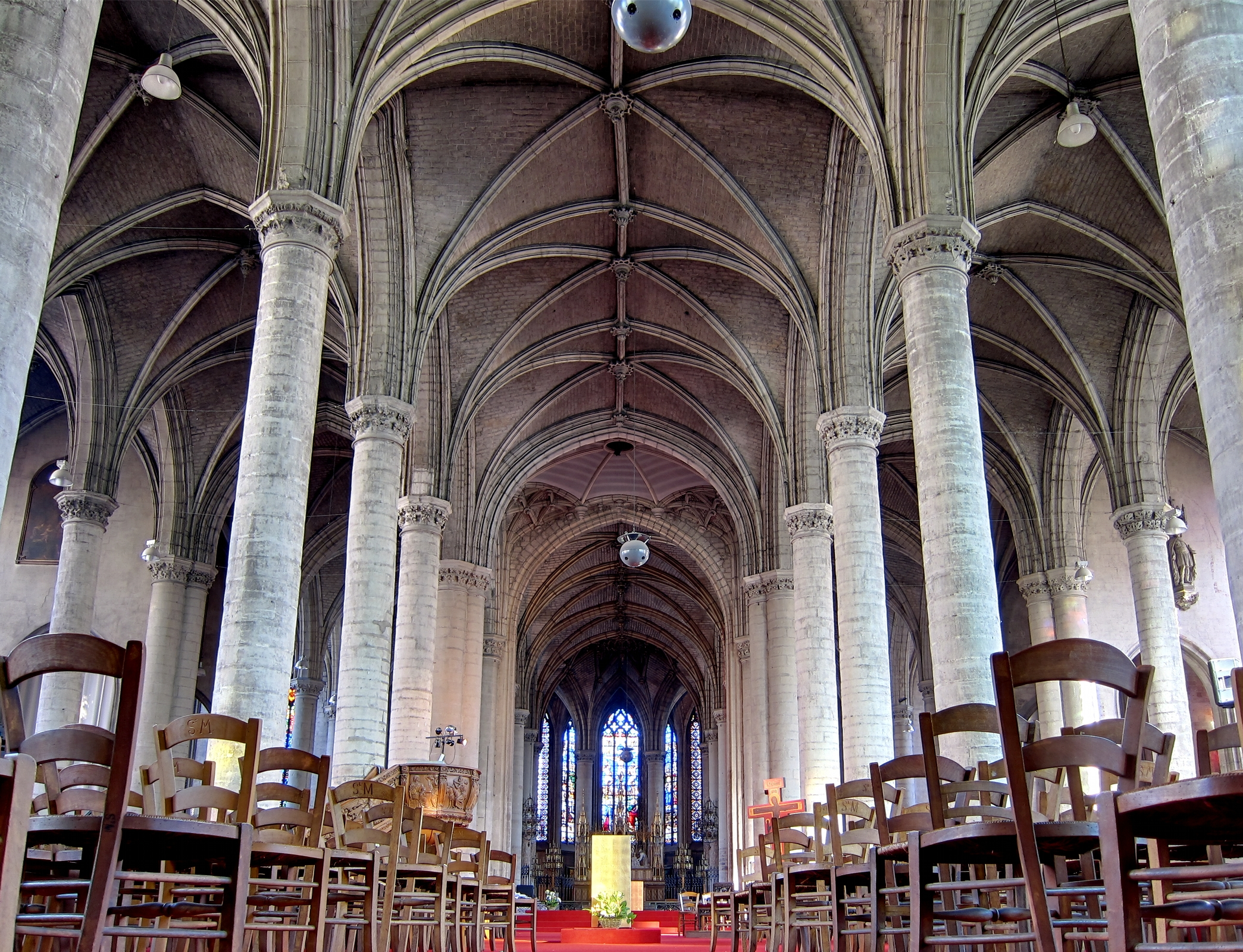
L'église Saint-Maurice de Lille, à cinq nefs de même hauteur.
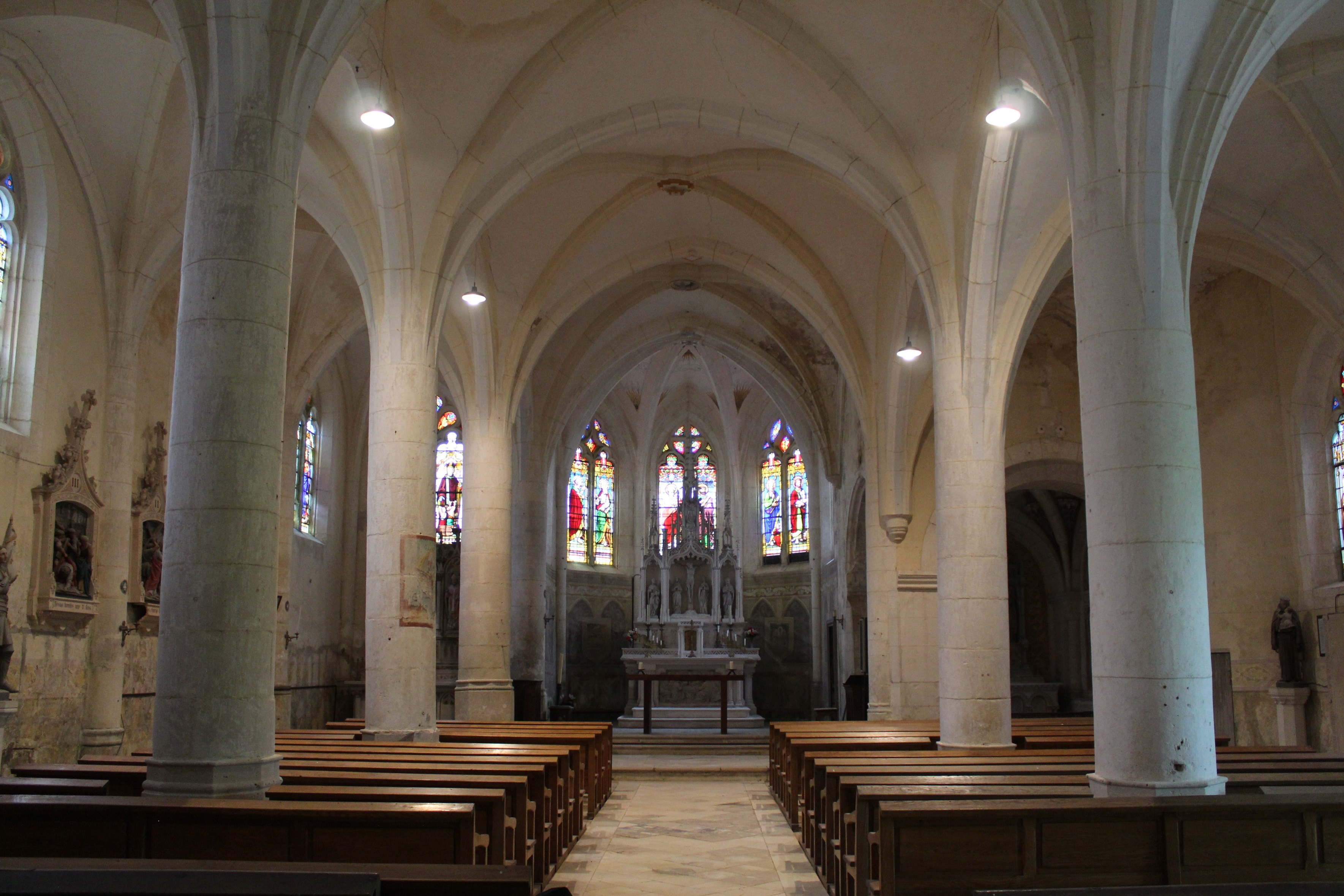
Église Saint-Pierre et Saint-Paul de Creuë, église-halle échelonnée.
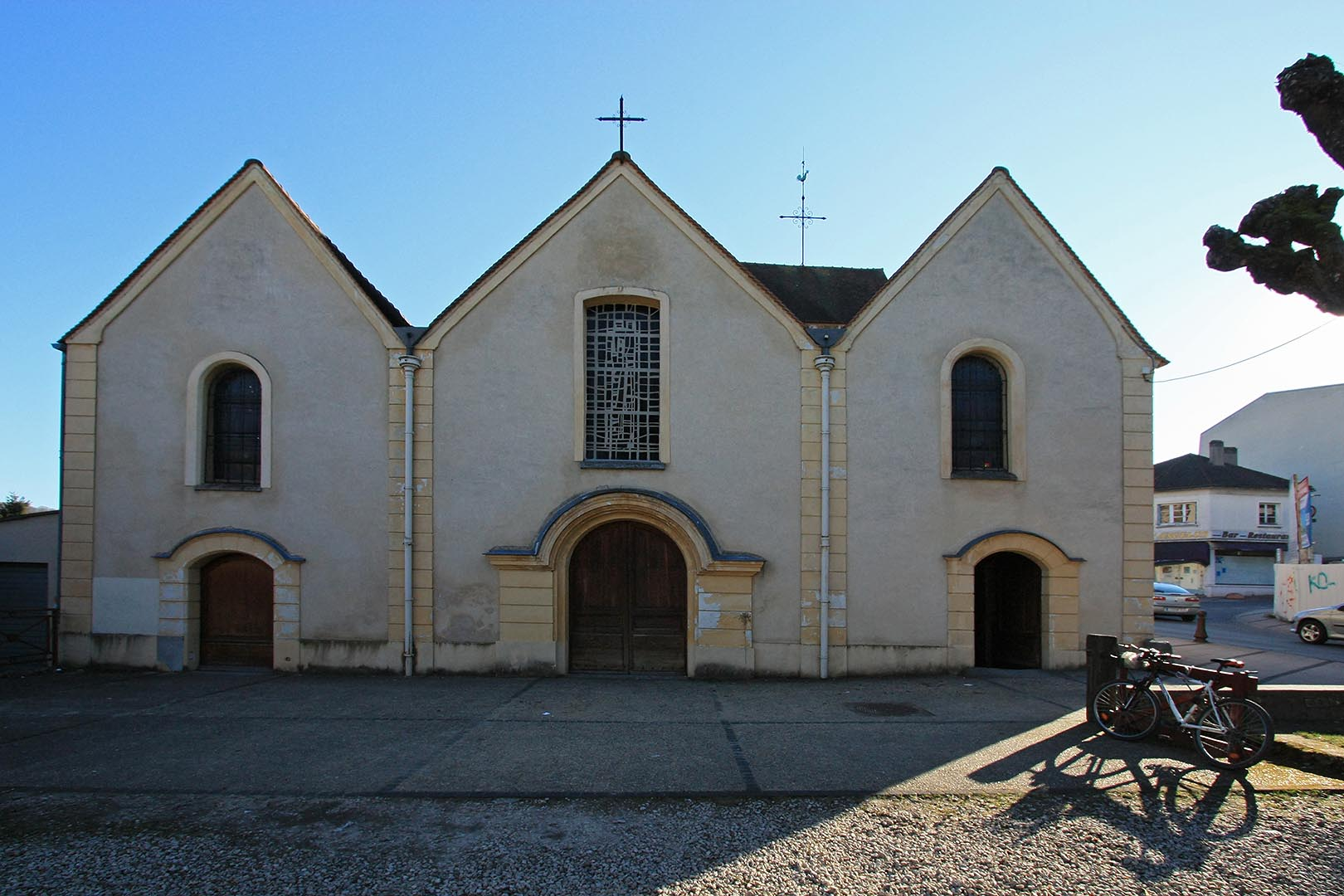
Saint-Matthieu à Bures-sur-Yvette.
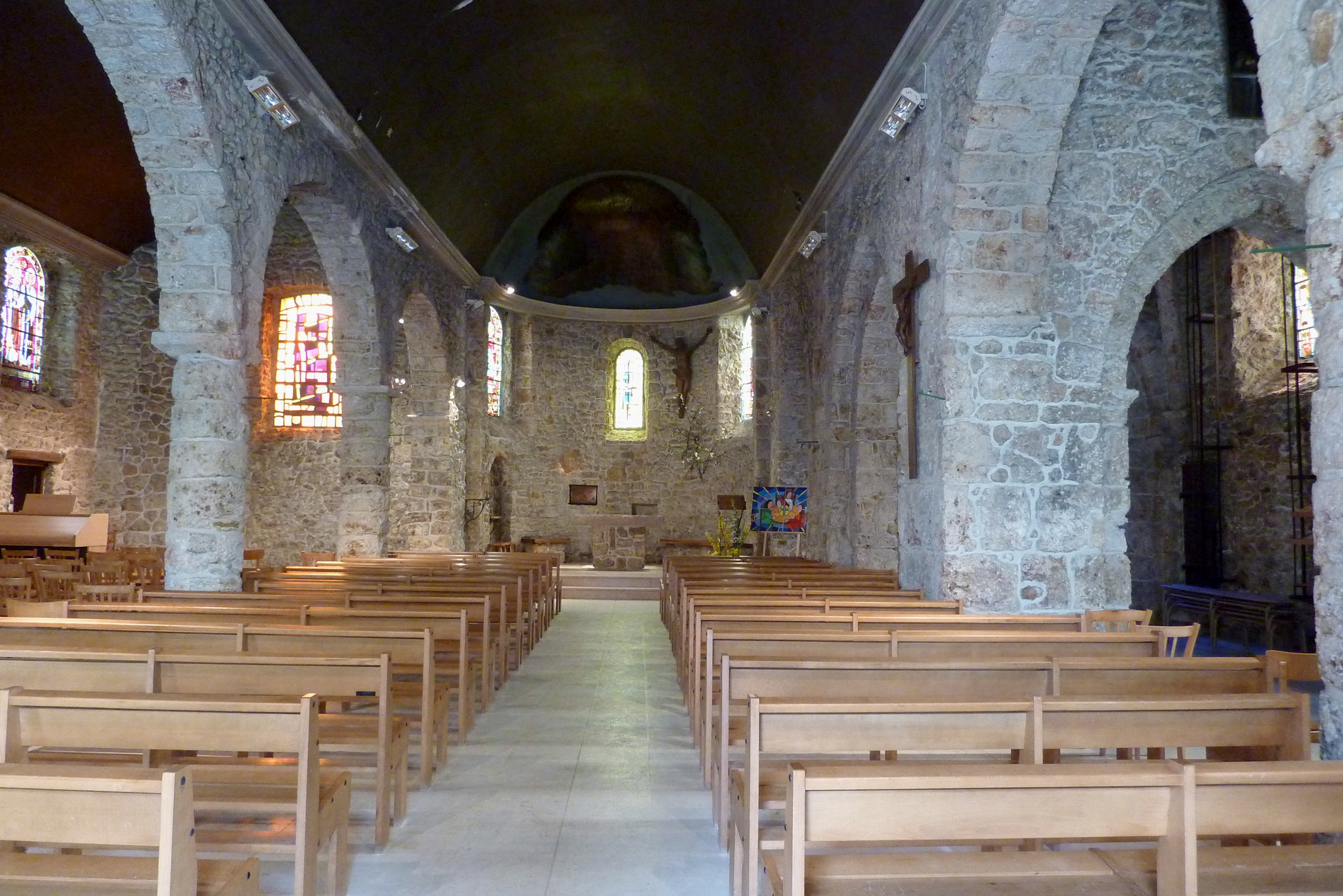
Saint-Matthieu à Bures, une église-halle du type hollandais ou anglais.

## Variations et définitions

### Structure halle et structure basilicale

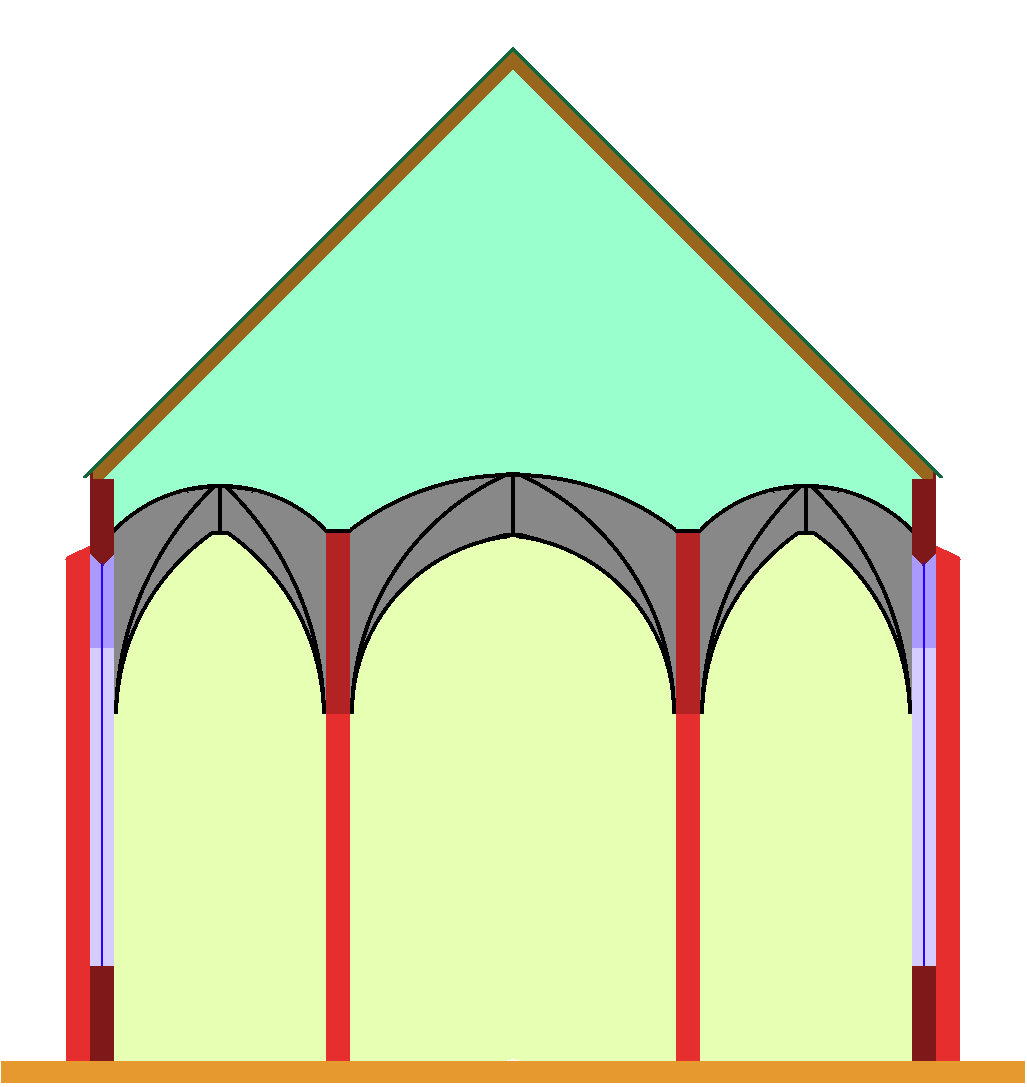
Église-halle. Elle peut avoir plusieurs toits traverses au lieu du grand toit longitudinal.
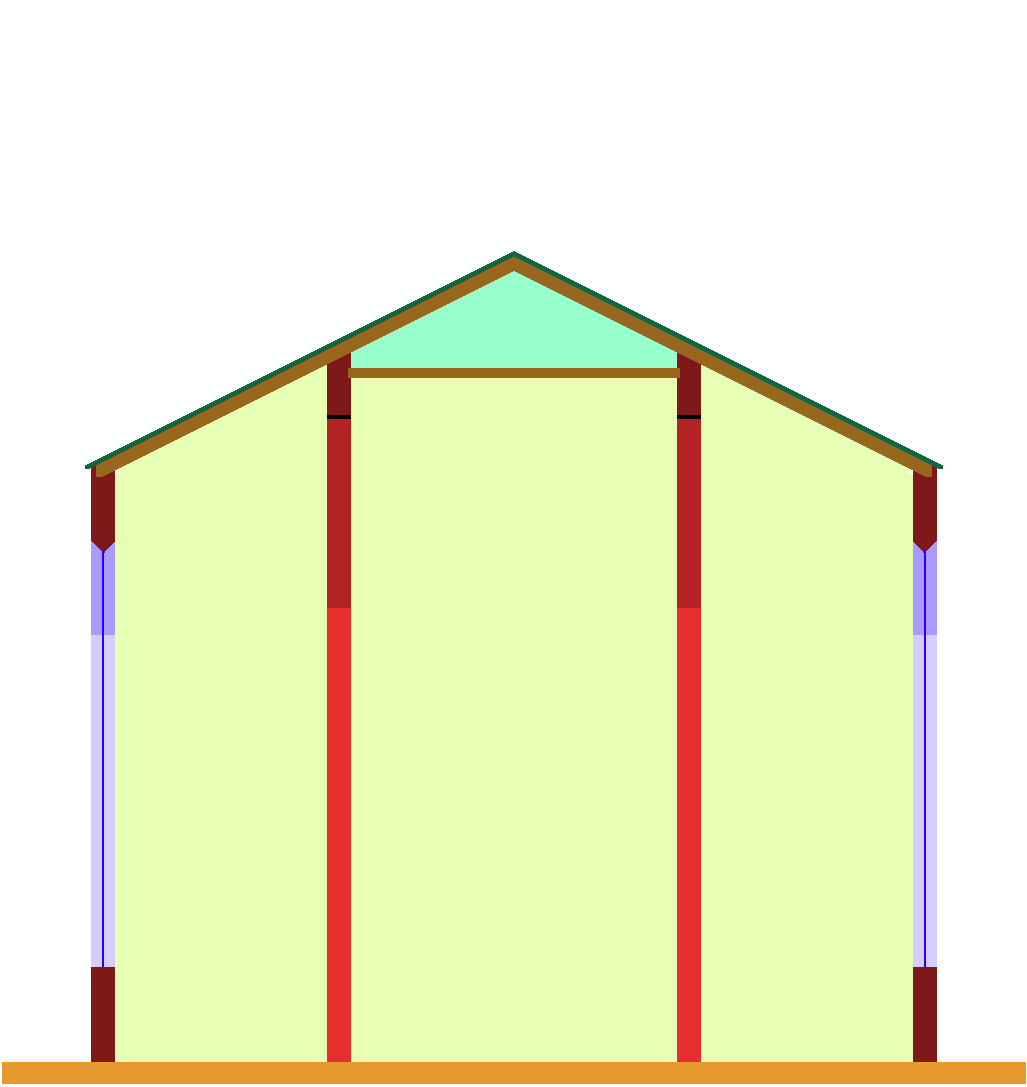
Église-halle avec un plafond horizontal au niveau de la nef centrale et des plafonds obliques au niveau des collatéraux
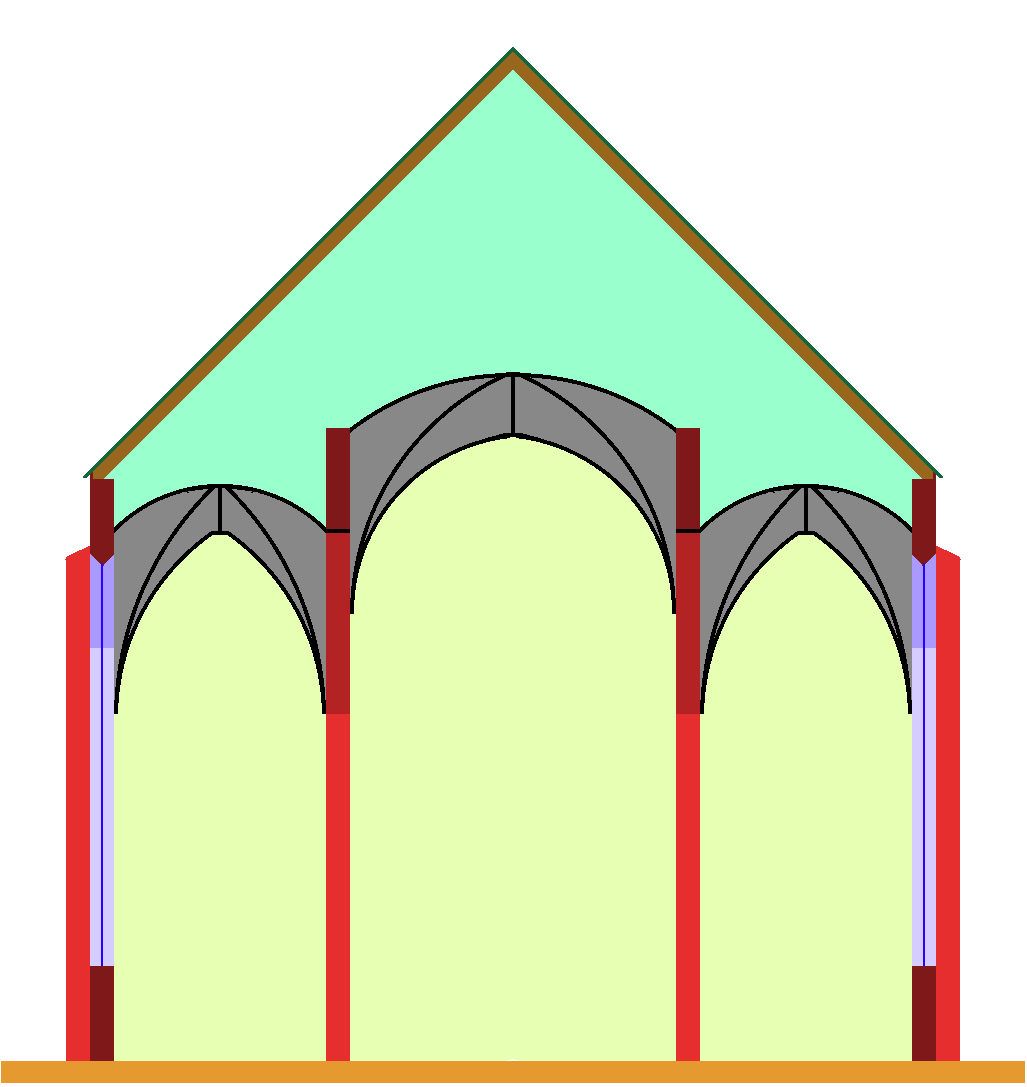
Église-halle échelonnée : la nef centrale est un peu plus haute que les collatéraux, mais elle n'a pas d'étage supplémentaire.
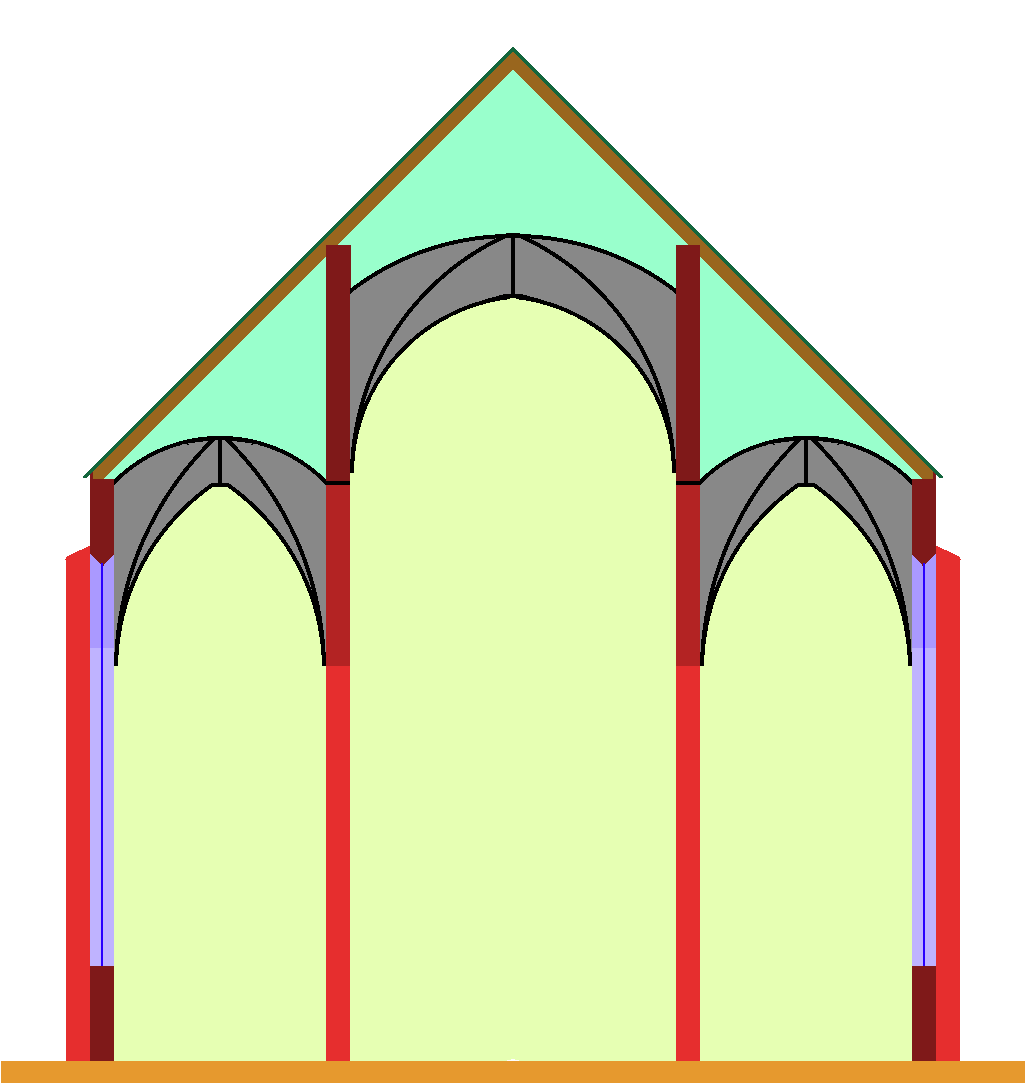
Pseudo-basilique : la nef centrale a un étage de plus que les collatéraux, mais pas de fenêtres supplémentaires.
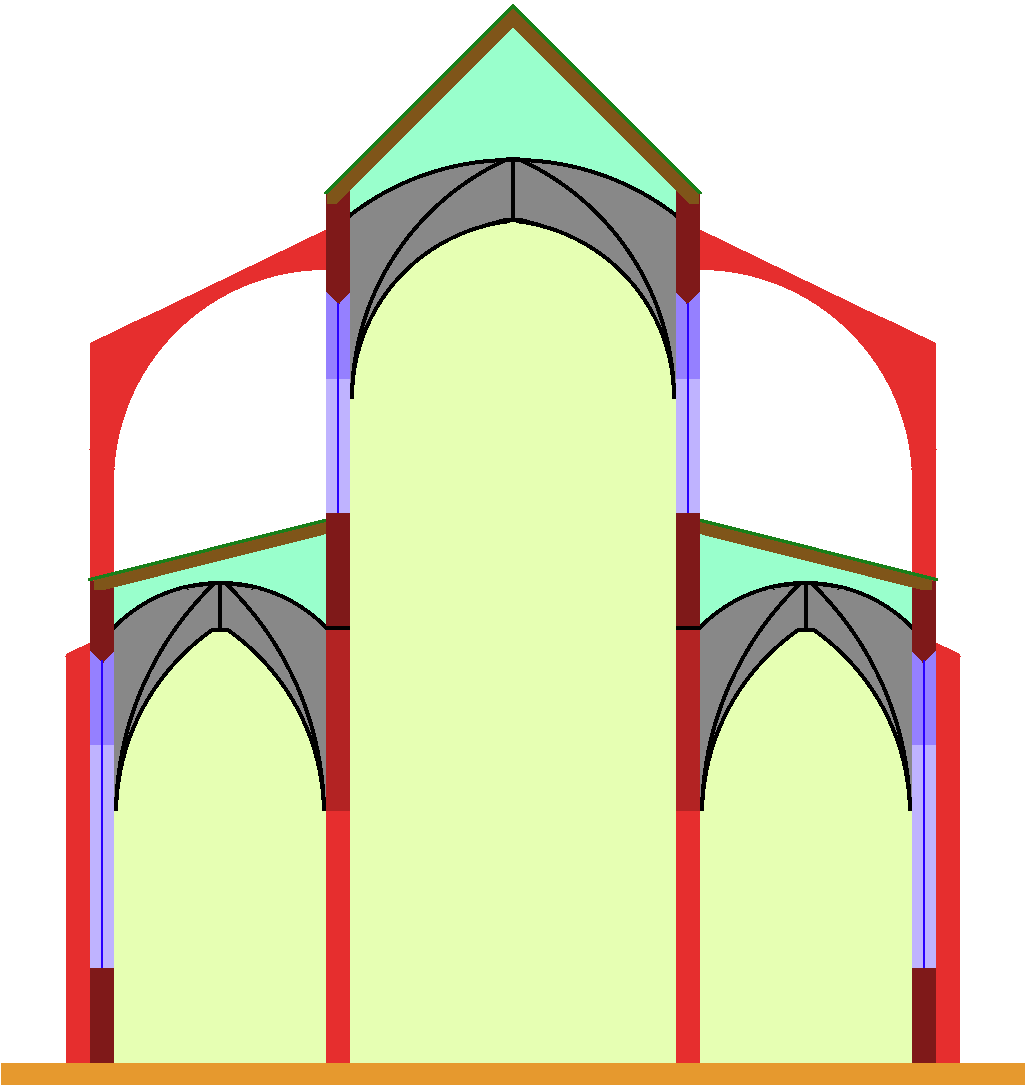
Coupe transversale basilicale : la nef centrale est à claire-voie.

### Variabilité des plans du sol des églises halles

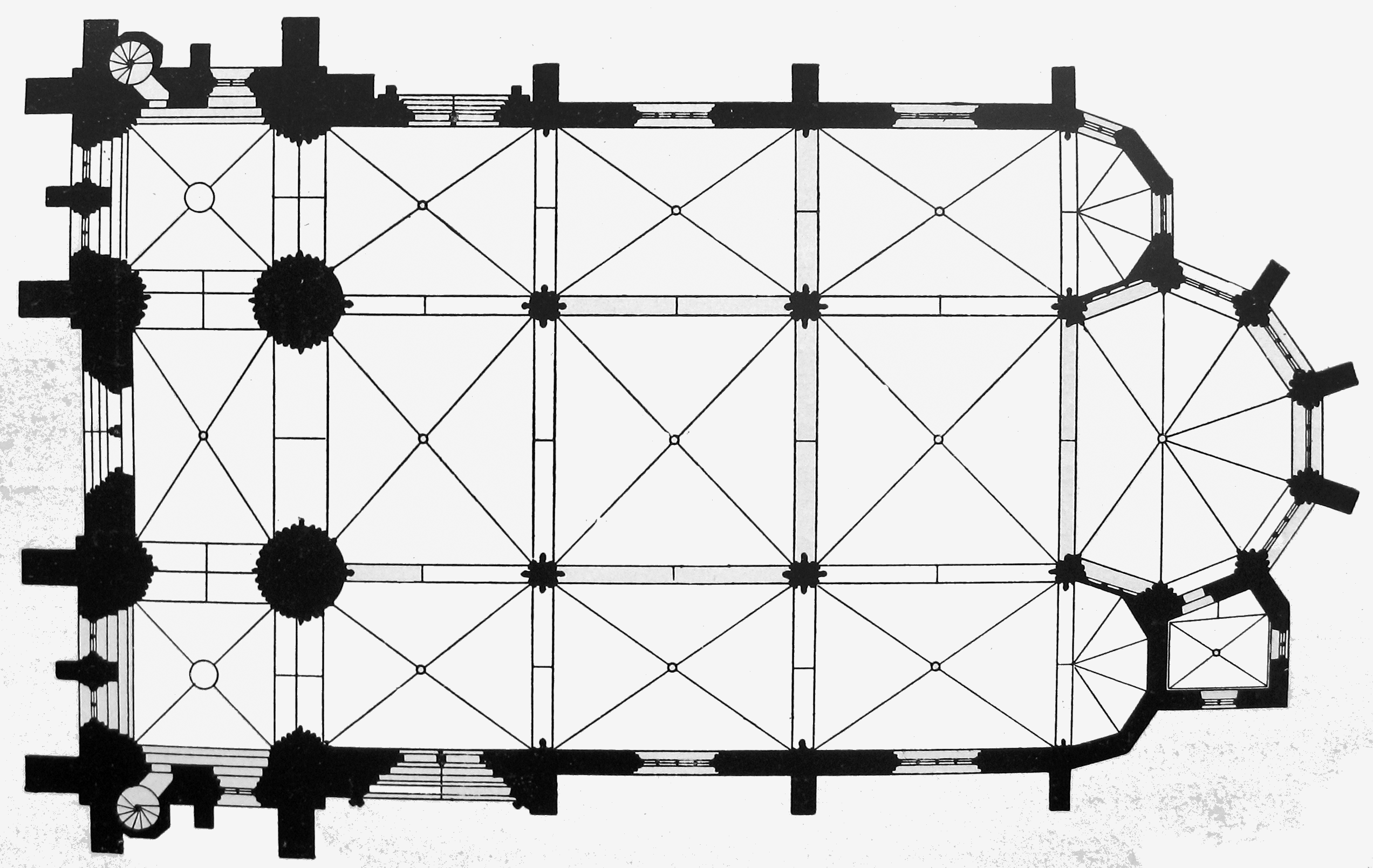
Sainte-Marie-du-Pré de Soest, carré westphalien.
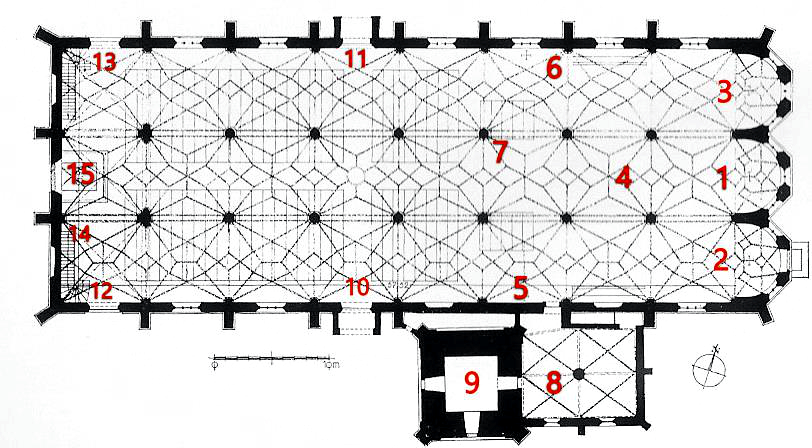
Saint-Martin de Lauingen (Donau), trois vaisseaux égaux.
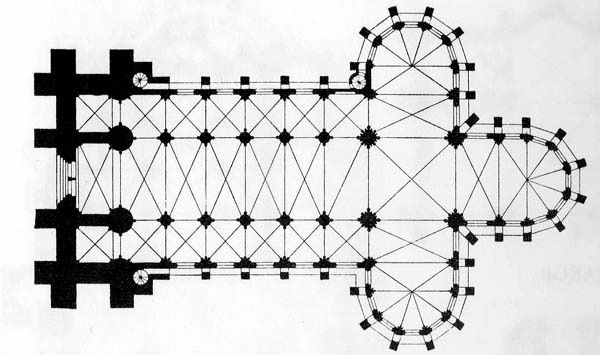
Église Sainte-Élisabeth de Marbourg, église-halle sur un plan cruciforme.
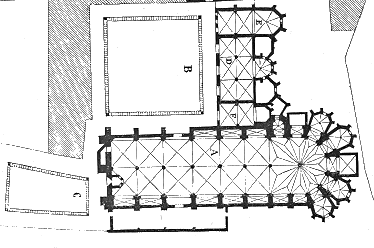
Église des Jacobins, Toulouse, deux vaisseaux.

### Historiographie
L'historiographie des églises-halles s'est développée en Allemagne qui a fait de ce type d'église un manifeste de la spécificité allemande face à l'architecture médiévale française au moment où se sont développées des querelles nationalistes en architecture. Le concept et le terme d'église-halle, Hallenkirche, a été inventé par Wilhelm Lübke. L'historiographie allemande a créé des sous-catégories extensives de la notion d'église-halle avec :
- emporenhalle : église avec tribunes, comme l'église abbatiale Sainte-Foy de Conques,
- stufenhalle ou staffelkirche, pseudo-basilique, lorsque la nef centrale est légèrement plus haute que les collatéraux et n'a pas d'ouvertures pour son éclairage.

L'historiographie française utilise le terme d'église-halle quand il y a égalité de hauteur de tous les vaisseaux d'une église.

## Développement et répartition
La construction d'églises-halles a commencé et s'est répandue dès l'architecture romane, par exemple dans le Poitou. La première église-halle au nord des Alpes, la chapelle Saint-Barthélemy de Paderborn fut construite en 1017 par des artisans byzantins. Le style de l'église-halle a atteint son apogée avec le gothique tardif, un bel exemple est Saint-Martin de Landshut.
On trouve des églises-halles dans toute l'Europe. Mais le plus grand nombre se trouve dans les contrées de culture germanique (zone des dialectes allemands) ou anciennement influencées par elle, et donc en Allemagne, aux Pays-Bas, Flandre, Autriche, Est de la France, Suisse, Tchéquie, Pologne, et les régions autour de la mer Baltique qui ont été influencées par la Ligue hanséatique. Cet agencement a l'avantage d'être statiquement stable et permet de se passer des arcs boutants et des étagements complexes des nefs et des fenêtres, il est ainsi possible de s'attacher à rendre l'église beaucoup plus claire et unitaire, à l'intérieur comme à l'extérieur. Cette recherche poussive de rigueur des lignes, d'unité et de clarté des volumes architecturaux, constitue une préoccupation esthétique très importante et distinctive de l'architecture gothique des pays germaniques (ces principes esthétiques pré-datent le gothique et remontent à l'architecture ottonienne au moins), l'église-halle représente l'une des solutions parmi d'autres souvent déployées pour y répondre. Les fenêtres peuvent s'étendre de façon saisissante sur toute la hauteur des nefs latérales en apportant une lumière maximale, qui n'est pas gênée dans son chemin vers la nef centrale grâce à la finesse des piliers. Vue de l'extérieur, l'église-halle dispose souvent d'un toit monumental qui couvre les nefs latérales et la nef centrale, avec une pente assez prononcée pour empêcher l'accumulation de neige. Dans d'autres cas, surtout dans la région des Pays-Bas au sens large (région moins neigeuse), la couverture est constituée de multiples toitures juxtaposées de hauteurs semblables.
Ce style est aussi l'expression des salles de prêche favorisées par les ordres mendiants qui ont joué un rôle exceptionnel dans la vie religieuse allemande.
On trouve un autre foyer important d'églises-halles et d'agencements qui s'en rapprochent dans la péninsule Ibérique (Espagne et Portugal), l'objectif esthétique recherché y est différent, malgré les échanges artistiques certains et intenses avec les pays germaniques durant le Moyen Âge. Il s'agit plutôt ici d'une solution commode utilisée pour développer au maximum la monumentalité et le gigantisme des volumes intérieurs et d'en faciliter la perception de toutes parts en offrant le moins d'obstacle possible au regard. Volontairement moins éclairées que leurs consœurs germaniques afin de bien clore et protéger l'espace sacré, ces églises ibériques ne sont pas sans évoquer des grandes salles mystérieuses de grottes souterraines, les fines colonnes faisant plus penser à des stalactites suspendues aux voûtes qu'à des supports. On peut aussi noter de nombreux cas, comme la cathédrale de Séville, où des églises basilicales tendent à se rapprocher de la conception des églises-halles par l'ampleur des nefs latérales et la hauteur des piliers, mais qui ne sont pas formellement des églises-halles.

## Liste

### Allemagne

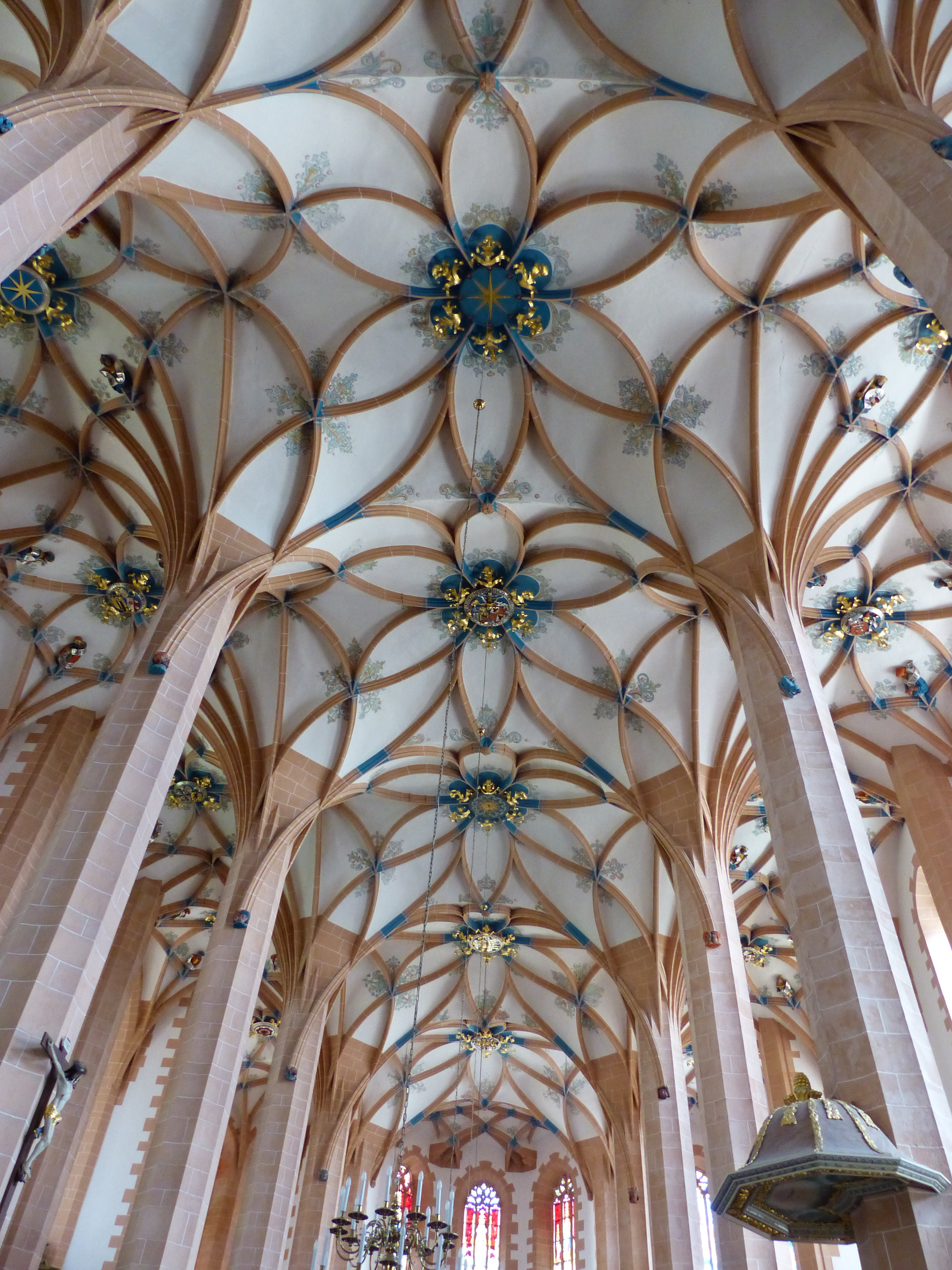
Sainte-Anne d'Annaberg-Buchholz.

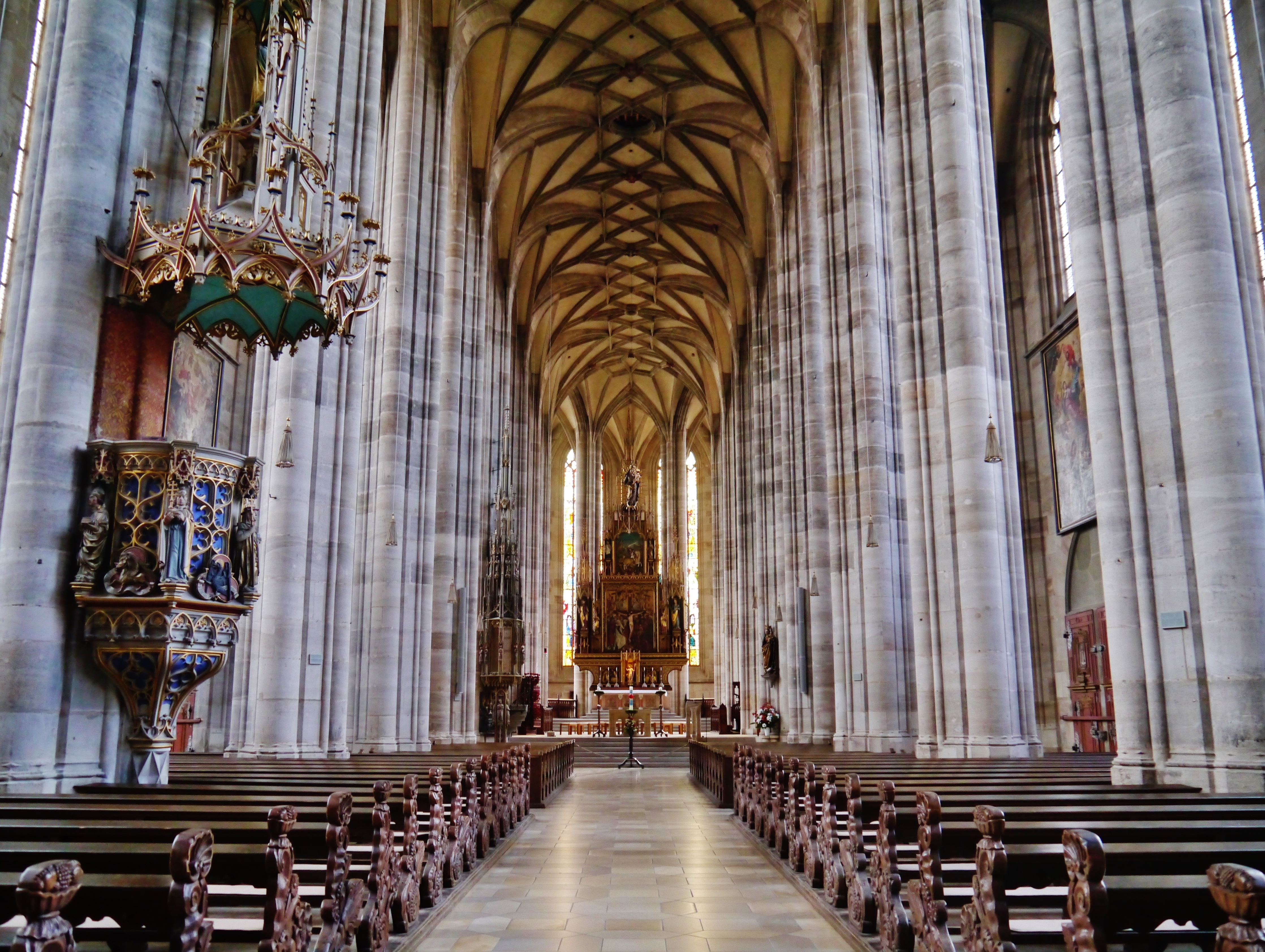
Église Saint-Georges de Dinkelsbühl

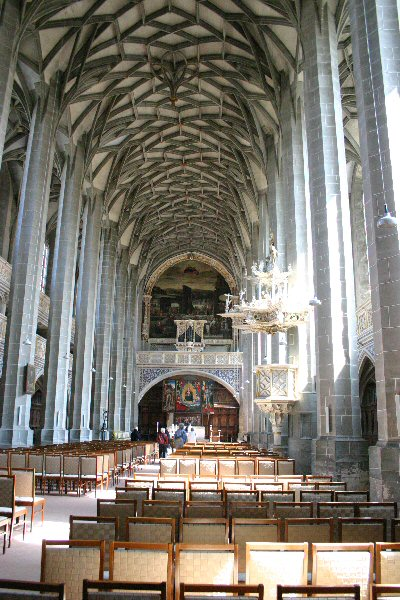
Église Sainte-Marie de Halle-sur-Saale

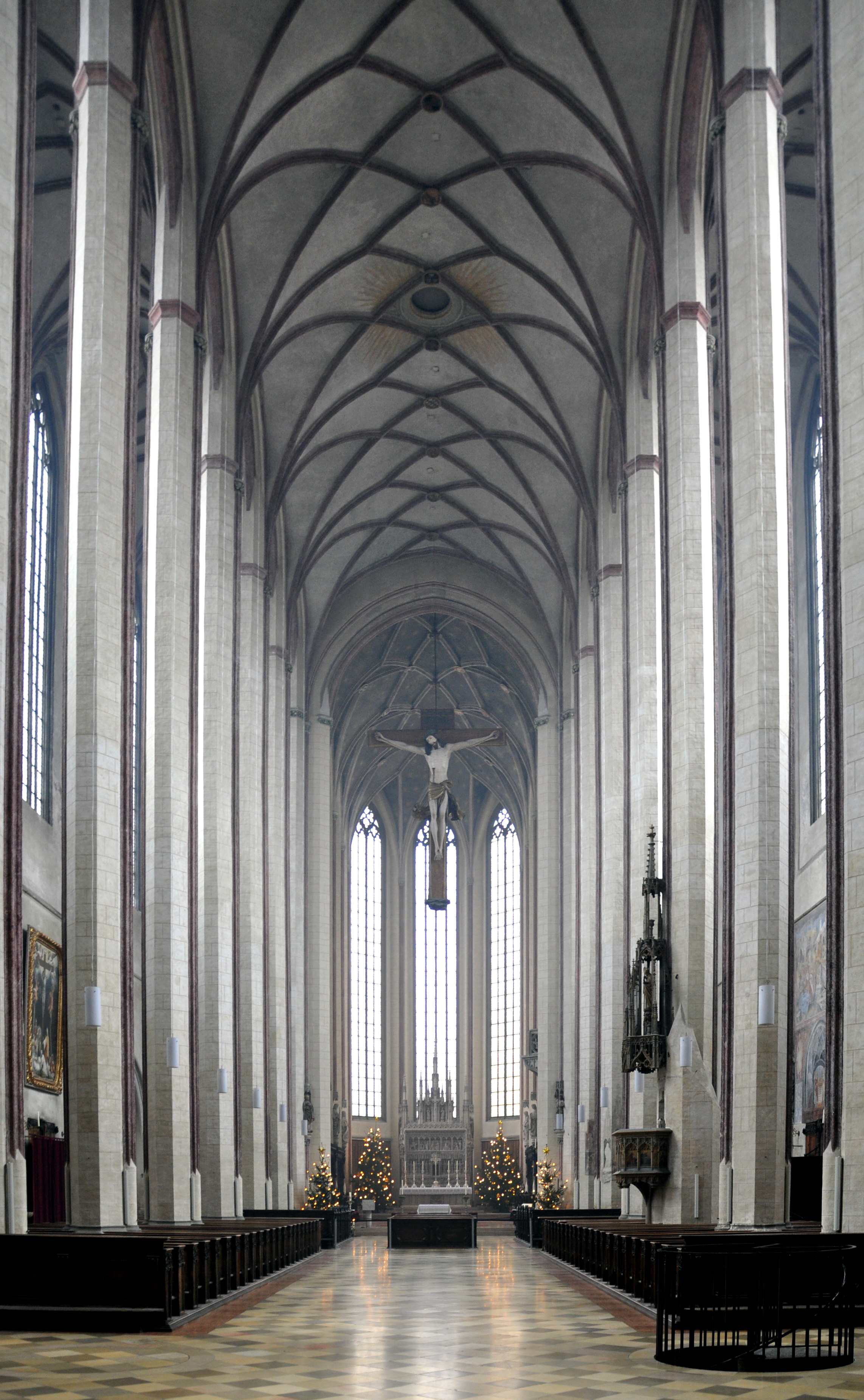
Saint-Martin de Landshut.

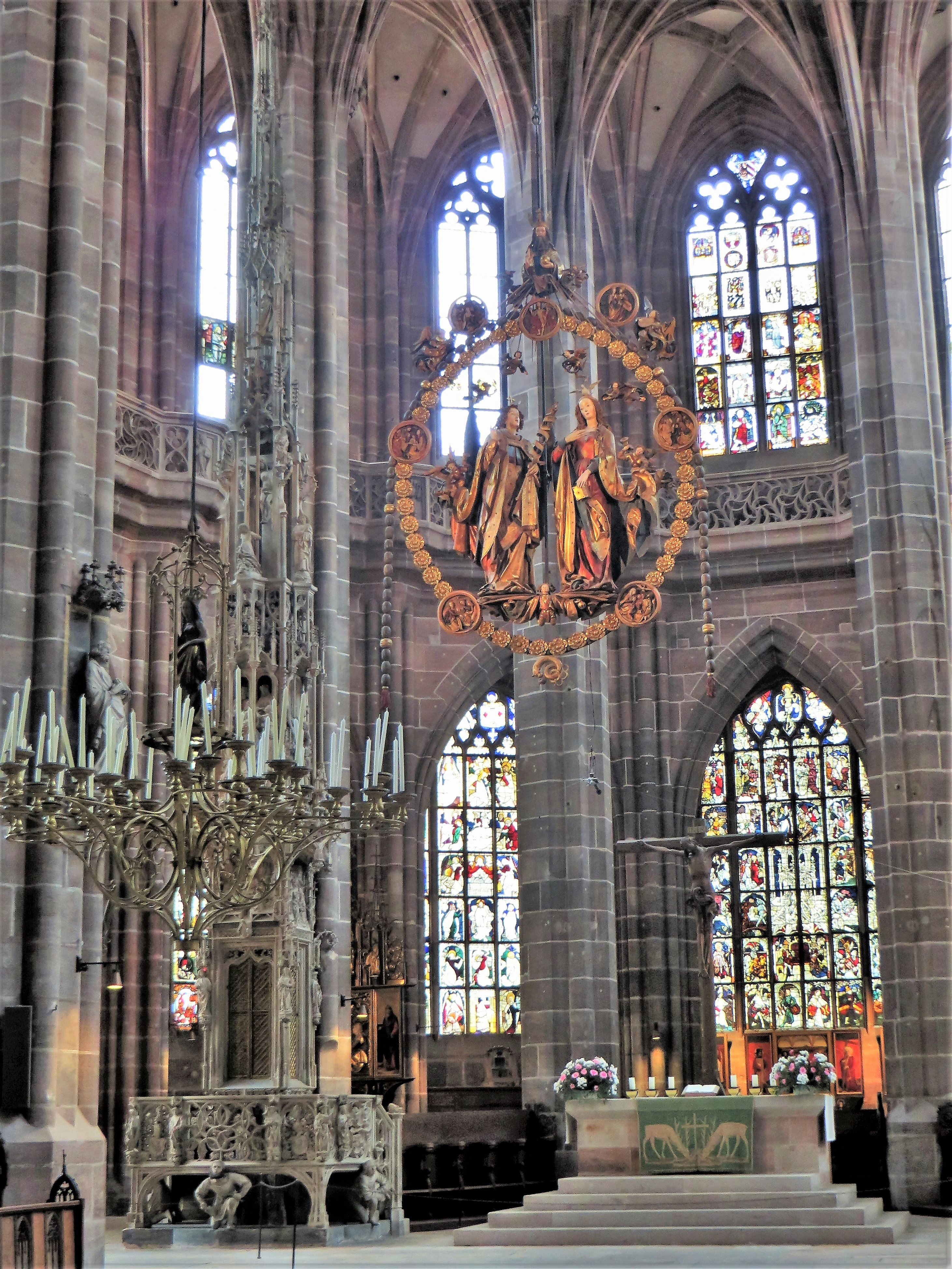
Église (temple) Saint Laurent de Nuremberg.

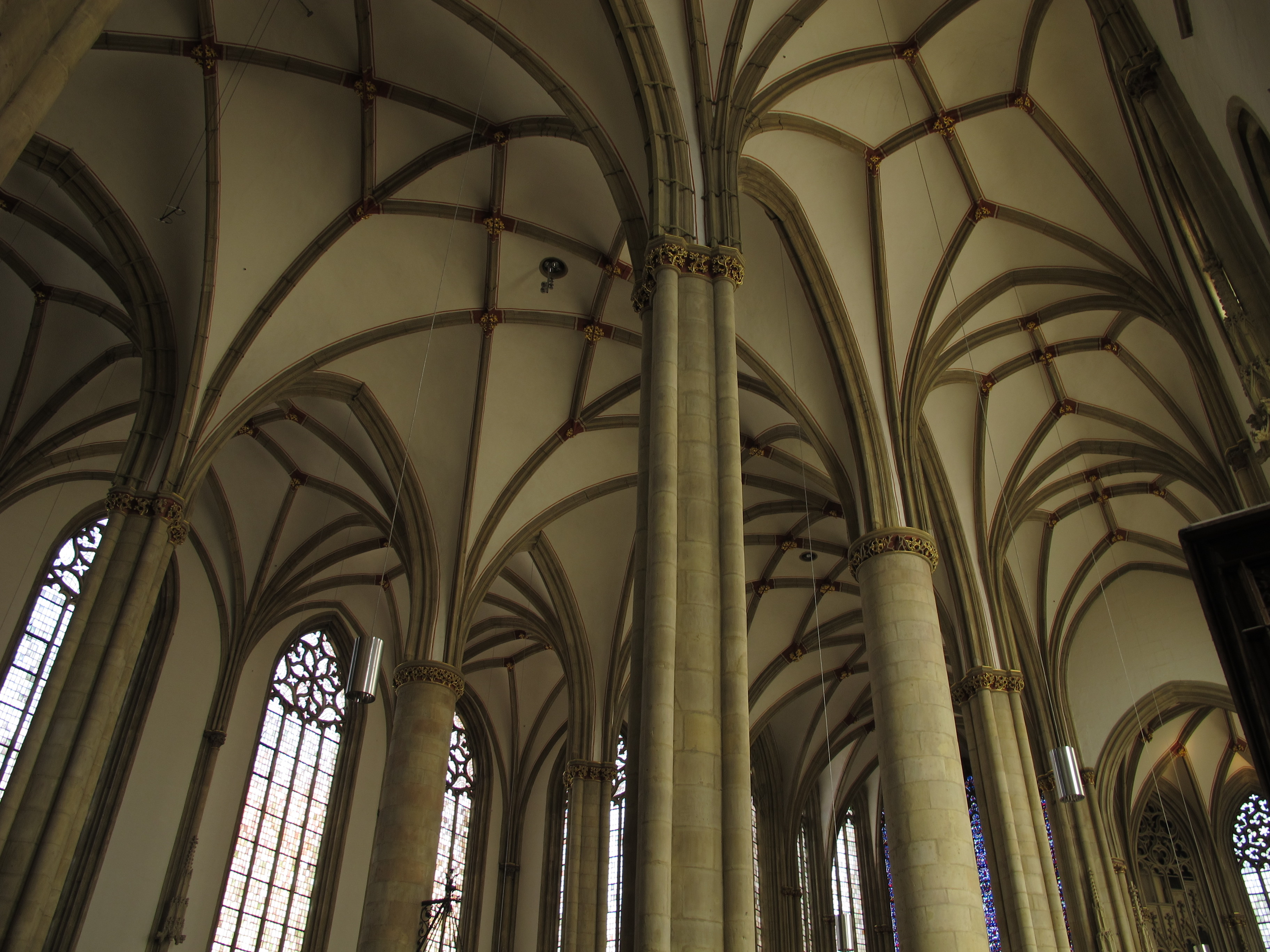
Saint-Lambert de Münster.

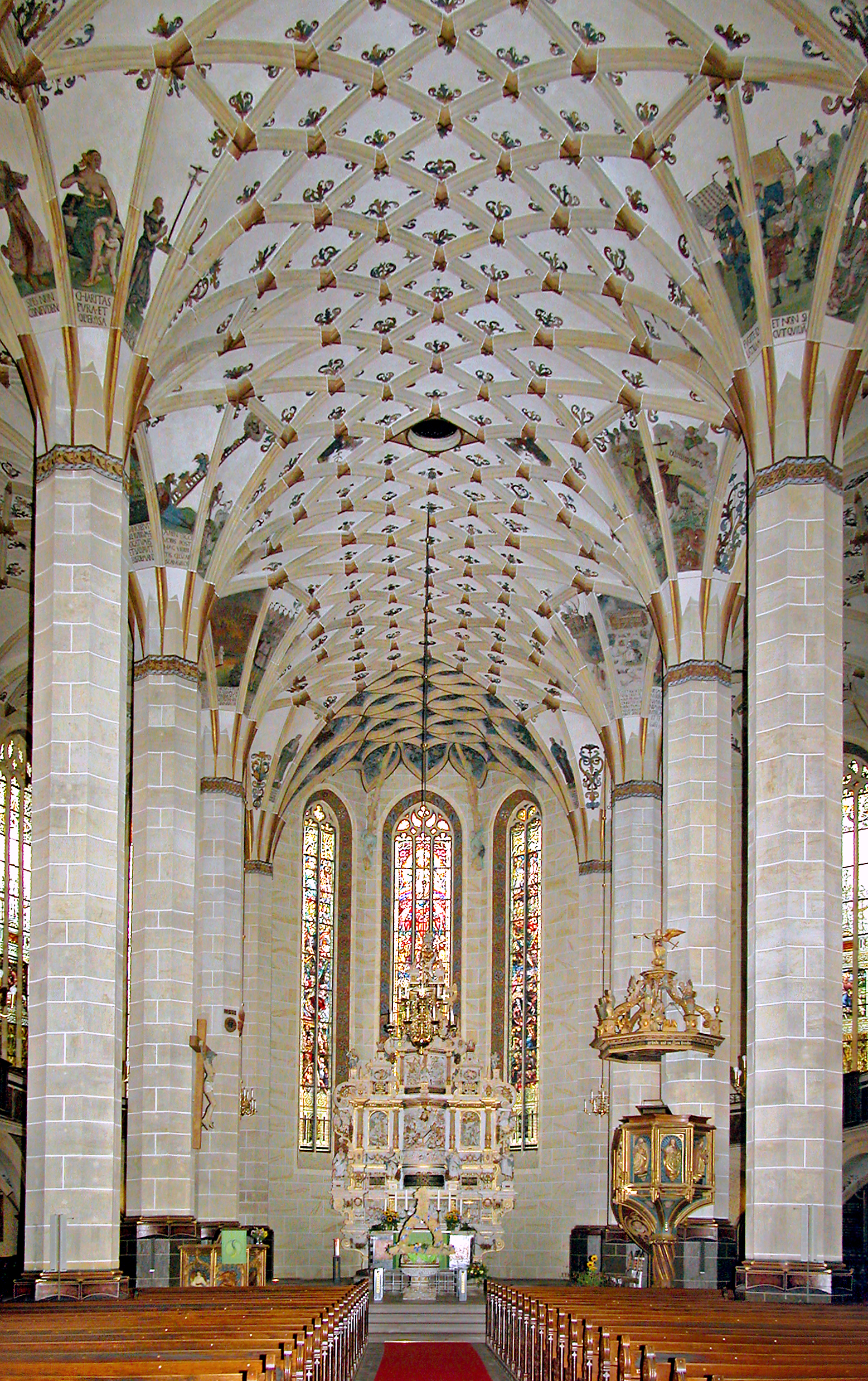
Église Sainte-Marie de Pirne.

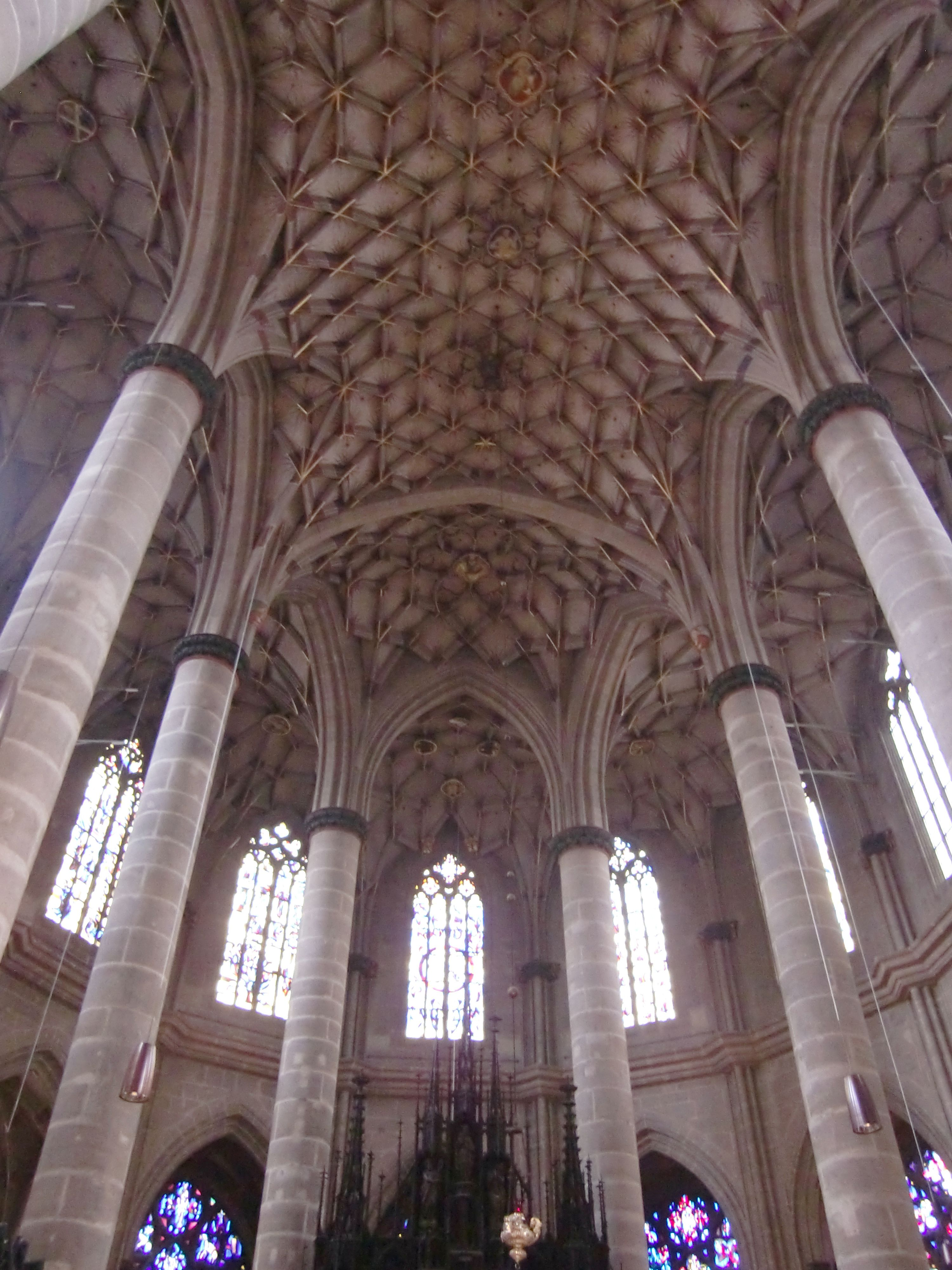
Collégiale de Schwäbisch Gmünd.

- Église (temple) Sainte-Marie (de) de Anklam
- Église (temple) Saint-Nicolas (de) de Anklam
- Église (temple) Sainte-Anne de Annaberg-Buchholz
- Église (temple) Saint-Étienne (de) d'Aschersleben
- Cathédrale Saint-Pierre de Bautzen, église simultanée, quatre nefs
- abbaye des franciscains (de) de Berchtesgaden
- Église (temple) Sainte-Marie de Berlin
- Église Saint-Nicolas de Berlin (aujourd'hui musée)
- Église (temple) Sainte-Marie-de-la-Neuveville (de) (en allemand : Neustädter Marienkirche) de Bielefeld
- Église (temple) Saint-Nicolas-de-la-Vieille-Ville (de) (en allemand : Altstädter Nicolaikirche) de Bielefeld
- Église Saint-Jean (de) de Brême
- Église (temple) Notre-Dame Église (temple) Notre-Dame (de) (allemand : Kirche unser Lieben Frauen ou Liebfrauenkirche) de Brême
- Église (temple) Saint-Martin (de) de Brême
- Église (temple) Saint-André Église (temple) Saint-André (de) de Brunswick
- Église (temple) Sainte-Catherine Église (temple) Sainte-Catherine (de) de Brunswick
- Église (temple) Saint-Martin (de) de Brunswick
- Église (temple) Saint-Michel (de) de Brunswick
- Église (temple) Saint-Pierre (de) de Brunswick
- Église (temple) Sainte-Marie (de) de Celle
- Église (temple) Saint-Maurice (de) de Cobourg
- Église (temple) Saint-Nicolas (de) de Cottbus
- Église Saint-Jacques (baroque) de Dachau
- Église (temple) Saint-Barthélémy de Demmin
- Église (salle polyvalente) Sainte-Marie[4] de Dessau
- Basilique mineure Saint-Pierre de Dillingen
- Église (collégiale) Saint-Georges (de) de Dinkelsbühl
- Abbaye (temple) de Dobbertin
- Église (temple) Saint-Nicolas (de) de Döbeln
- Église (collégiale) Notre-Dame (de) de Donauwörth
- Église Sainte-Croix de Donauwörth
- Église (temple) Saint-Pierre de Dortmund
- Église Saint-Cyriac (de) de Duderstadt
- Église (temple) Saint-Servais (de) en Duderstadt
- Église Saint-Lambert (de) de Düsseldorf
- Église (temple) municipal(e) (de) de Durlach
- Cathédrale Saint-Sauveur, Notre-Dame et Saint-Guillebaud d'Eichstätt
- Église Saint-Sébastien (de) de Ebersberg
- Église (temple) Saint-George d'Eisenach
- Cathédrale Sainte(-Vierge)-Marie d'Erfurt
- Église Saint-Sever (de) de Erfurt
- Cathédrale Saints-Côme-et-Damien-et-Marie, aussi appelée Essener Münster (Collégiale d'Essen)
- Église (temple) Notre-Dame[5] d'Esslingen
- Église (temple) Sainte-Marie (de) de Flensbourg, le nom danois, Vor Frue kirke, dit église (temple) Notre-Dame
- Église Saint-Nicolas de Flensbourg
- Collégiale (temple) Sainte-Marie de Freiberg
- Église (temple) urbain(e) Notre-Dame (de) (en allemand : Stadtkirche Unserer Lieben Frau) de Friedberg (Hesse)
- Église (temple) Sainte-Marie (de) de Friedland (Mecklembourg)
- Église Sainte-Marie-Madeleine (de) de Gueldre
- Église Saints-Pierre-et-Paul de Görlitz
- Église (temple) Saint-Jacques (de) de Göttingen
- Église (temple) Saint-Jean (de) de Göttingen
- Église (temple) Sainte-Marguerite (de) de Gotha
- Église (temple) Saint-Jacques (de) de Greifswald
- Église (temple) Sainte-Marie (de) de Greifswald
- Église (temple) Sainte-Marie (de) de Grimmen
- Église (temple) Sainte-Marie (de) de Halle-sur-Saale
- Église (temple) Saint-Paul (de) de Hamm
- Collégiale (temple) Saint-Boniface (de) de Hamelin
- Église-du-marché (temple) Saint-George-et-Saint-Jacques (en allemand. Marktkirche St. Georgii et Jacobi) de Hanovre
- Église (temple) du Saint-Esprit de Heidelberg
- Église (temple) Saint-Kilian (de) de Heilbronn
- Collégiale Saint-Gangolfe (de) d'Heinsberg
- Église (temple) Saint-Étienne (de) d'Helmstedt
- Abbatiale (temple) Sainte-Marie-et-Sainte-Pusinne (de) d'Herford, 1220–1250, ART ROMAN TARDIF
- Église (temple) de la ville (de) ou Saint-Antoine de Bad Hersfeld
- Église (temple) Saint-Martin-et-Sainte-Marie (de) de Kaiserslautern
- Église Saint-Martin (de) de Kaiserslautern
- Église Saint-Martin de Landshut
- Église Saint-Martin (de) de Lauingen (Donau)
- Cathédrale de Lübeck, temple des Saints Jean-Baptiste, Blaise, Marie et Nicolas.
- Église (temple) Saint-Pierre (de) de Lübeck, avec cinc nefs.
- Église (temple) Saint-Jean de Lunebourg, avec cinq nefs
- Église (temple) Saint-Michel de Lunebourg
- Église (temple) Sainte-Élisabeth de Marbourg, une des deux premières églises gothiques en Allemagne
- Église (temple) Sainte-Marie (de) de Marienberg
- Cathédrale (église) Saint-Gorgony de Minden
- Église (temple) Sainte-Marie (de) de Minden
- Église (temple) Saint-Blaise (de) de Mühlhausen (Thuringe)
- Église (temple) Sainte-Marie (de) de Mühlhausen (Thuringe), avec cinq nefs
- Cathédrale Notre-Dame de Munich
- Église Saint-Lambert (de) de Münster
- Église (temple) Saint-Jean (de), avec deux nefs
- Église (temple) Saint-Georges de Nördlingen
- Église (temple) Saint-Sixte[6] en Northeim
- Église (temple) Saint Sébald de Nuremberg, uniquement le chœur
- Église (temple) Saint Laurent de Nuremberg, uniquement le chœur
- Église (temple) Saint-Égidy (de), Oschatz, néo-gothique au lieu médiéval
- Église Saint-Jean (de) d'Osnabrück
- Église (temple) Sainte-Catherine d'Osnabrück
- Église (temple) Sainte-Marie (de) de Osnabrück
- Cathédrale Saint-Liboire de Paderborn
- chapelle Saint-Barthélemy de Paderborn (1017), ART ROMAN, une des plus anciennes églises-halle
- Église (temple) Sainte-Marie (de) de Pirna
- Église Saint-Nicolas (de) de Rosenheim
- Église (temple) Saint-Nicolas (de) de Rostock[7]
- Église (temple) Saint-Wolfgang (de) de Schneeberg, néo-gothique, protestante du début
- Collégiale Sainte-Croix de Schwäbisch Gmünd
- Église (temple) Saint Michel (de) de Schwäbisch Hall
- Église (temple) Sainte-Marie de la colline (de) (en allemand : Sankt Maria zur Höhe) de Soest, 1180, ART ROMAN
- Église (temple) Sainte-Marie-des-Prés (en allemand : Sankt Maria zur Wiese) de Soest
- Église (temple) Sainte-Marie (de) de Stendal
- Cathédrale (temple) Saint-Nicolas (de) de Stendal
- Église (temple) Sainte-Marie (de) de Strasburg-en-Uckermark
- Basilique mineure Saint-Jacques de Straubing
- Église (temple) Saint-Étienne (de) de Tangermünde
- Église (temple) Sainte-Marie (de) de Torgau
- Abbaye de Weissenau de Ravensbourg
- Église (temple) Sainte-Marie (de) de la ville d'Usedom
- Cathédrale de Verden
- Temple Saint-Pierre-et-Saint-Paul ou «église de Herder» de Weimar
- Église (temple) de la ville (de) de Bad Wimpfen
- Église (temple) Sainte-Marie (de) de Zwickau, construite en 1453 à 1563, protestante depuis 1520
- Église Saint-Boniface de Wiesbaden, néo-gothique

### Angleterre
– Voir aussi la liste de la Wikipédia allemande au Royaume-Uni: Liste des églises-halles au Royaume-Uni (de) –
En Angleterre, il y a moins de dix églises-halles à voûtes de pierre, mais plus de 1500 avec des voûtes ou plafonds de bois.
Voûtes de Pierre:
- Cathédrale de la Sainte-et-Indivisible-Trinité de Bristol
- Église du Temple (Londres)
- Chapelle Notre-Dame au fin oriental de la Cathédrale de Salisbury

Voûtes ou plafonds de bois:

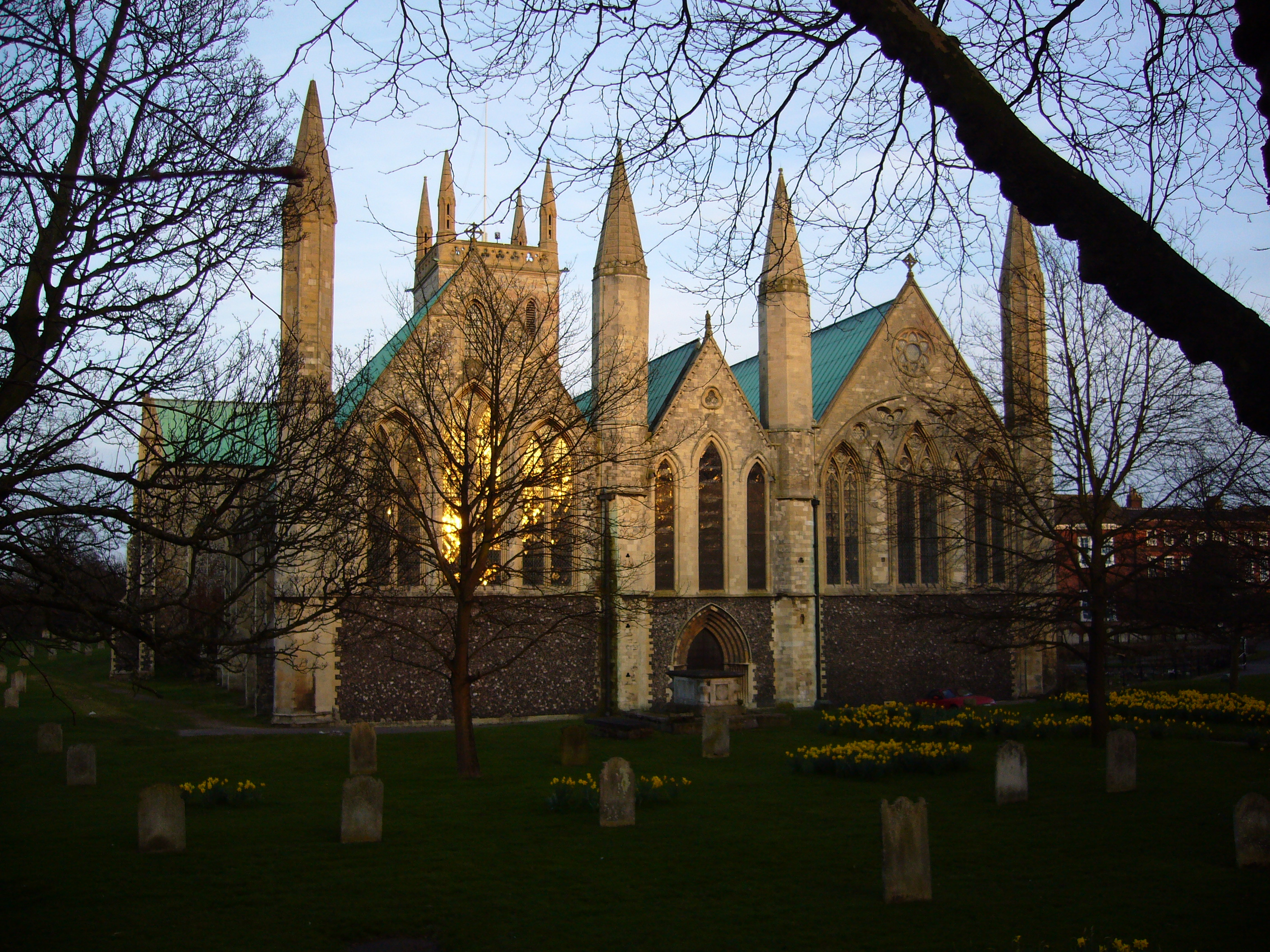
St-Nicolas de Great Yarmouth en Norfolk
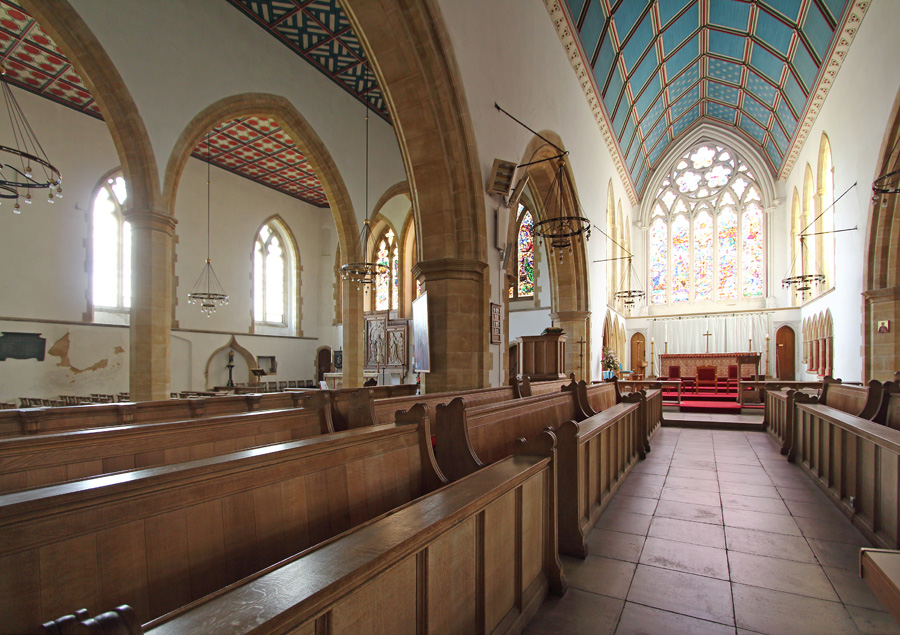
St-Nicolas de Great Yarmouth en Norfolk
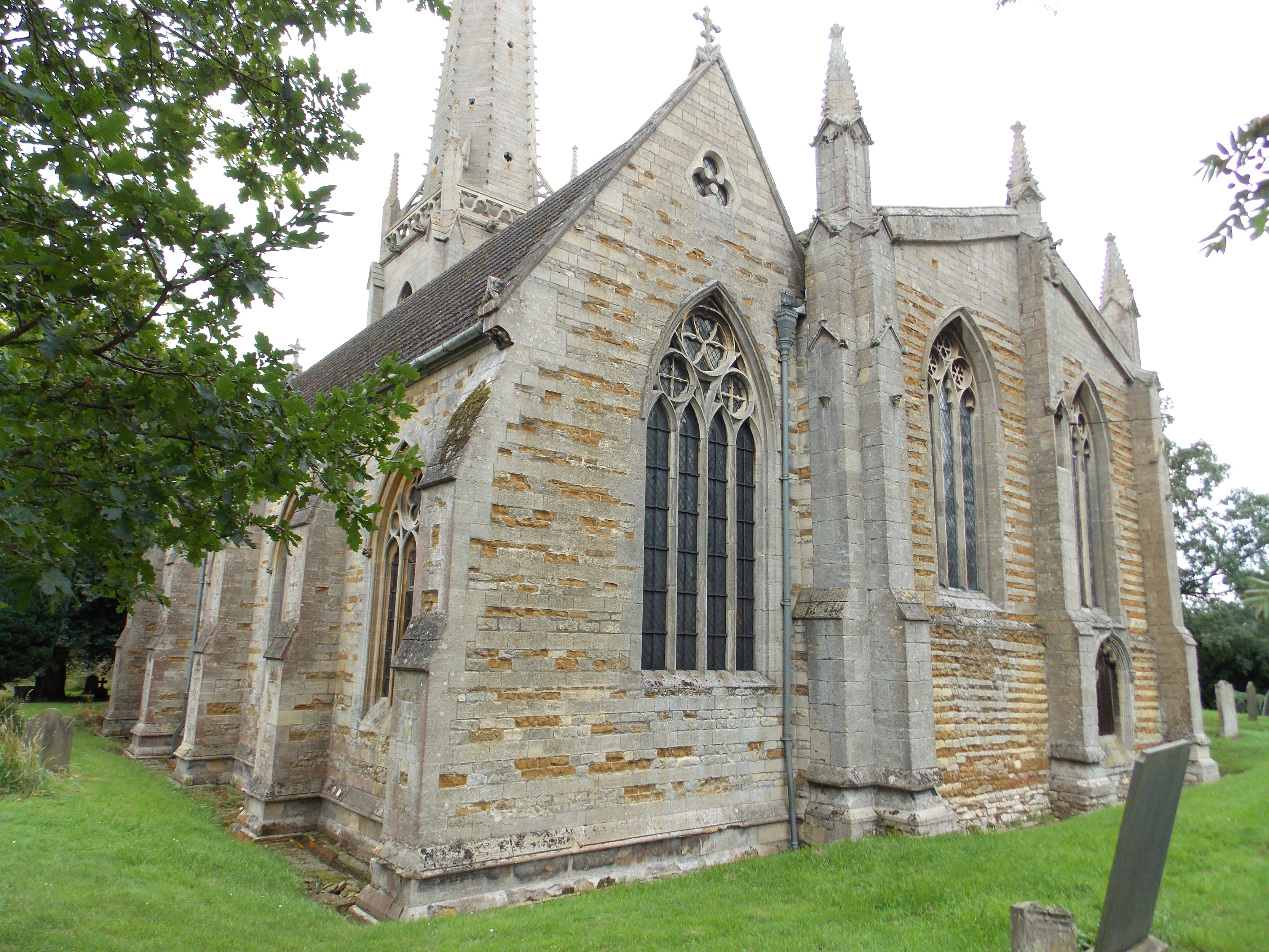
St-Vincent de Caythorpe, district de South Kesteven en Lincolnshire
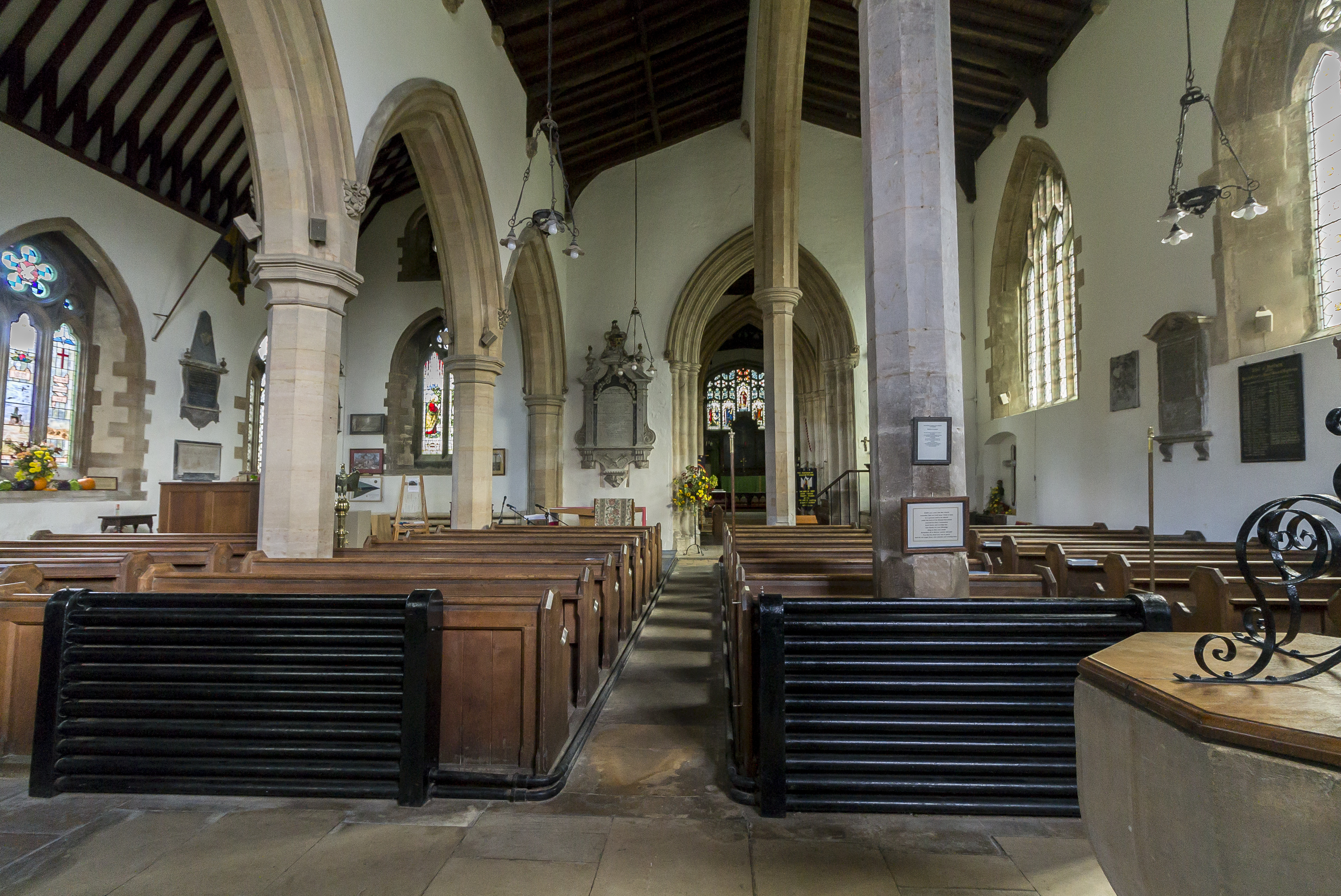
St-Vincent de Caythorpe, district de South Kesteven en Lincolnshire
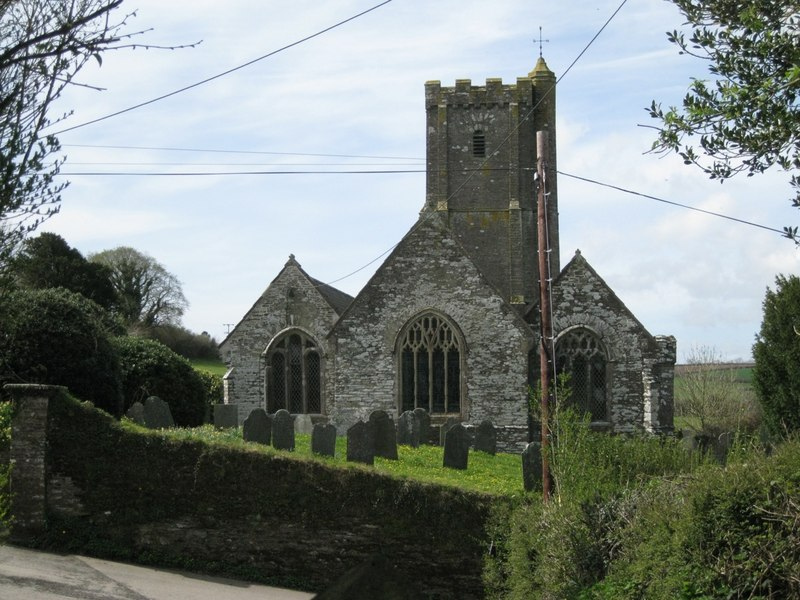
St-André de East Allington, Devon
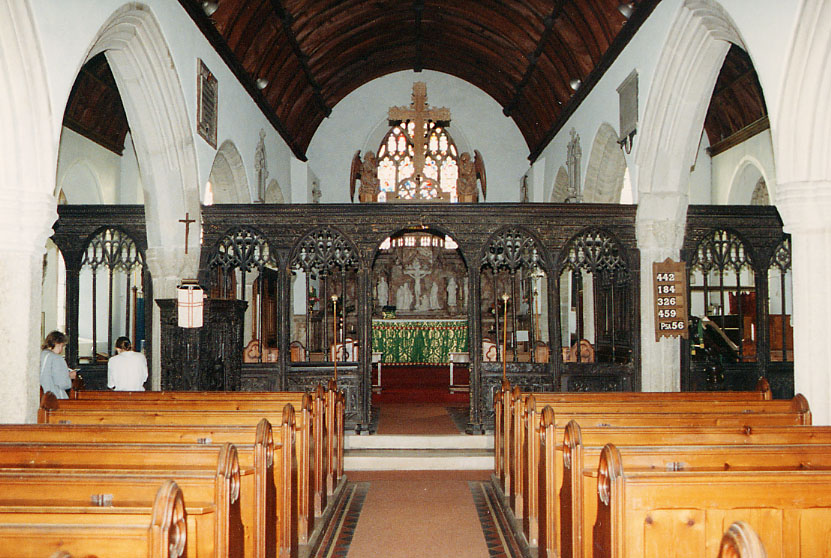
St-André de East Allington, collatéraux XIVe siècle et XVIe siècle

### Autriche

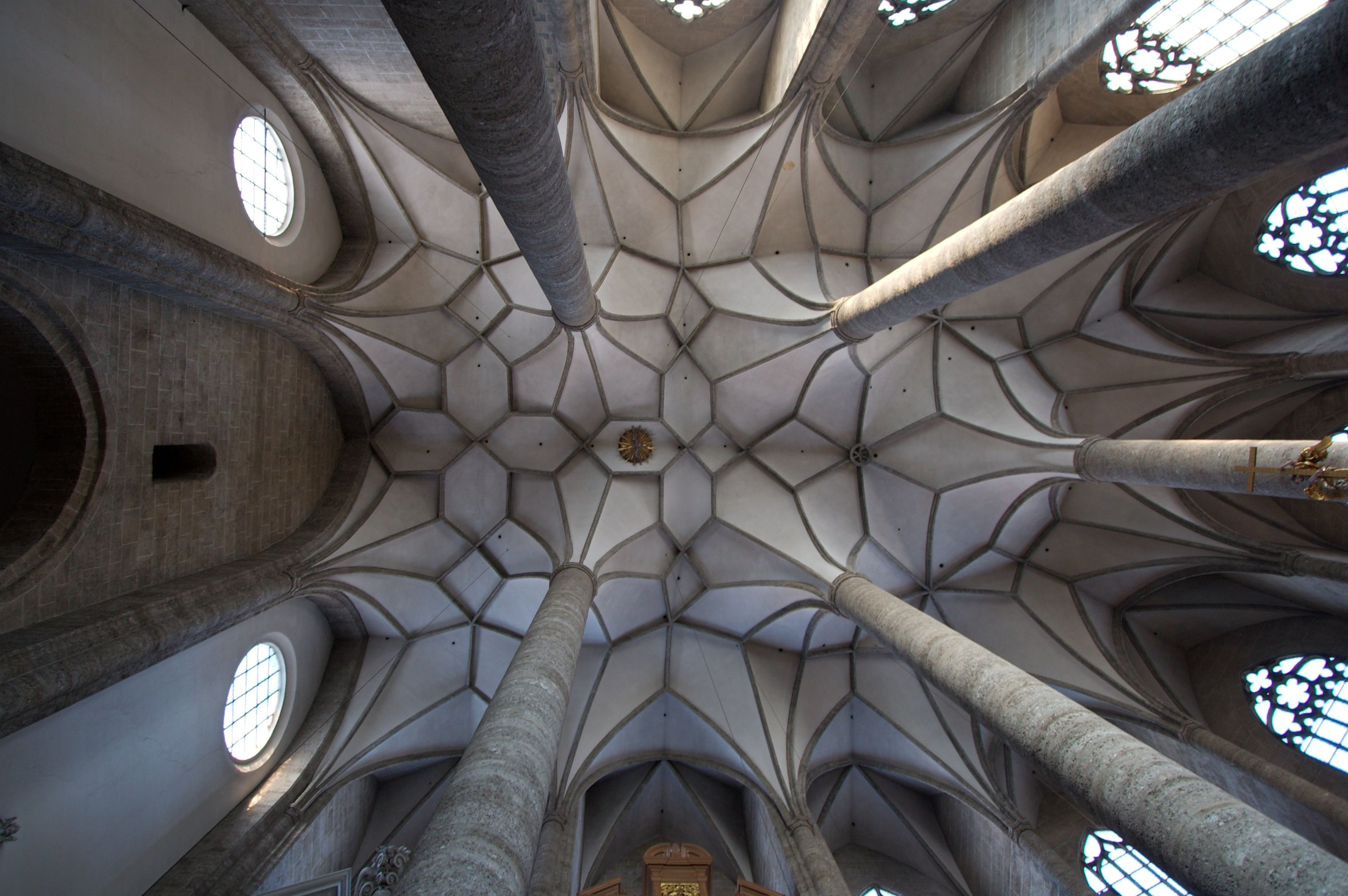
Chœur de l'église franciscaine de Salzbourg.

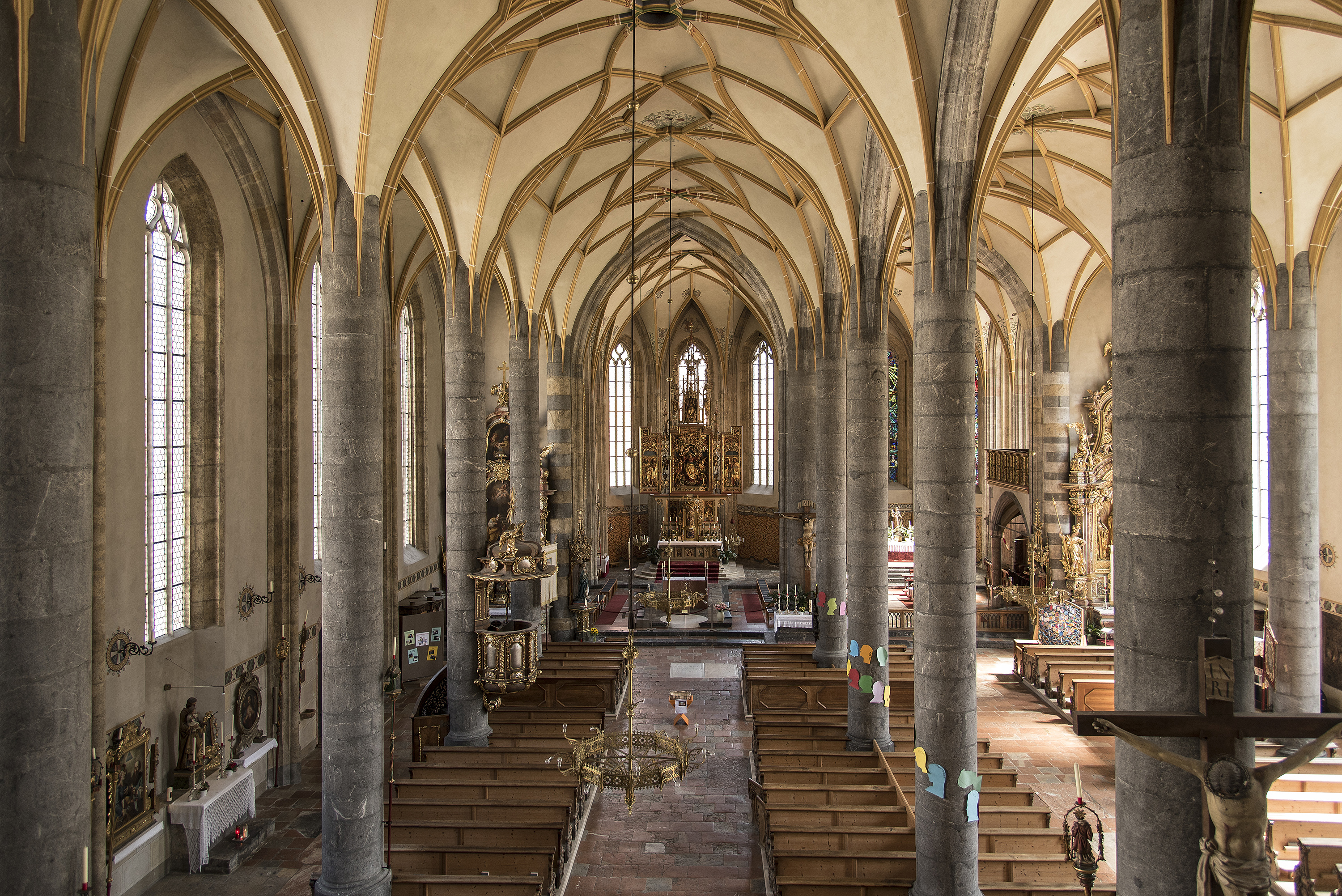
Église à quatre nefs de Schwaz.

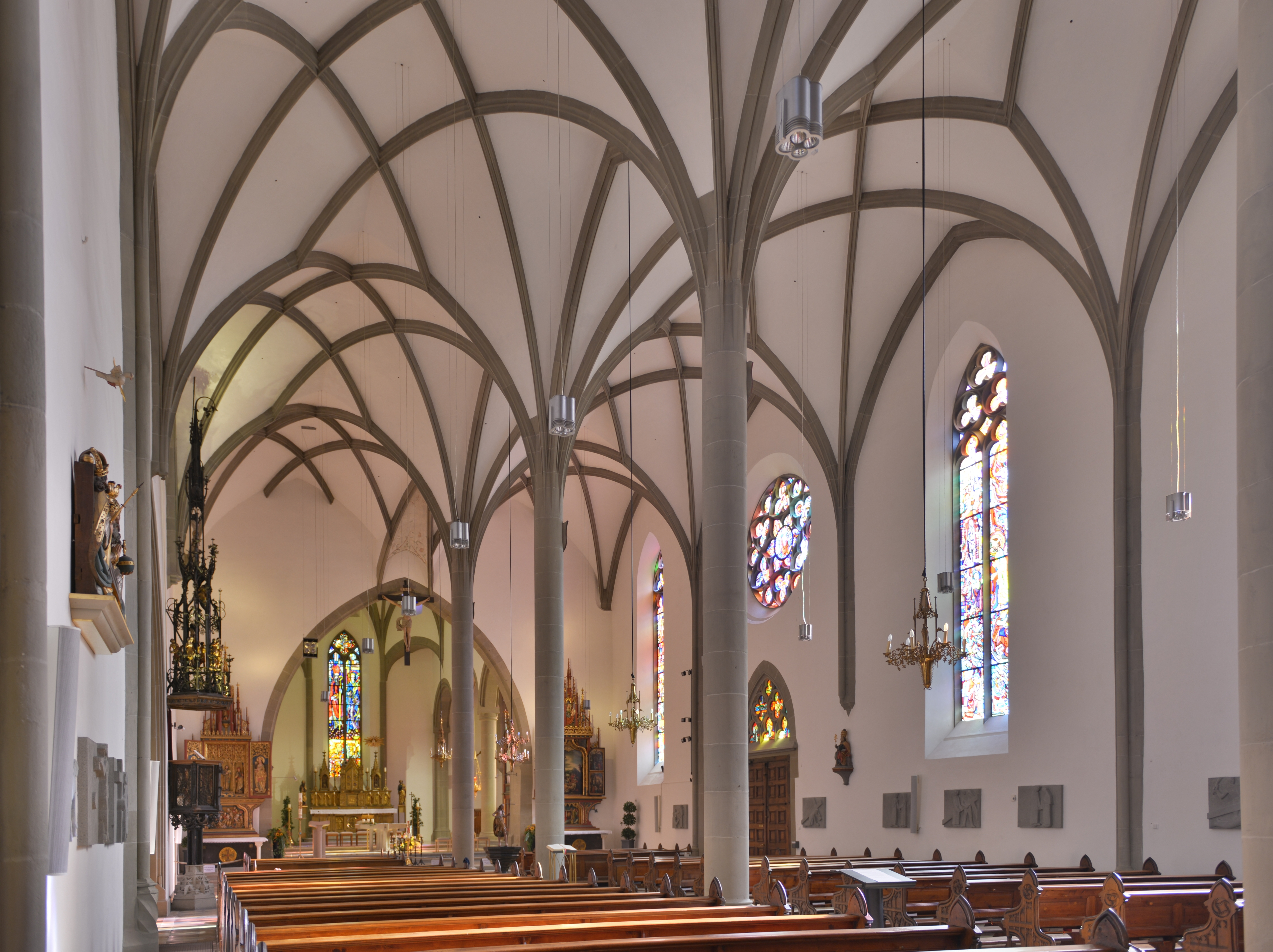
Église Saint-Nicolas de Feldkirch, à deux nefs seulement.

- Église du village d'Arbing, deux nefs
- Église Saint-Étienne de Braunau am Inn (de)
- Église de l'hôpital de Braunau
- Église du village de Eferding
- Église du village de Eggelsberg, deux nefs
- Abbaye franciscaine d'Enns (de)
- Église du village de Gramastetten, deux nefs
- Église du village de Handenberg, deux nefs
- Abbaye de Heiligenkreuz
- Église du village de Helpfau, deux nefs
- Église du village de Hochburg am Weilhart, deux nefs
- Église du village de Königswiesen, deux nefs
- Église du village de Kreuzen, deux nefs
- St. Vitus (Kufstein) (de)
- Église du village de Laakirchen deux nefs
- Abbaye de Sankt Lambrecht (de)
- Église paroissiale de Mauthausen (de), deux nefs
- Abbaye de Neuberg
- Église du village de Ried im Innkreis, deux nefs
- Église du village de Ried in der Riedmark, deux nefs
- Église franciscaine de Salzbourg, nef basilicale, chœur comme halle
- Églises du village de Schenkenfelden, deux nefs
- Église de l'Assomption de Sainte-Marie de Schwaz (de), quatre nefs
- Église paroissiale de Sipbachzel (de)
- Église Saint-Jean-de-Nepomuk (de) des Frères mineurs conventuels de Tulln
- Cathédrale Saint-Étienne de Vienne, halle echelonnée
- Église Sainte-Élisabeth de Vienne-Wieden (de), halle échelonnée
- Église Saint-Jacques de Villach (de)

### Biélorussie
- couvent de la Sainte-Trinité de Ichkalds' (art. biélorusse) (be)/polonais/allemand), GOTHIQUE BIÉLORUSSE
- Cathédrale orthodoxe des Saints-Boris-et-Gleb (article polonais) de Navahroudak, GOTHIQUE BIÉLORUSSE
- Église orthodoxe Saint-Michel-l'Ange (article anglais) de Synkawitchy, GOTHIQUE BIÉLORUSSE
- Église catholique de St-Jean-Baptiste (article polonais) de Vselyub (article anglais), GOTHIQUE BIÉLORUSSE

### Croatie
- Cathédrale de Zagreb

### Danemark

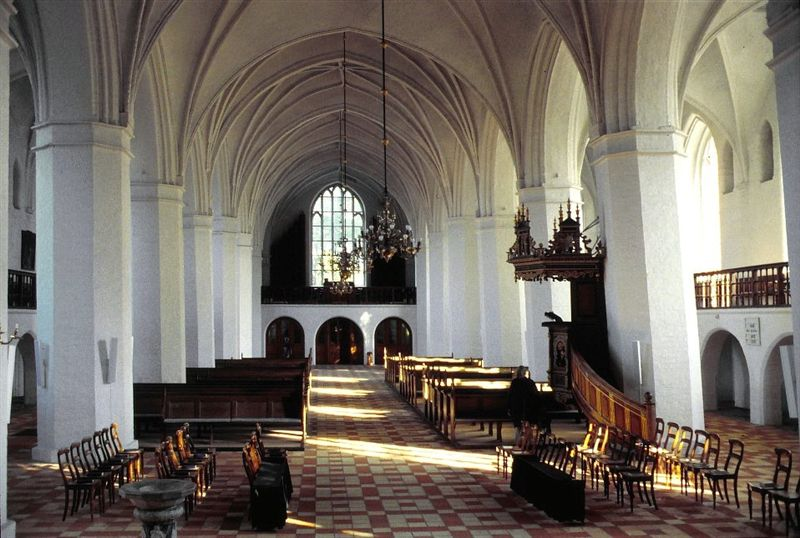
Cathédrale de Maribo.

- Cathédrale protestante (danois/anglais/espagnol) de Maribo
- abbatiale (temple)[8] (articles danois et anglais) de Nykøbing Falster
- Église (temple) Sainte-Marie[9] (article danois) de Sønderborg
- Église (temple) Saint-Nicolas (articles danois et anglais)

### Espagne
Espagne a plus d'églises-halles que l'Allemagne, les plus vieilles sont d'art roman, beaucoup sont gothiques, mais la portion de Renaissance et baroque est plus grande qu'en Allemagne.

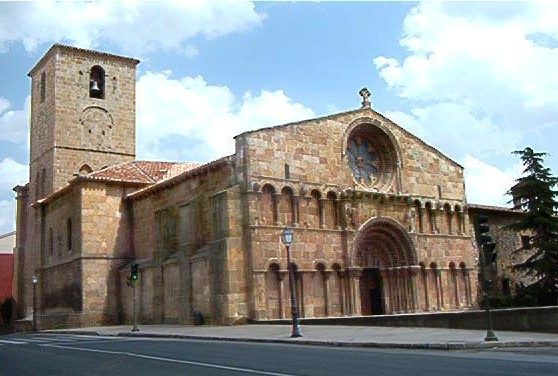
Saint-Dominique, Soria, art roman
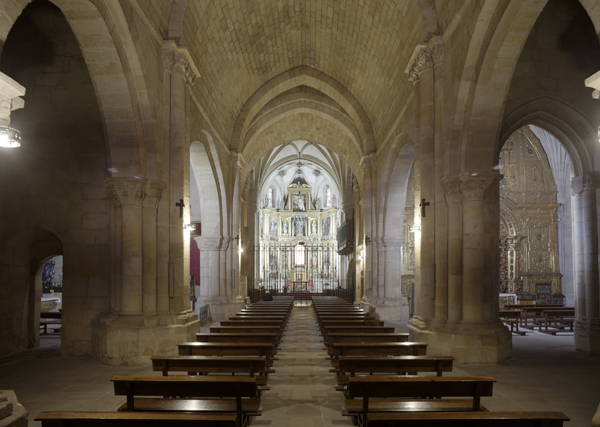
Saint-Dominique, Soria, 1170–1200
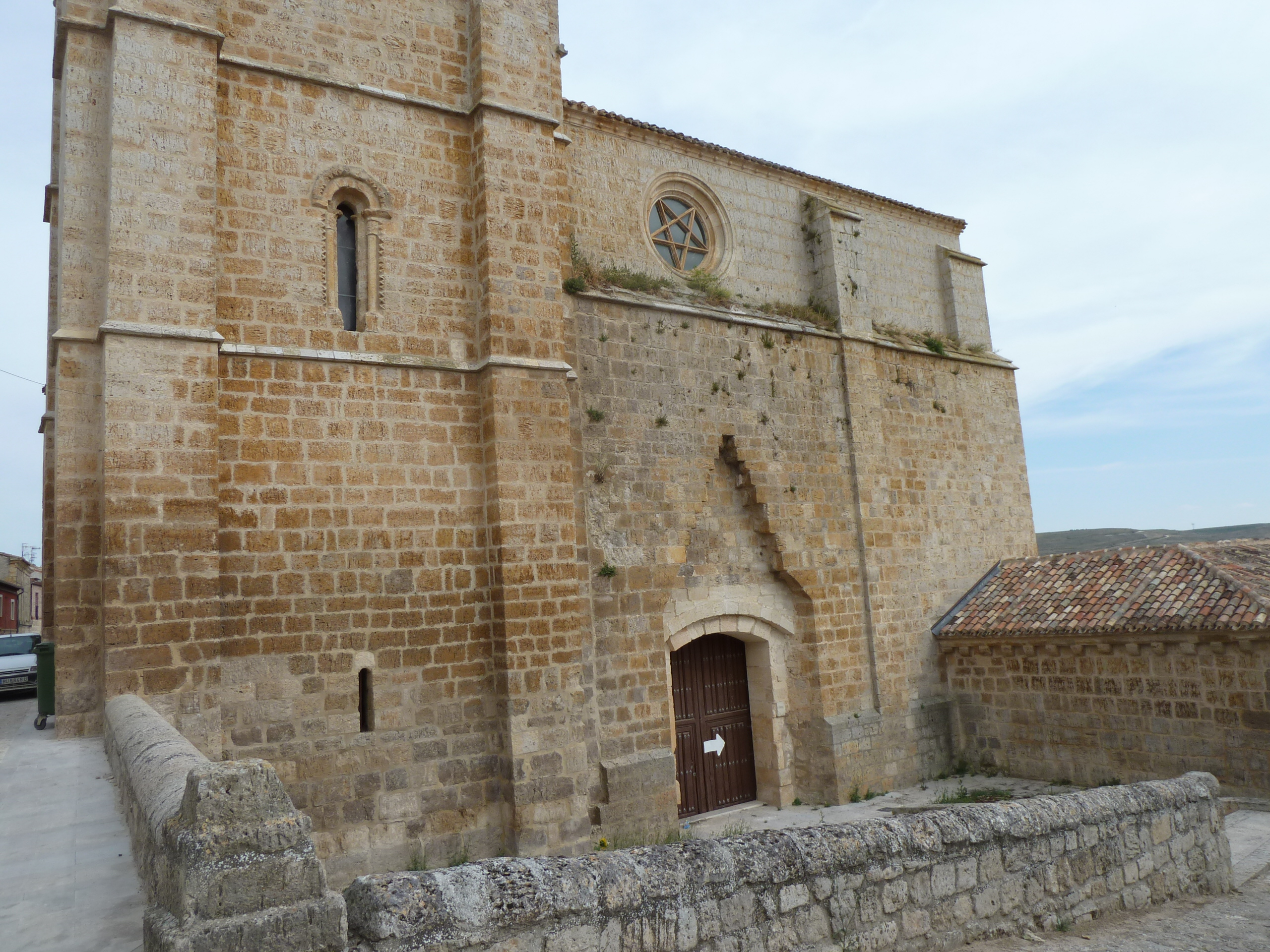
Saint-Jean, Castrojeriz, Prov. de Burgos
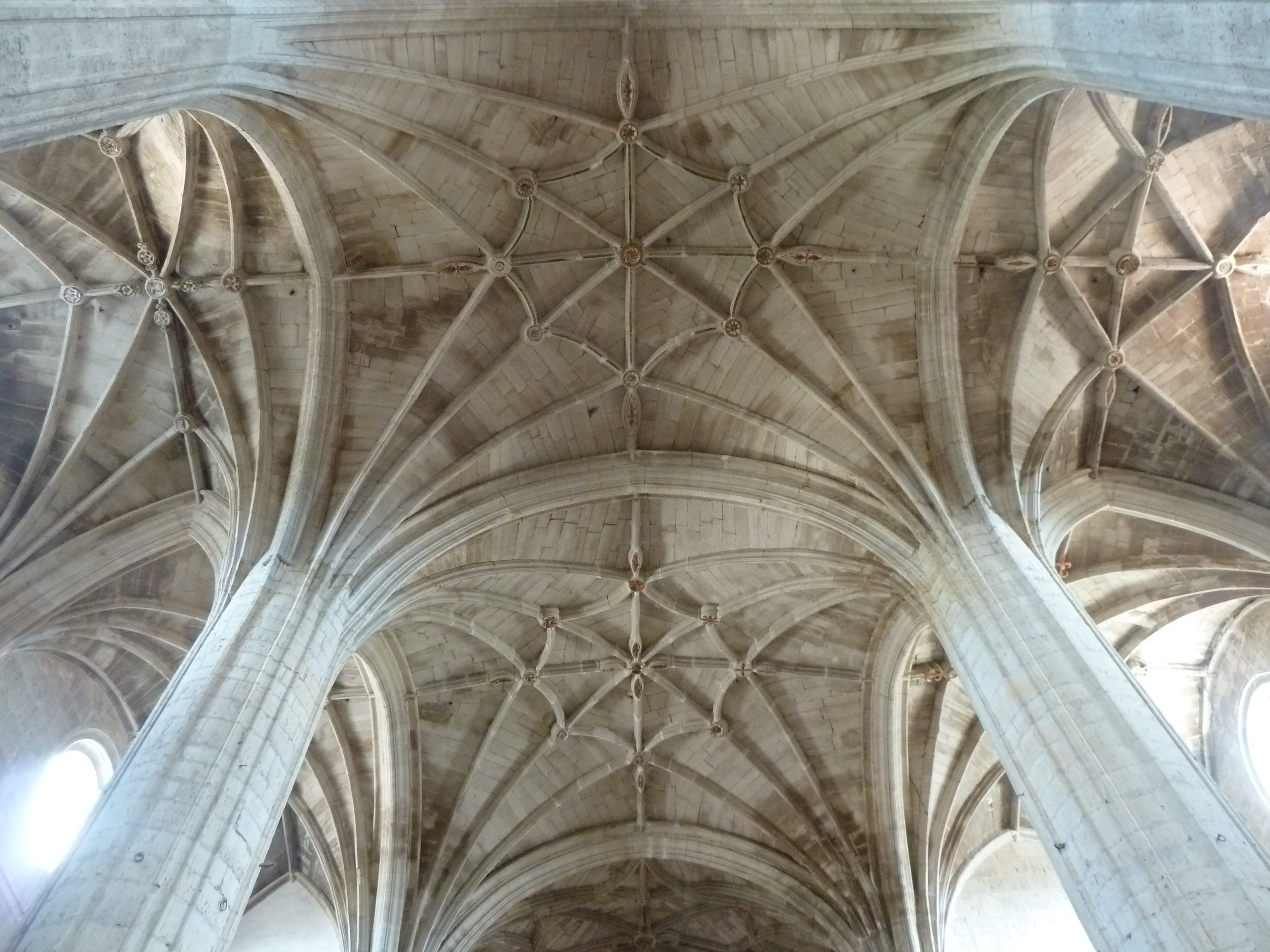
Saint-Jean, Castrojeriz, Prov. de Burgos

#### Andalousie

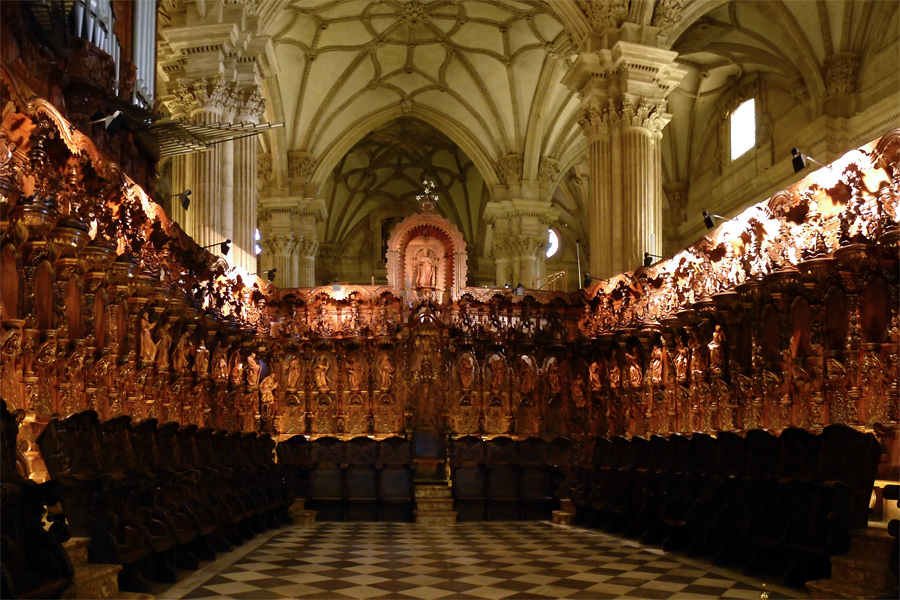
Cathédrale de Guadix, l'église-halle la plus méridionale en Europe.

- Cathédrale de la Naissance-de-Notre-Dame de Baeza
- Cathédrale de l'Ascension de la Vierge de Jaén, RENAISSANCE
- Cathédrale de l'Incarnation (images) de Guadix

#### Aragon

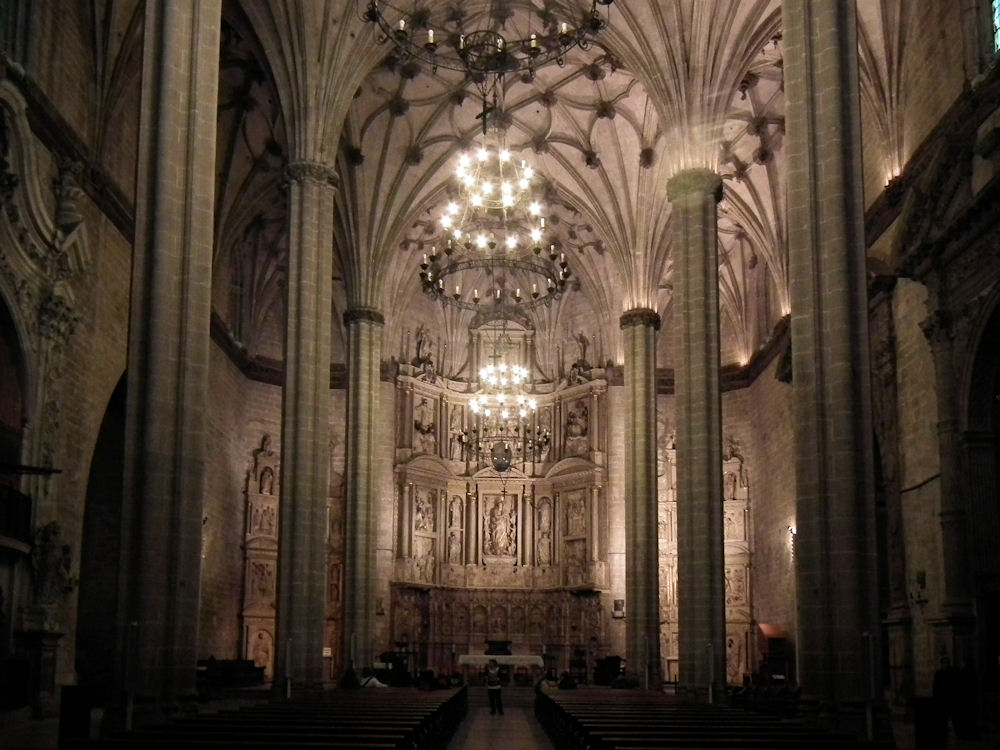
Cathédrale de Barbastro.

- Église Saint-François[10] de Alcañiz, baroque
- Collégiale Sainte-Marie-la-Mayeure (article espagnol)[10] de Alcañiz, baroque
- Église Sainte-Marie (article espagnol)[11] de Ariza
- Cathédrale Sainte-Marie-de-l'Assomption de Barbastro
- Église San Pedro Mártir[12],[10] (images) de Berge, baroque
- Église Parroquial del Salvador[10] de Belmonte de San José, baroque
- Église Saint-Pierre-des-Français (article espagnol)[13] de Calatayud, mudéjar
- Église de la Natividad[10],[14] de Castelserás, baroque
- Église de Nuestra Señora de los Remedios[10],[15] de La Cerollera, baroque
- Basilique Sainte-Marie-la-Mayeure[16] en Daroca
- Église Saint-Laurent (article espagnol) (images) de Magallón
- Église Sainte-Élène[10],[17] de Seno, baroque

#### Cantabrie

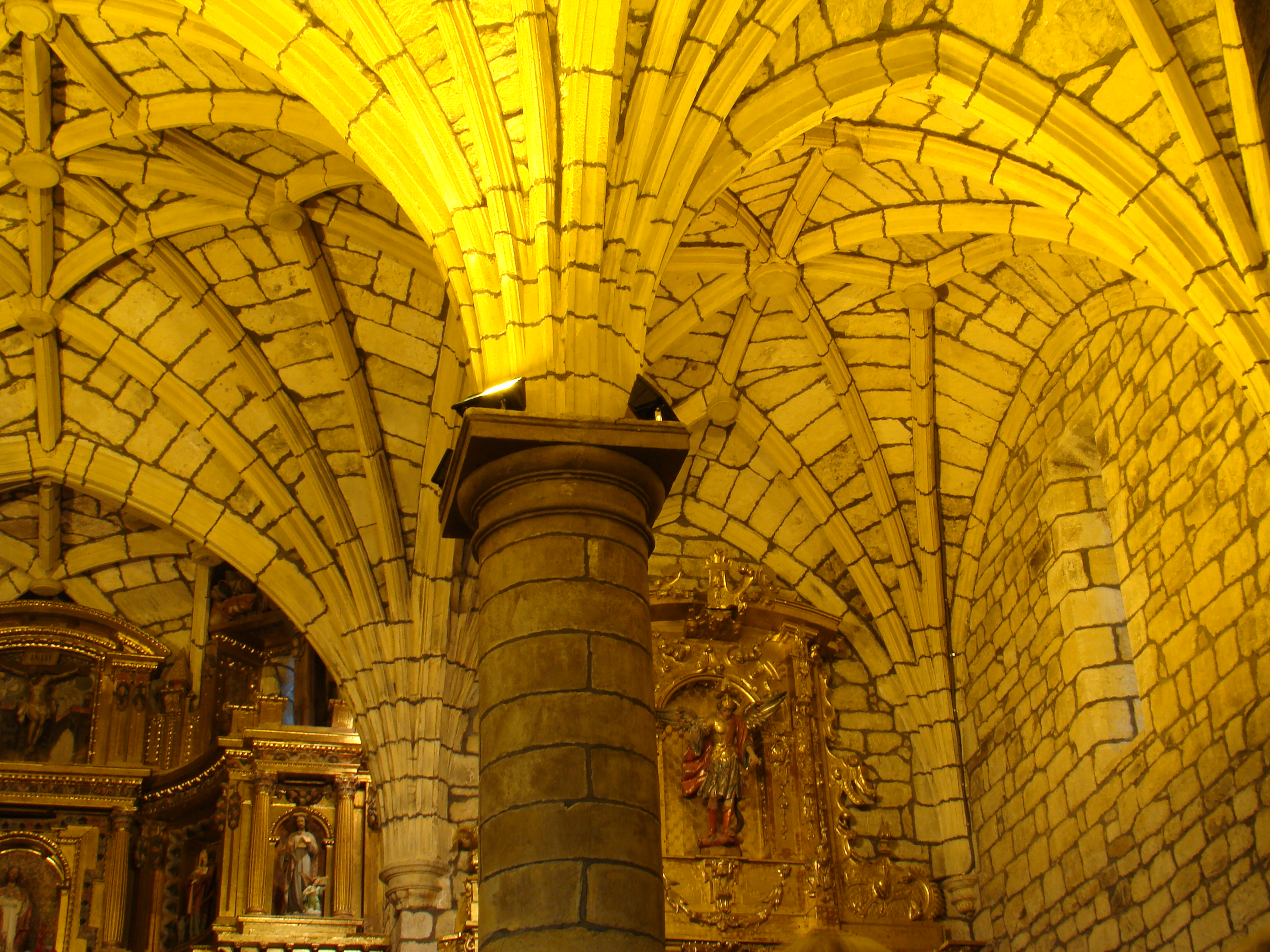
Saint-Piere-et-Saint-Felix de Liérganes.

- église Saint-Piere-et-Saint-Felix de Liérganes (article espagnol)
- église Sainte-Marie-la-Mayeure in Novales (article espagnol)
- église Saint-Jorge de Penagos (article espagnol)
- église Saint-Felix de Valle (article espagnol), commune de Ruesga (article espagnol)

#### Castille-et-León

##### Province de Burgos

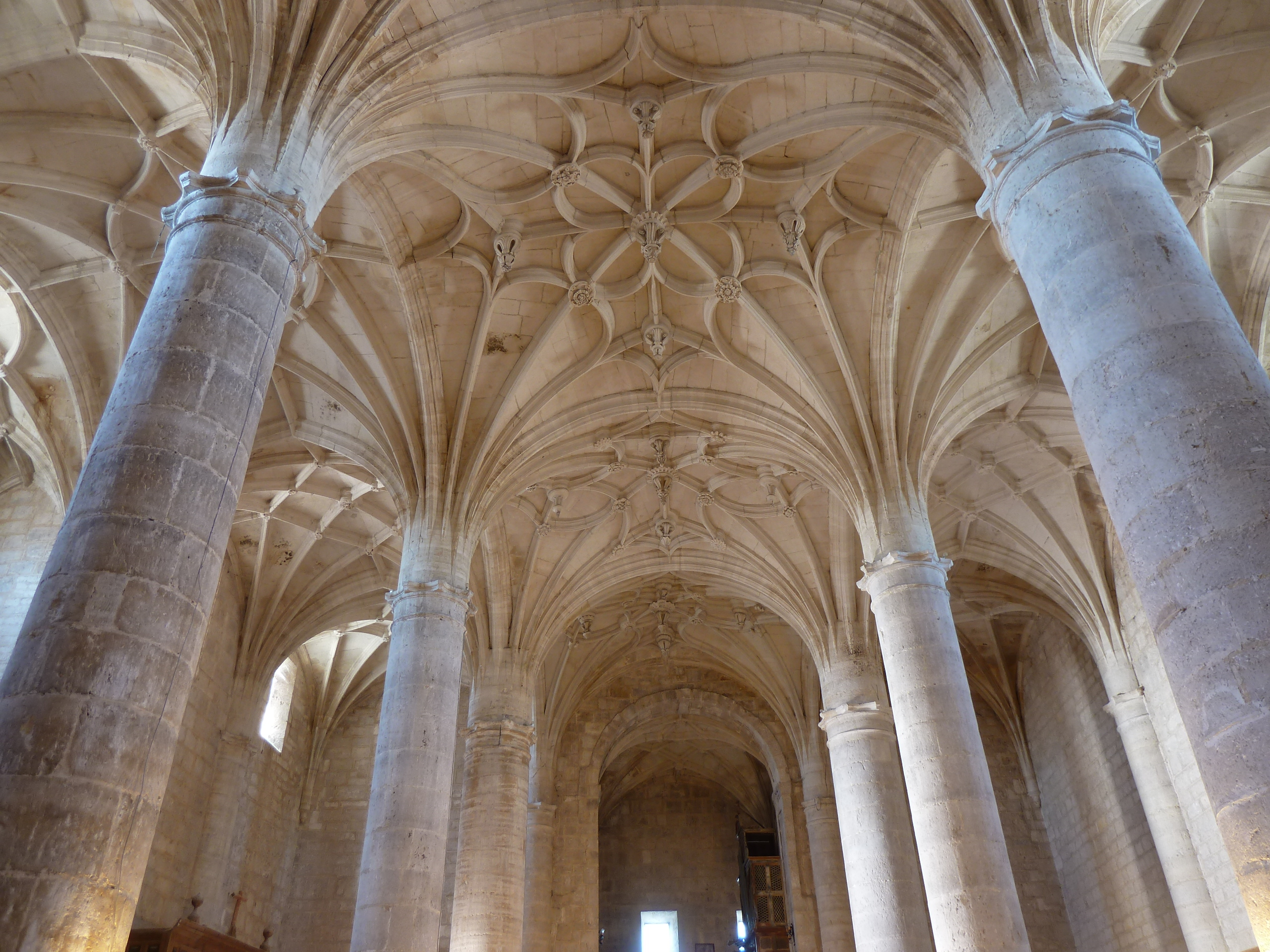
Sainte-Marie-de-l'Assomption de Olmillos de Sasamón.

- Église Saint-Jean (images) de Castrojeriz
- Église de Cilleruelo de Abajo
- Église Sainte Cécile (article espagnol) de Espinosa de los Monteros
- Église Saint-Martin d'Iglesias, partes basiques avant 1602
- Église Sainte-Croix[18] de Medina de Pomar
- Église de l'Asomption (article espagnol) de Melgar de Fernamental (article espagnol)
- Église Saint-Saturnin de Moneo (article espagnol) (comarque des Merindades (article espagnol))
- Église de Sainte-Marie-de-l'Assomption (images) de Olmillos de Sasamón (article espagnol)
- Église de Sainte-Marie-de-l'Assomption (WM-Commons) in Olmillos de Sasamón (article espagnol)
- Église de Ruvena
- Église Sainte-Colombe de Salazar de Amaya (article espagnol)
- Église de Torresandino (article espagnol)
- abbatiale de Santa María de La Vid (article espagnol), 1522–1544
- Église Notre-Dame-de-l'Assomption (article espagnol) in Villahoz (article espagnol)
- Église Notre-Dame-de-l'Assomption de Villasandino (article espagnol), 1548–1551
- Église de Villasidro (article espagnol)
- Église Notre-Dame-Dame-de-la-Conception Villaveta (article espagnol), 1529-38

##### Province de León
- Église Saint-Lorent (article espagnol) de Sahagún, halle escalonnée, mudéjar
- Église San Tirso (article espagnol) de Sahagún, XIIe siècle, halle escalonnée avec des plafonds horizontaux, mudéjar

##### Province de Palencia
- Église Sainte Eugenie (article espagnol) de Becerril de Campos (article espagnol), depuis 1536
- Église Saint-André de Carrión de los Condes, 1562
- Église Saint-Jean-Baptiste de Palenzuela

##### Province de Salamanque
- Paroisse de Ledesma (article espagnol), ca. 1552
- Vieille église (article espagnol) de las Bernardas de Salamanca (article espagnol)
- Église de Saucelle (article espagnol), avant 1553

##### Province de Ségovie
- Église Saint-Eutrope (article espagnol) d'El Espinar
- Chapelle mayeure du couvent de Sainte-Marie-du-Parral (article espagnol), 1472-1485
- Église Saint-Sébastien (article espagnol) de Villacastín, 1529-52

##### Province de Valladolid

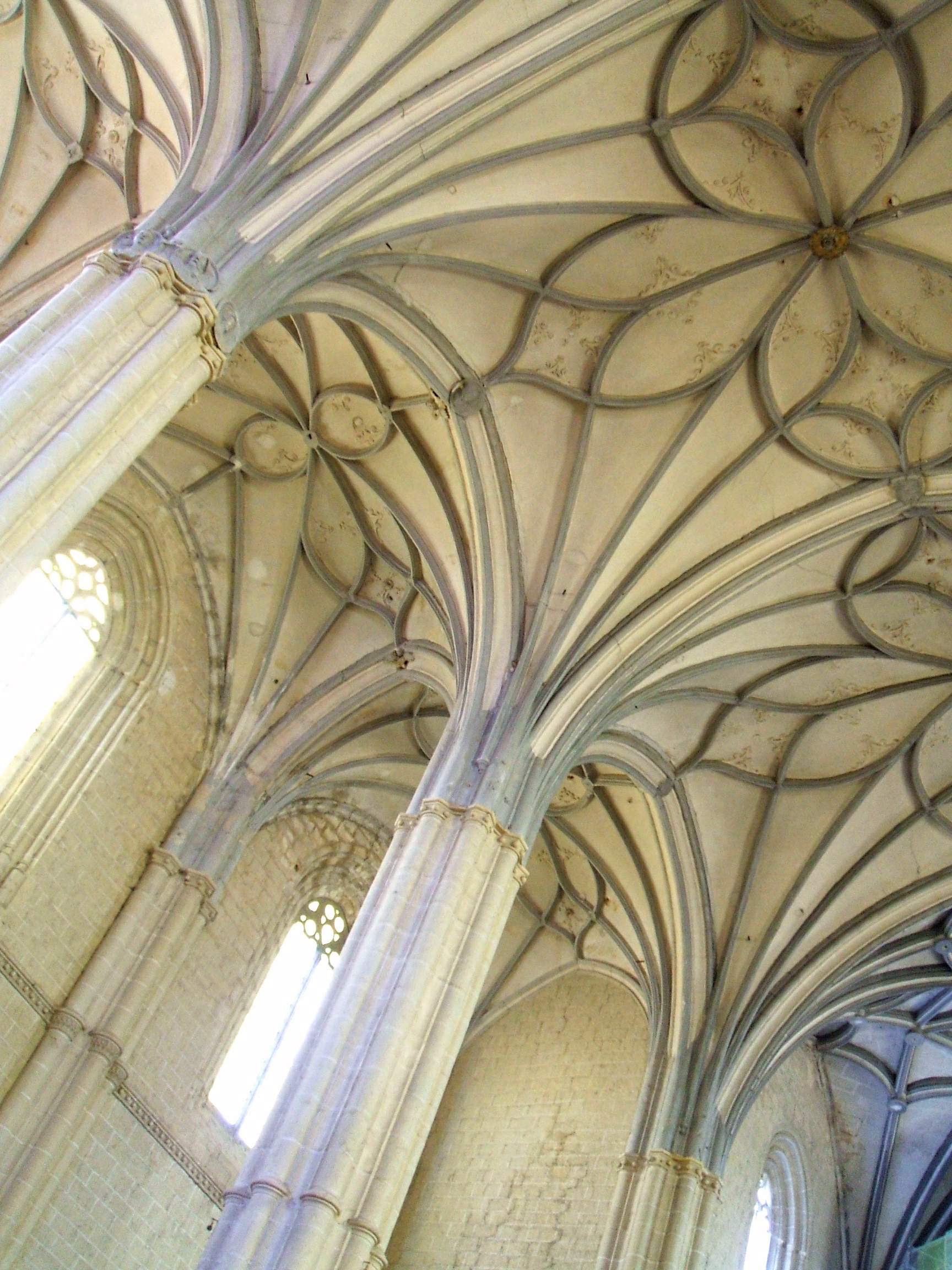
Santa Maria de Mediavilla en Medina de Rioseco.

- Chœur de l'abbatiale de Notre-Dame-de-la-Piété (article espagnol) de Casalarreina
- Saint-Jacques-Mayeur (article espagnol) de Cigales, 1533-1565
- Église des Saints-Juste-et-Pasteur (article espagnol)[19] de Cuenca de Campos, style mudéjar
- Collégiale Saint-Antolin (article espagnol) de Medina del Campo
- Église du couvent Saint-François (article espagnol) à Medina de Rioseco, 1491-1520
- Église Sainte-Maríe de centre-ville[20] à Medina de Rioseco
- Église Saint-Jacques (article espagnol) (des Chevalliers) à Medina de Rioseco, 1533-1577
- Église Staint-Martín (article espagnol) de Mota del Marqués, 1524-1534
- Église Saint-Peter (article espagnol) de Mucientes
- Église des deux Saints-Jean (article espagnol) à Nava del Rey, 1560-1577
- Église Saint-Sauveur[21],[20] de Simancas, Style roman
- Iglesia de Santiago (article espagnol)[20] de Villalba de los Alcores
- Iglesia de Santa María (article espagnol) de Villabrágima près de Medina del Campo

##### Province de Zamora
- église San Julian de los Caballeros (es) de Toro, 1545-1577

##### Province de Valladolid
- Église des Saints-Juste-et-Pasteur (article espagnol)[19] de Cuenca de Campos (article espagnol), mudéjar

#### Castille-La Manche

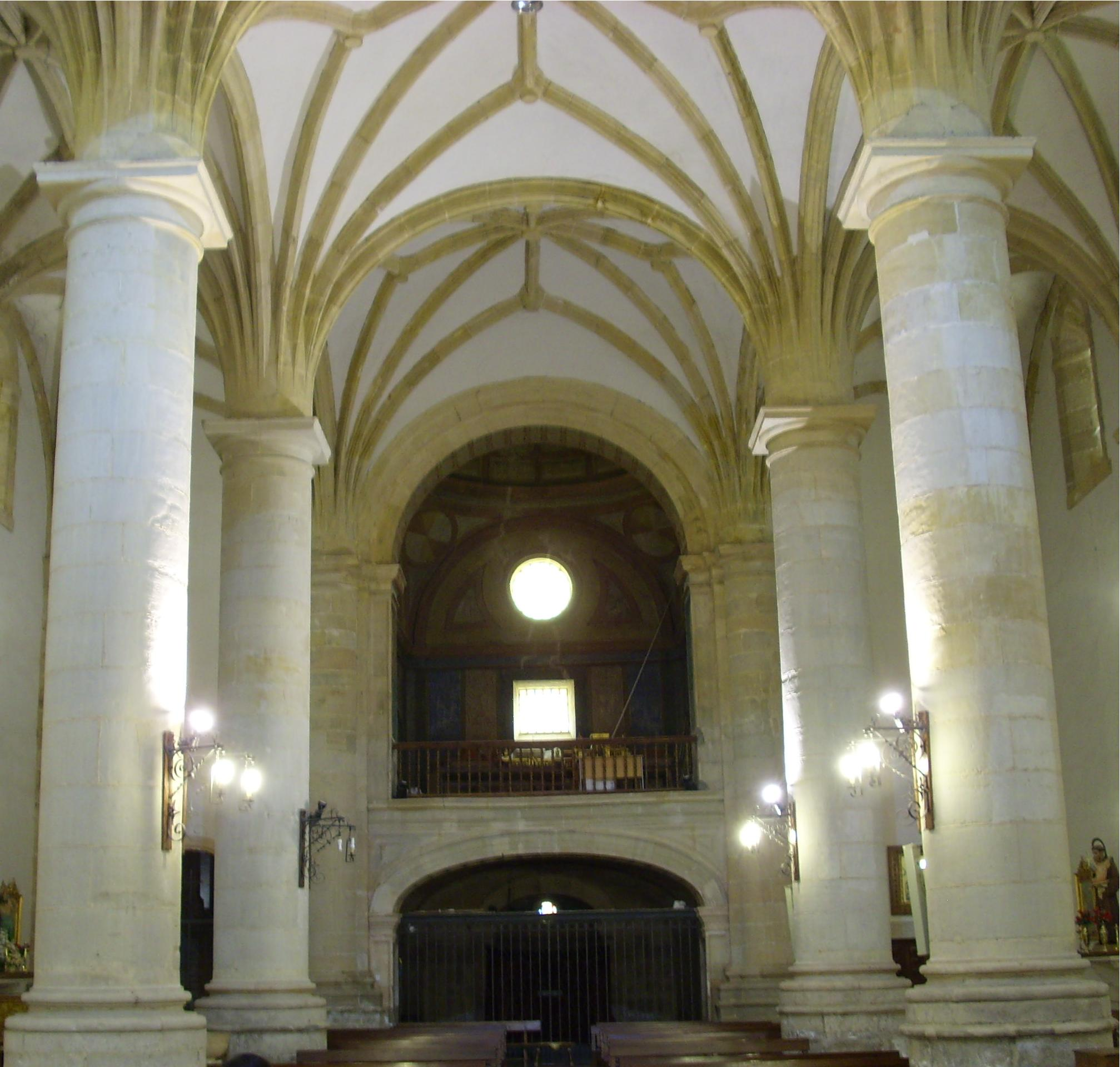
Paroissiale de Sacedón.

##### Province de Guadalajara
- Église de Albalate de Zorita
- Église de Albares
- Église de Almadrones
- Église de Almonacid de Zorita
- Église de Arbacón
- Église San Juan del Mercado de Atienza
- Église de Cercadillo
- Église de Chiloeches
- Église de Miralrío
- Église de Pareja
- Église de Peñalver, halle échelonnée
- Église de Quer)
- Église de Sacedón
- Église de Santa María de Cogullodo
- Église de Tamajón
- Église de l'Asomption de Tendilla[23]

##### Province de Cuenca
– jusqu'à vingt –
- Église Saint-André[24] de Campillo de Altobuey
- Église de l'Asomption[25] d'El Provencio

#### Catalogne

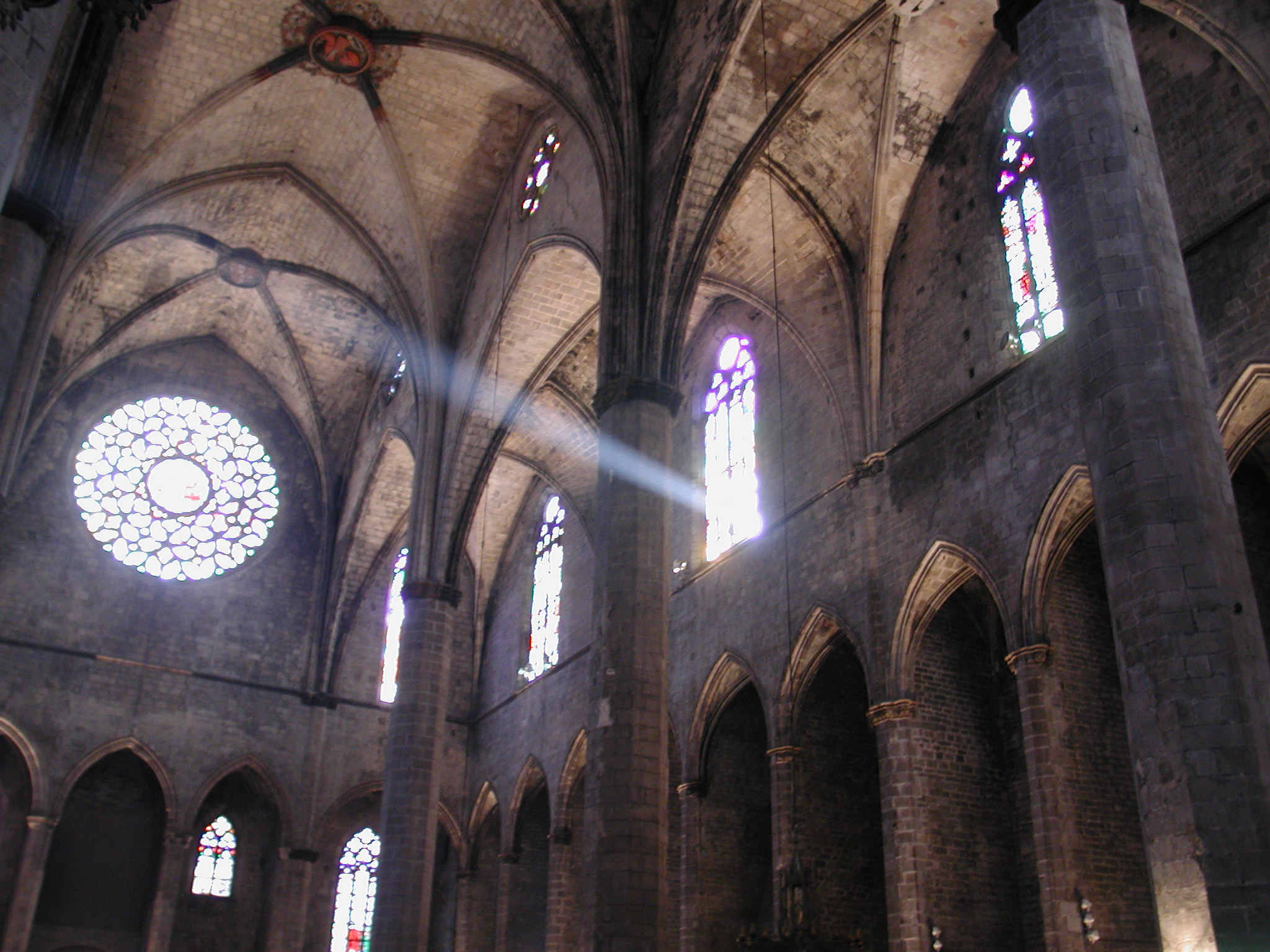
Santa Maria del Mar de Barcelone, une basilique en proportions d'une halle échelonnée

- chapelle du palais de la Généralité de Catalogne en Barcelone, Renaissance
- Basilique Sainte-Marie-de-la-Mer de Barcelone, basilique en proportions d'une halle échelonnée
- Église Sant Miquel de Batea, renaissance
- chapelle de l'université de Cervera, renaissance
- Église de Granyena de Segarra, renaissance
- Église de Guissona, renaissance
- vieille cathédrale (article espagnol) de Lérida, Renaissance
- Sant Cugat del Racó (article catalan), style lombard
- Église Saint-Clément de Taüll, art romain, arcades longuitudinales, mais pas des voûtes

#### Estrémadure

##### Province de Badajoz
- Église Notre-Dame-des-Anges[26] de Los Santos de Maimona

#### Murcie
- Église Saint-Martin[27] de Callosa de Segura
- Église Saint-Sauveur[28] de Caravaca de la Cruz
- Cathédrale de Carthagène

#### La Rioja
- Chœur de l'abbatiale de Notre-Dame-de-la Piété (article espagnol) (es) de Casalarreina

#### Pays basque

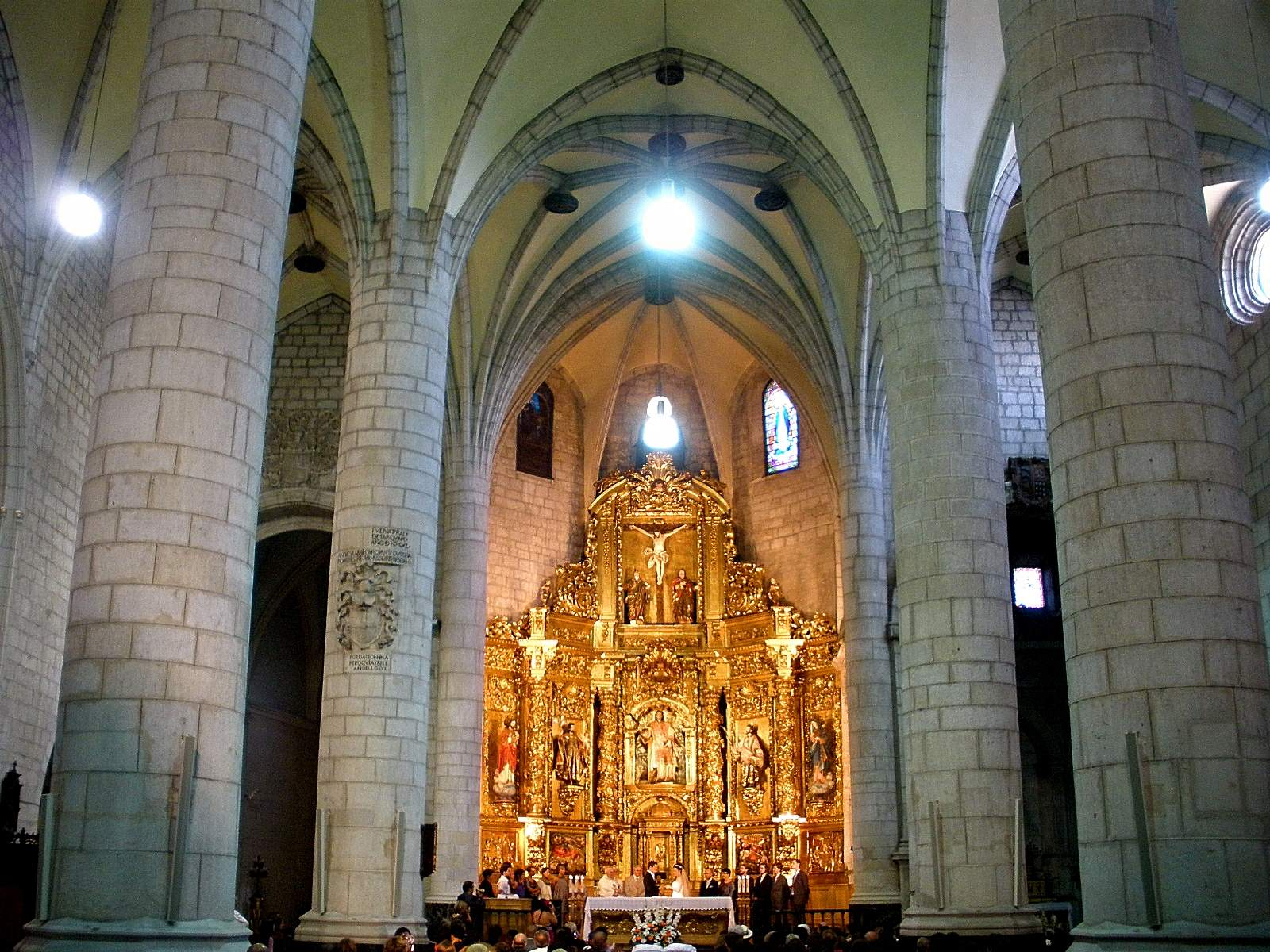
Saint-Vincent de Vitoria-Gasteiz.

- Église Saint-Jean-Baptiste (es)[29] d'Aulesti(a) (Biscaye)
- Église Saint-Sébastien de Soreasu[30] à Azpeitia (Guipuscoa)
- Église Notre-Dame de Bégogne (es) à Bilbao, basilique en proportions d'une halle échelonnée
- Église Saint-Vincent-le-Martyr de Vitoria (es) de Vitoria-Gasteiz

### Estonie
- Église du Saint-Esprit (Tallinn), deux nefs

### Finlande
(Toutes protestantes)
- Cathédrale de Porvoo
- Cathédrale de Savonlinna, NÉOGOTHIQUE
- Cathédrale de Tampere, NÉOGOTHIQUE

### France

#### Alsace

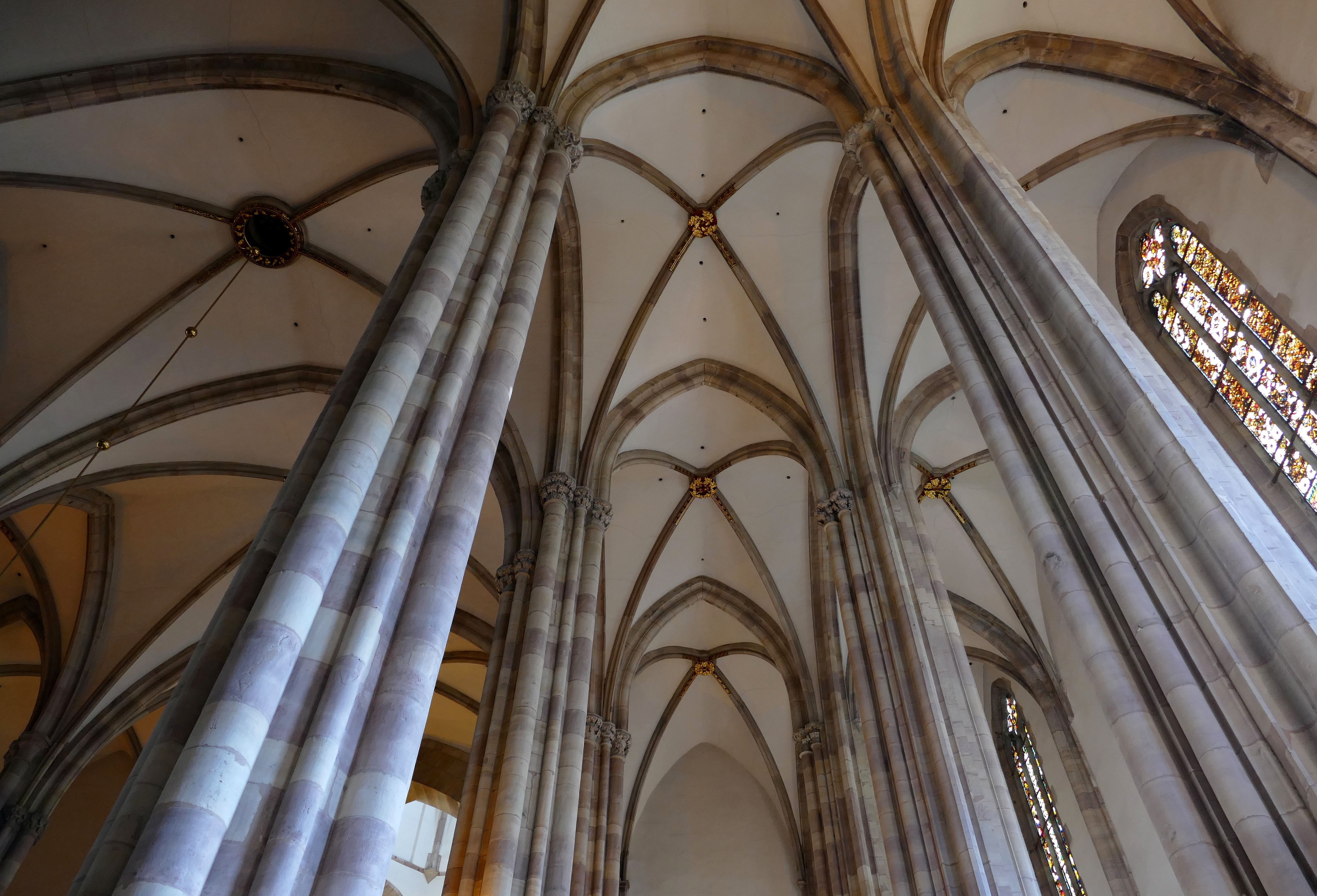
Saint-Thomas de Strasbourg, 5 nefs.

- Église Saint-Georges (images) de Châtenois
- Basilique du Mont Sainte-Odile
- Église Saint-Georges[31] de Schirmeck
- Église Saint-Thomas de Strasbourg
- Église Notre-Dame-de-l'Assomption (images) de Villé
- Église protestante Saint-Martin de Westhoffen

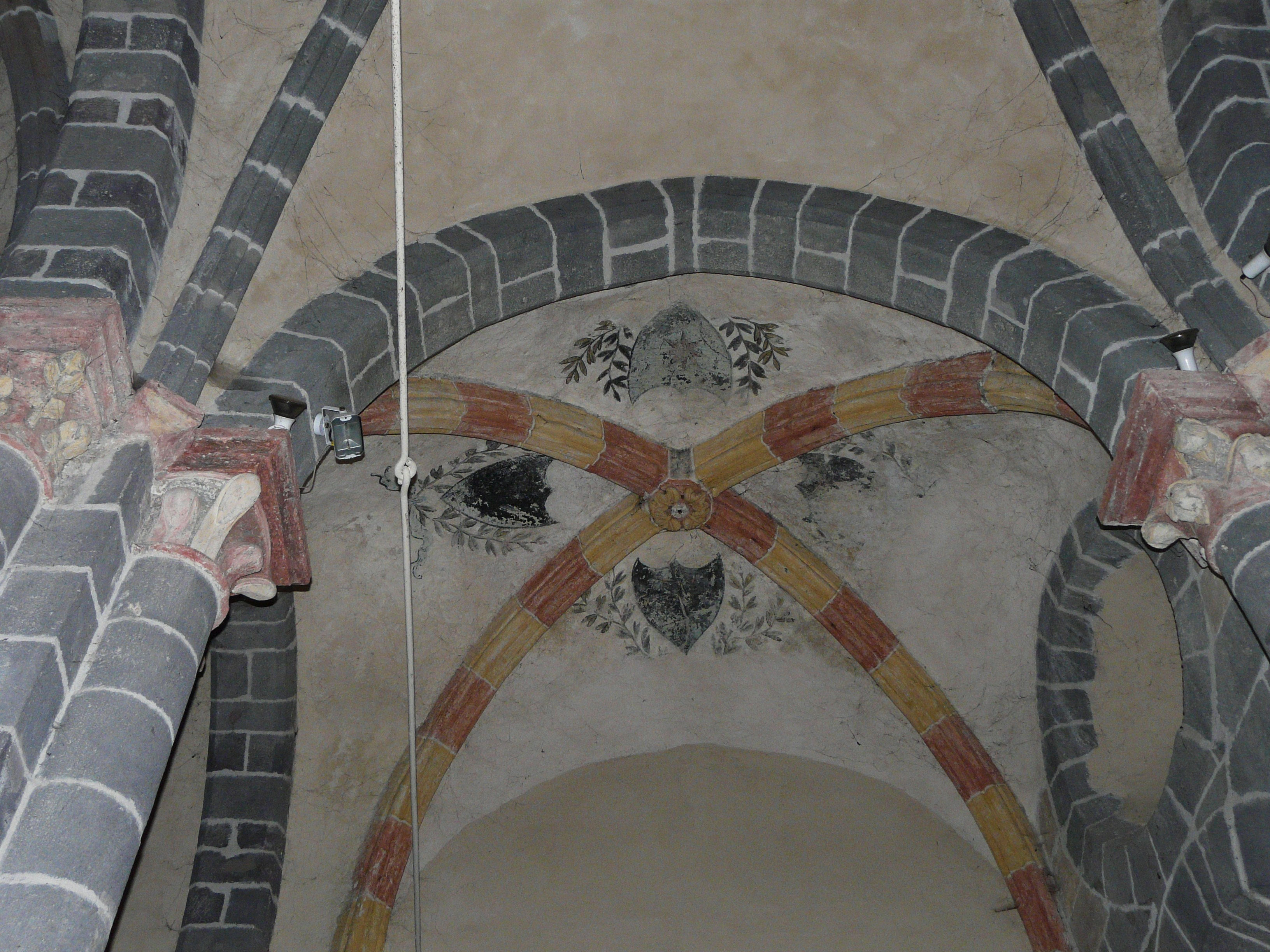
Aydat.

#### Aquitaine
- Abbatiale de Cadouin

#### Auvergne
- Église Saint-Sidoine d'Aydat, Puy-de-Dôme, XIIIe, XVe et XIXe siècles
- Collégiale Saint-Cerneuf de Billom, Puy-de-Dôme, première moitié du XIIIe siècle
- Église Sainte-Anne d'Heume-l'Église, Puy-de-Dôme; XIIe siècle, croisées d'ogives; modifié au XIXe siècle[32]
- Basilique Notre-Dame-du-Port de Clermont-Ferrand, Puy-de-Dôme ; XIIe siècle, berceau et voûtes d'arête en plein cintre ; inclus avec restriction : La halle échelonnée avec tribunes en niveau très haut donne l'impression d'une basilique.
- Abbatiale Notre-Dame de Bellaigue à Virlet

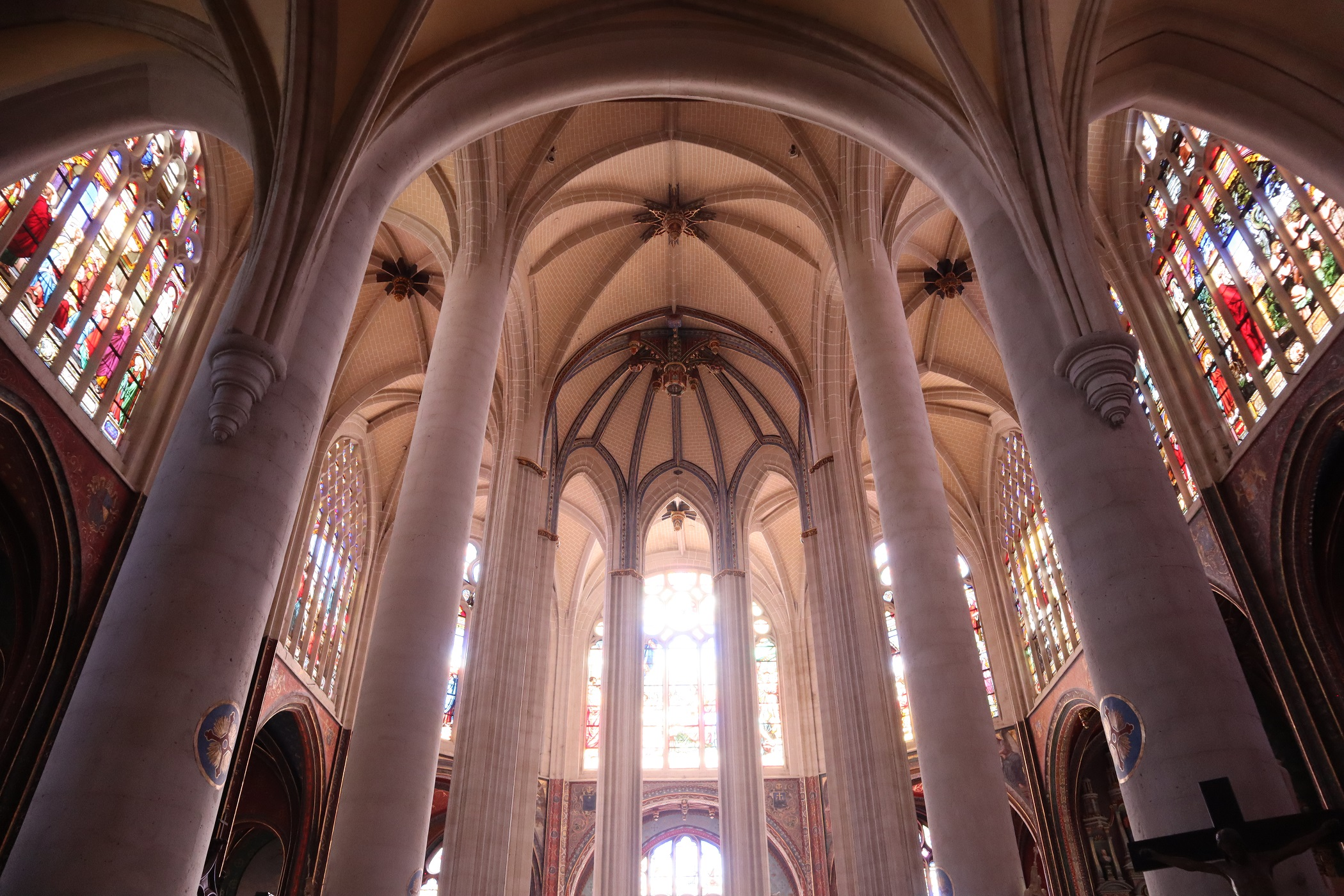
Église Sainte-Marie-Madeleine de Montargis.

#### Bourgogne
- Église Saint-Révérien de Saint-Révérien

#### Centre-Val de Loire
- Église Saint-Cyr-et-Sainte-Julitte d'Anet
- Église Saint-Hilaire de Mainvilliers
- Église Sainte-Marie-Madeleine de Montargis[33]

#### Champagne-Ardenne
- Église paroissiale[35] d'Onjon, 3 nefs
- Église Saint-Phal[36] d'Avirey-Lingey
- Église paroissiale Saint-Symphorien[37] de Charmont-sous-Barbuise
- Église paroissiale Saint-Aventin[38],[39] de Creney-près-Troyes
- Église Sainte-Madeleine[40] de Laferté-sur-Aube
- Église Saint-Laurent[41] de Lanty-sur-Aube
- Église[42] de Dommartin-Lettrée
- Église de l'Assomption de la Vierge[43] de Méry-sur-Seine
- Église Saint-Gilles[44] de Montreuil-sur-Barse
- Église de la Nativité de la Vierge[45],[46] de Les Noës-près-Troyes

#### Franche-Comté
- Église Sainte-Madeleine de Besançon

#### LorraineetBarrois
- Liste des églises-halles de Lorraine

#### Midi-Pyrénées
- Église des frères prêcheurs de l'ensemble conventuel des Jacobins de Toulouse

#### Normandie
- Église Saint-Sauveur de Caen

#### Picardie
- Église Saint-Leu d'Amiens
- Église Saint-Pierre[47] de Montdidier
- Église Notre-Dame-et-Saint-Fiacre de Neuilly-sous-Clermont
- Église Saint-Jean-Baptiste de Péronne
- Église Saint-Martin[48] de Saint-Valery-sur-Somme, deux nefs

#### PoitouetLimousin

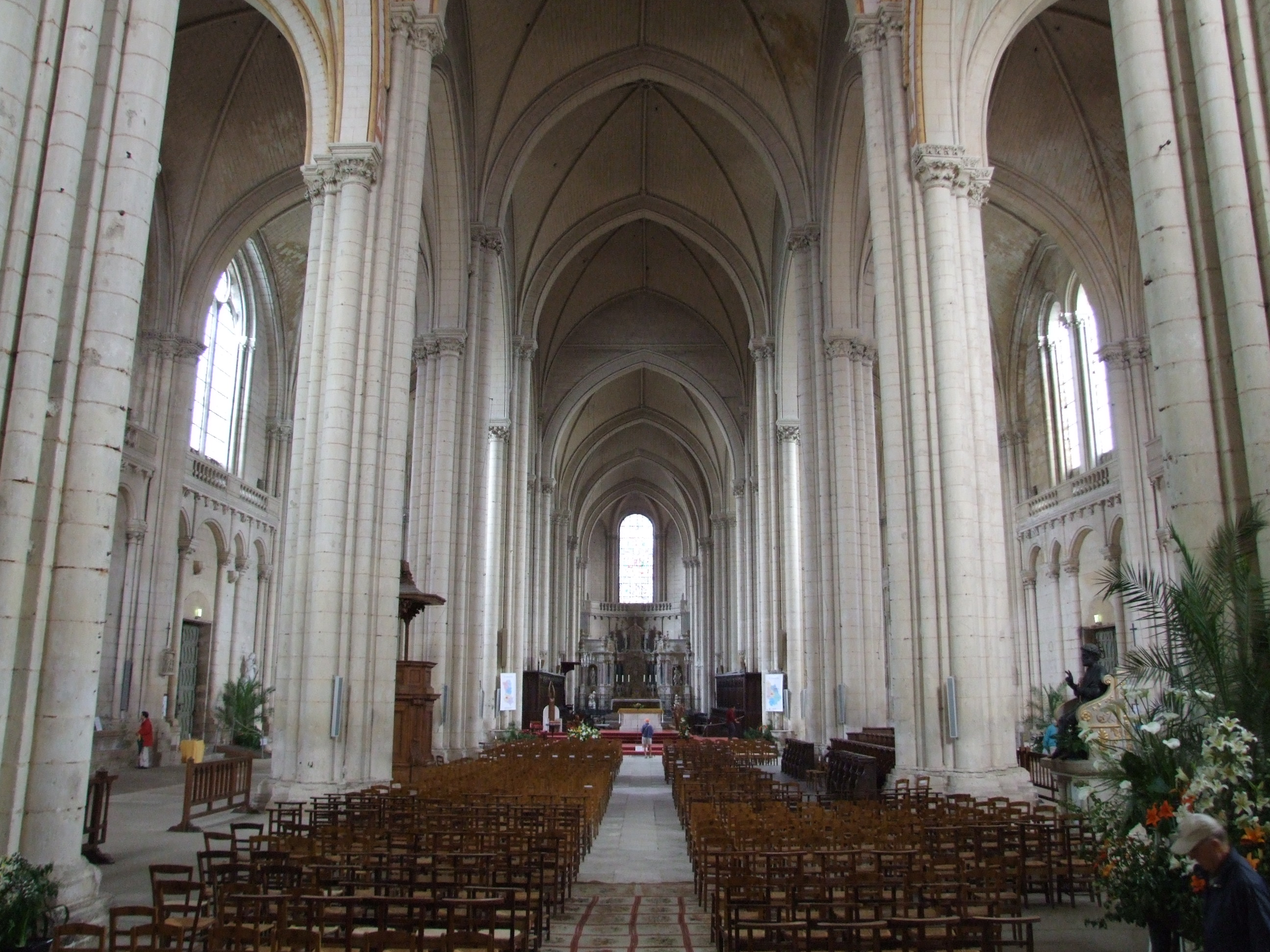
Cathédrale Saint-Pierre de Poitiers.

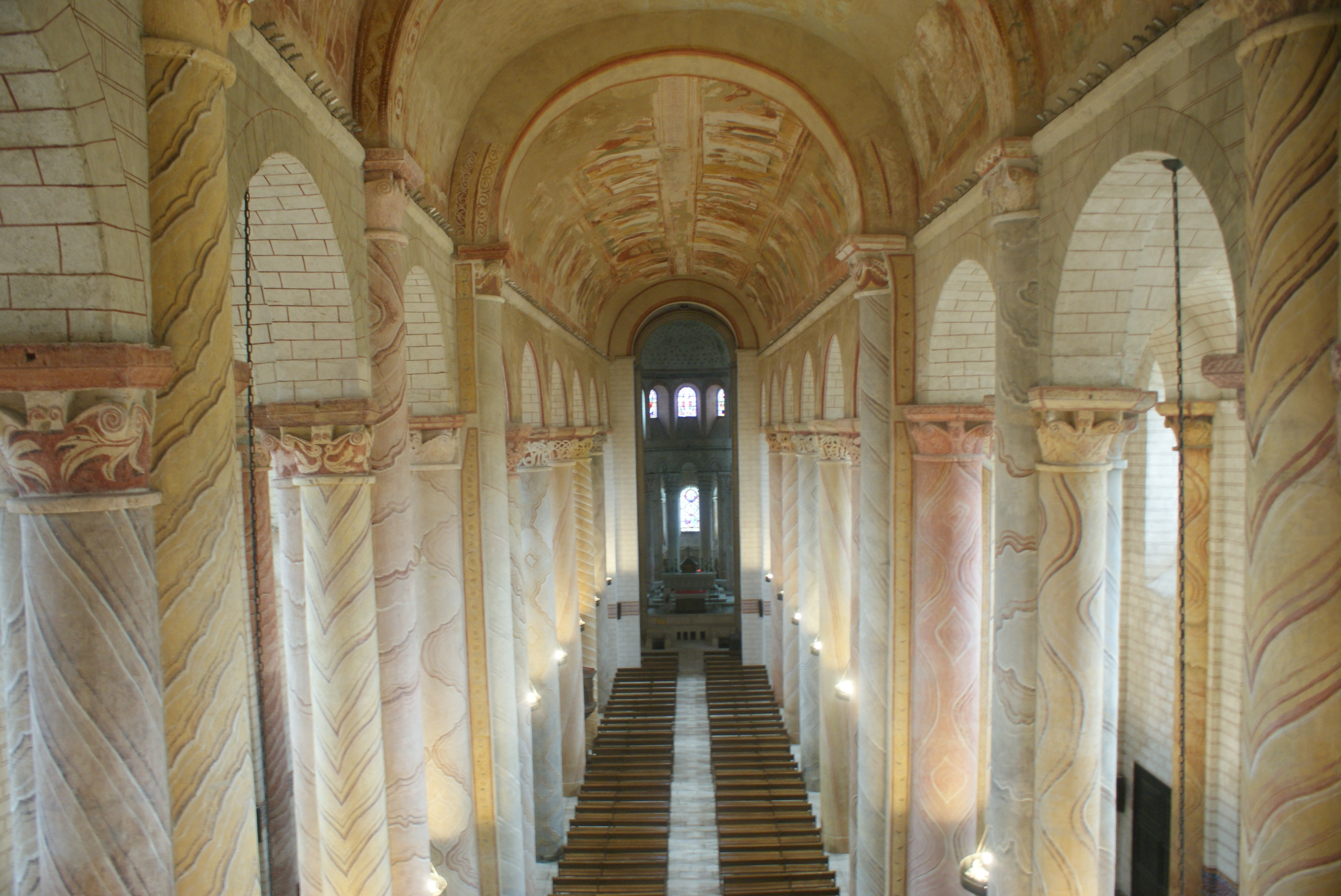
Saint-Savin-sur-Gartempe.

- Église Notre-Dame de Celles-sur-Belle[49], style gothique
- Saint-Martin d'Esnandes[50], style gothique
- Basilique Saint-Michel-des-Lions de Limoges
- Église Saint-Hilaire de Melle (Deux-Sèvres), style roman
- Église Saint-Pierre de Melle[51], style roman
- Église Saint-Hilaire[52] de Niort, 1862-1866, style néo-roman
- Cathédrale Saint-Pierre de Poitiers (première campagne du XIIe siècle)
- Abbaye de Saint-Savin-sur-Gartempe (Vienne), style roman

#### Rhône-Alpes
- Église Notre-Dame de Valbenoîte à Saint-Étienne
- Cathédrale Saint-Apollinaire de Valence

#### Savoie
- Église Saint-Maxime[53] de Beaufort, Arêches-Beaufort,baroque
- Église Saint-Georges[54] Confracourt, 1745, 1861–66 NÉO-GOTHIQUE
- Église Saint-Jean-Baptiste[55] de Montvalezan, baroque
- Église[56] de Presle, 1792
- Église Saint-Jean-Baptiste de Megeve, XVIIe siècle, reconstructions au XIXe siècle, baroque

### Hongrie

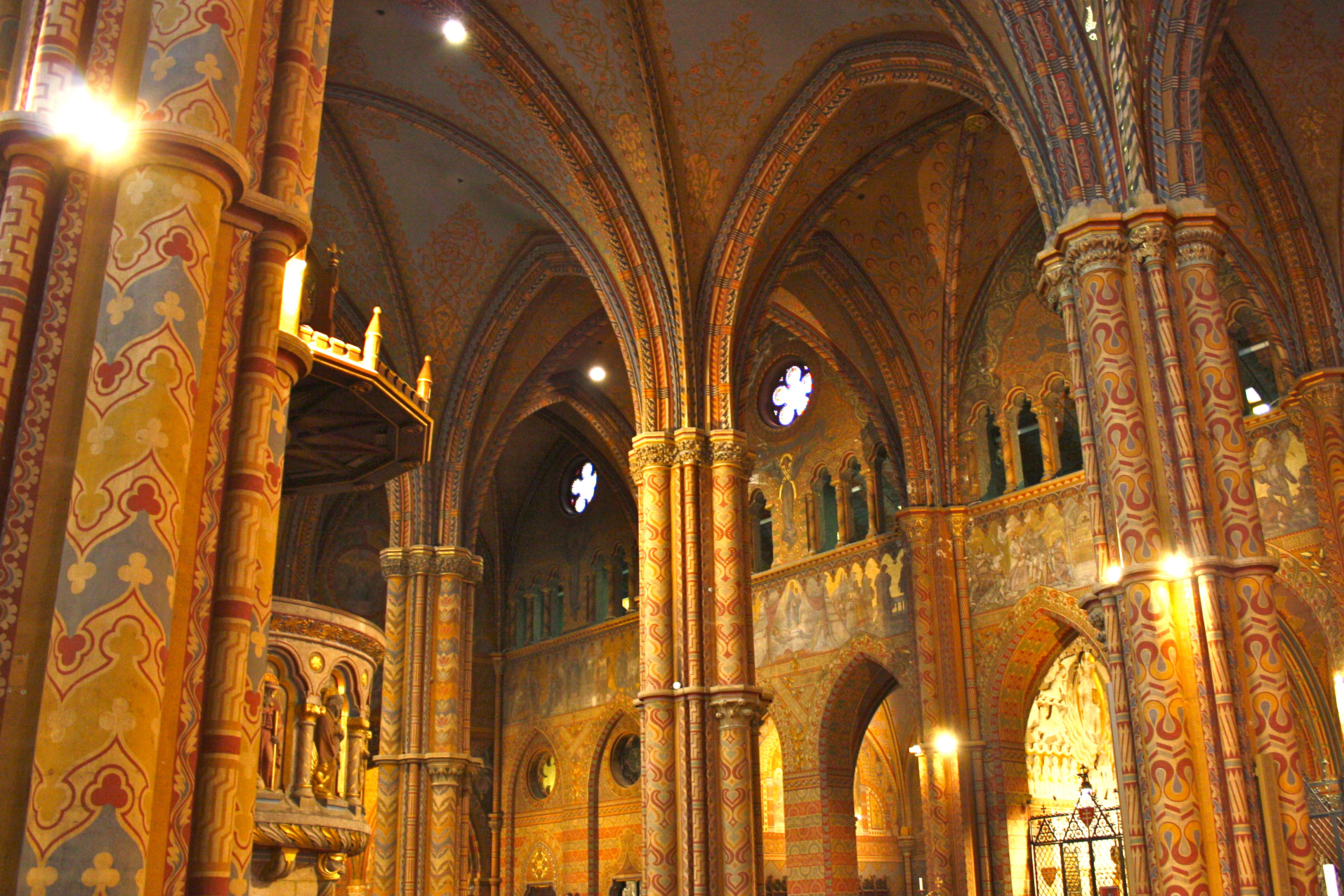
Église Matthias de Budapest.

En hongrois "templom" est le terme pour une église)
- Église Matthias ou Notre-Dame-de-l'Assomption de Budapest
- petite église reformée (Csonkatemplom)[57] à Debrecen, baroque
- Cathédrale[58] de Kaposvár, NEOGOTHIQUE
- Église reformée à Kiskunhalas, baroque
- Saint-Ladislas[59] à Sárvár, baroque
- « l'église de la chèvre » Sainte-Marie-de-l'Asomption (articles hongrois et allemand) de Sopron

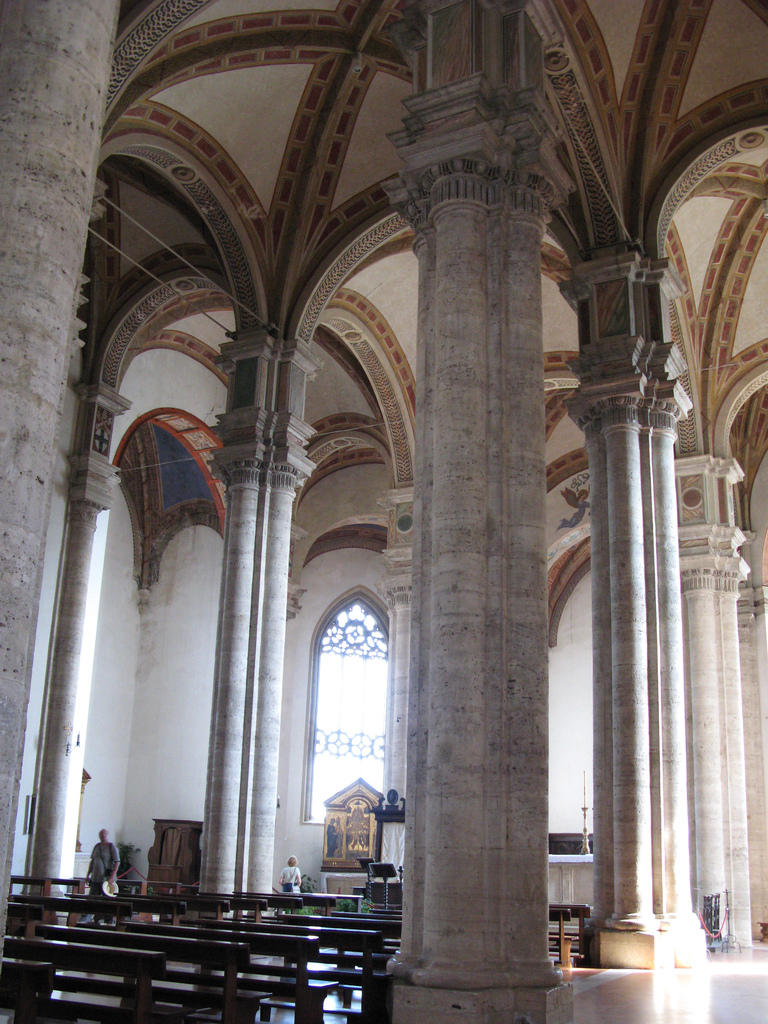
Dôme de Pienza.

### Italie
- Dôme de Pienza à Pienza
- église Saint-Jean-Baptiste (it.wiki)[60] d'Alagna Valsesia
- Saint-Pierre (images de l'intérieur) d'Assise
- Saint-Rufin (images de l'intérieur) d'Assise
- Cathédrale de Bolzano
- Saint-Dominique (it.wiki)à Casale Monferrato (halle échelonnée)
- Église San Francesco de Gubbio
- Église Saint-Nicolas (it.wiki) de Mérano
- Cathédrale San Lorenzo de Pérouse
- Église San Giovanni in Canale[61] (images de l'intérieur) à Plaisance
- Cathédrale de Pienza[62]
- Église Santa Maria Assunta de Pontecurone
- Église San Fortunato de Todi
- deux églises a Trévise au-dessous d'un bureau de l'établissement de crédit de Monte di Pietà:
  - Santa Lucia (CC), originellement gothique
  - San Vito (CC) renaissance/baroque
- Santa Caterina d'Alessandria/San Domenico (une église à deux noms) (it.wiki) de Trino
- Église Saint-Jacques d'Udine
- Église Notre-Dame du Marais (it.wiki) de Vipiteno

### Lettonie
- Sainte-Trinité (articles anglais et italien) de Liepaja, 1742, baroque tard/classicisme

### Lituanie
- Église Saint-Georges (article lituanien) de Kaunas
- Église Saint-François (article lituanien) des frères mineurs de Vilnius

### Norvège
- Cathédrale de Bergen

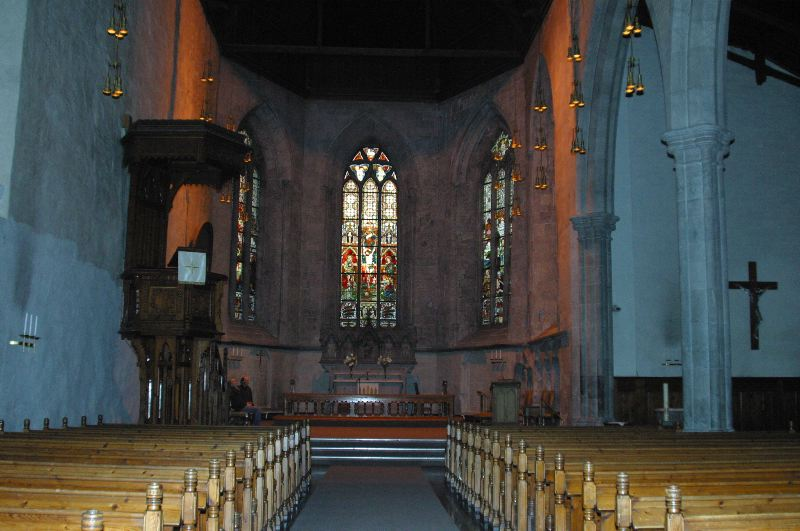
Cathédrale de Bergen.

- Cathédrale de Fredrikstad (NO), néogothique
- Cathédrale catholique Saint-Olaf d'Oslo, néogothique
- Cathédrale de Tønsberg, néogothique

### Pays-Bas

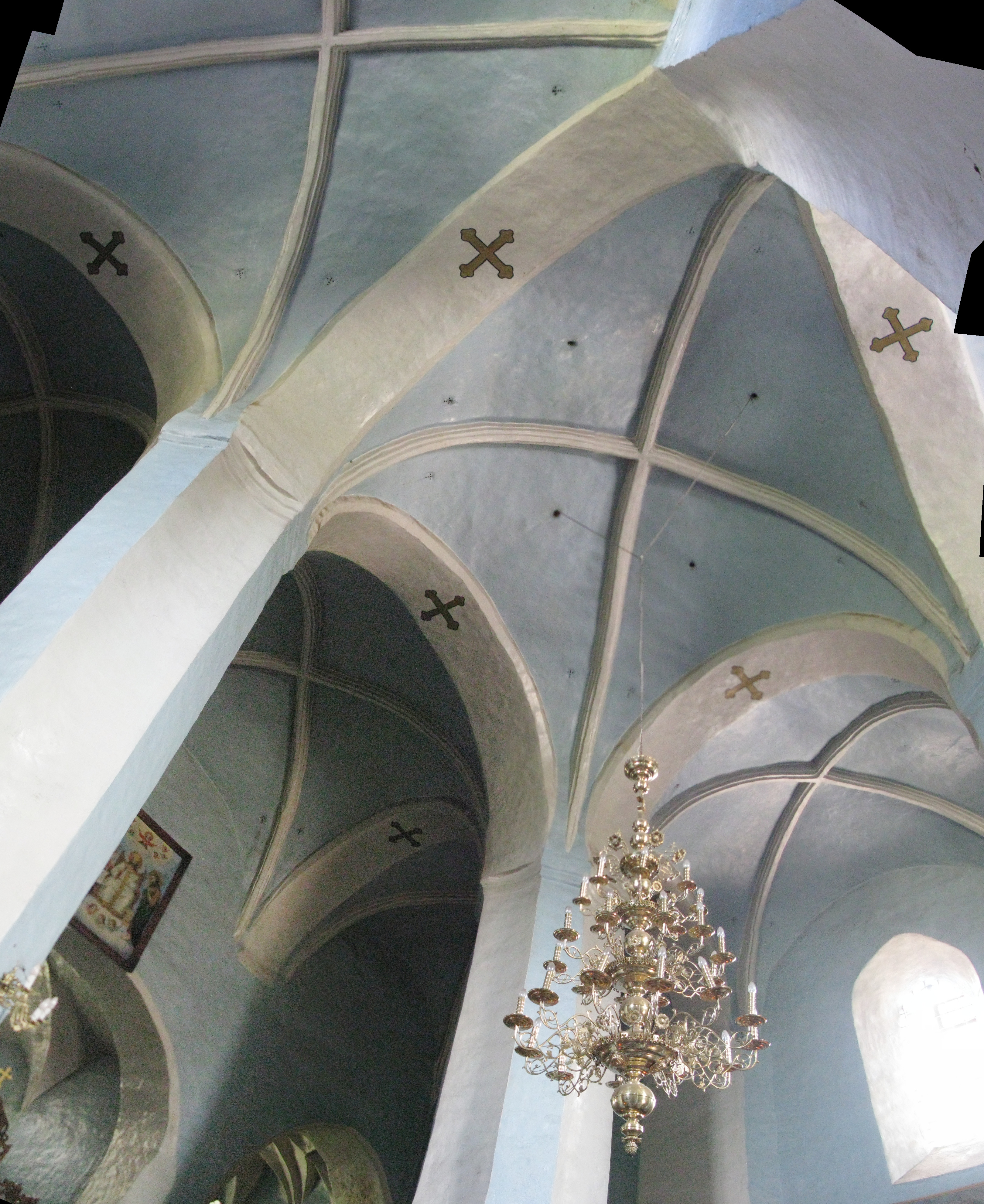
St-Michel de Synkawitchy.

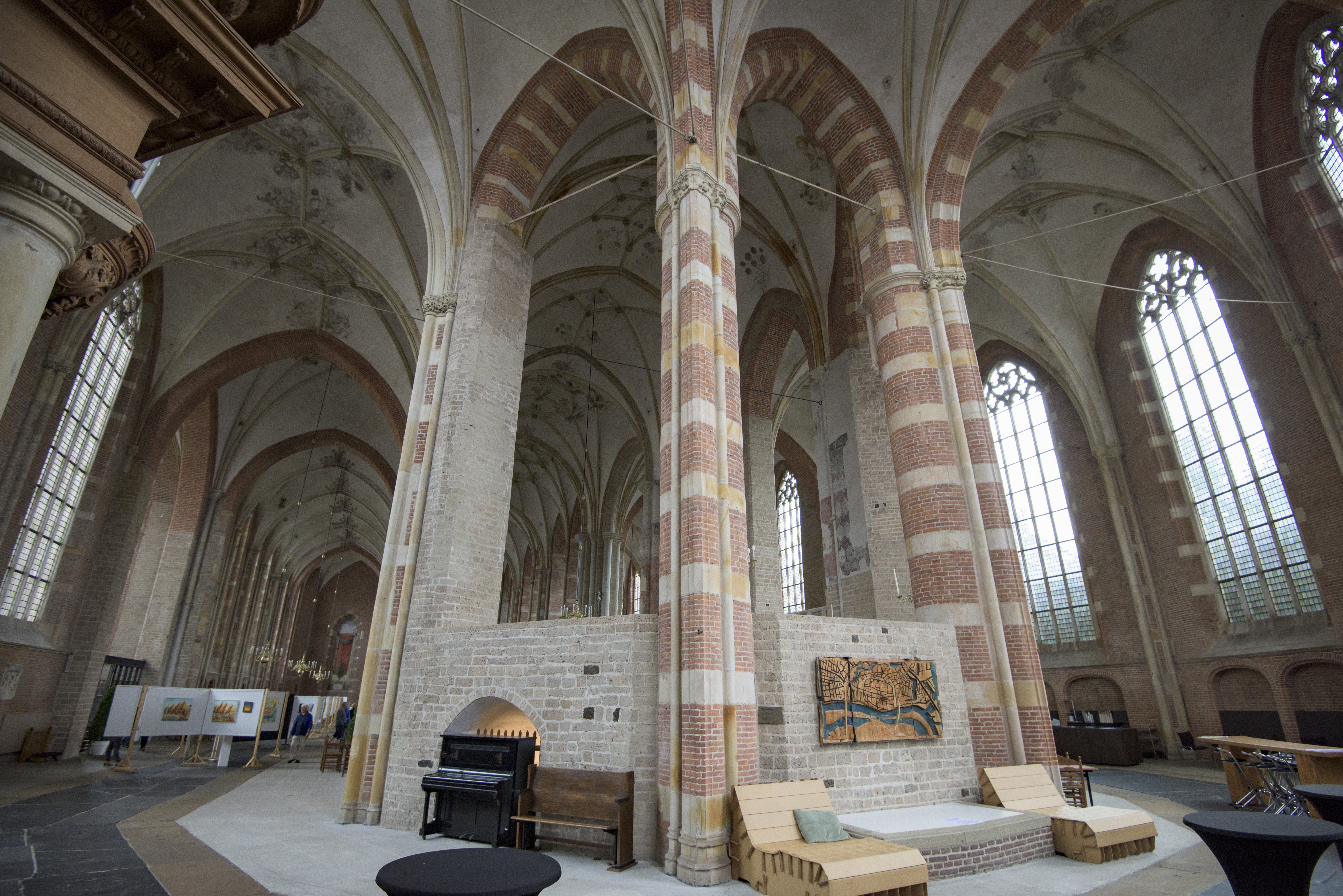
Broederenkerk (église des Frères) de Deventer.

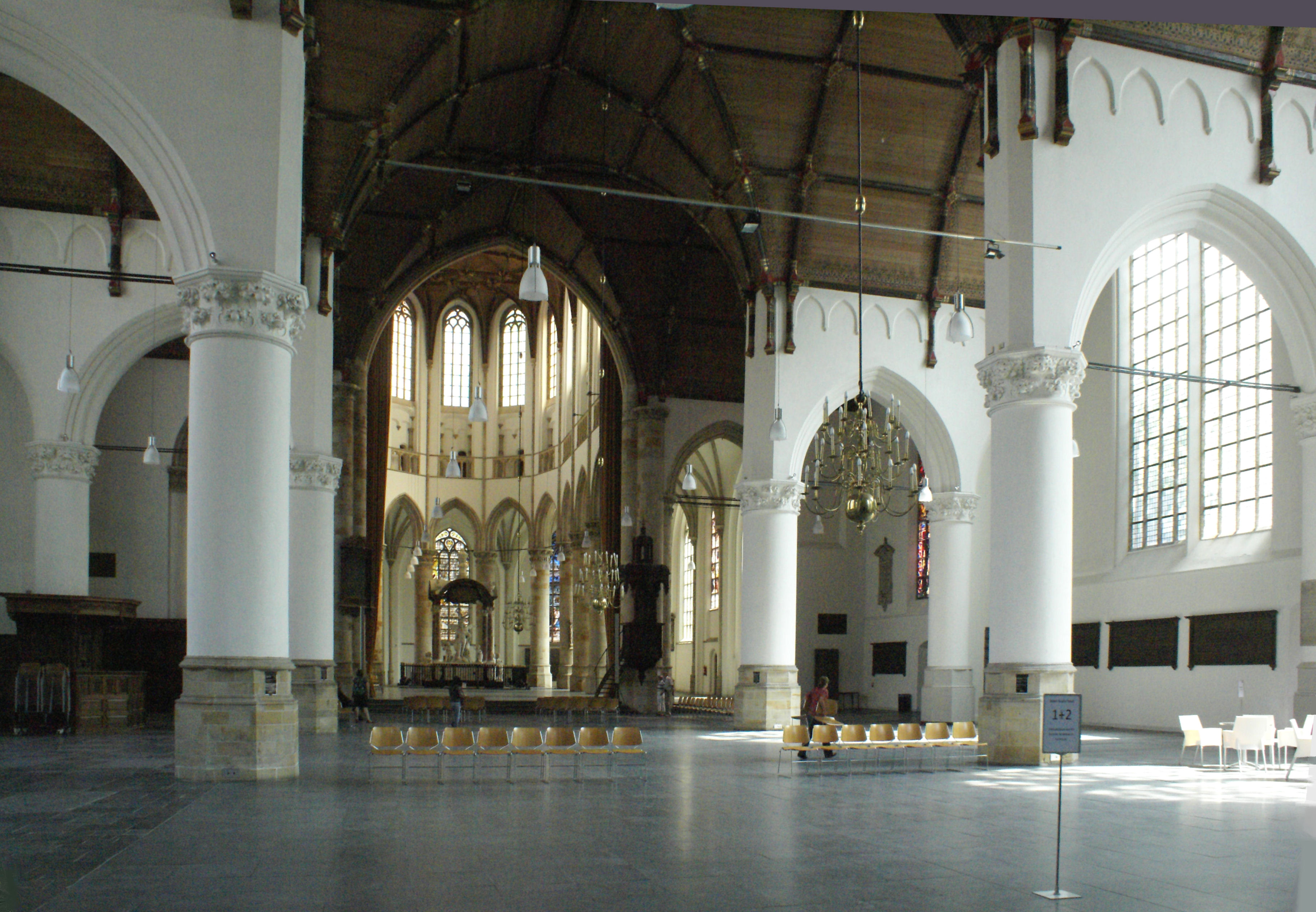
Grand'église de La Haye: voûtes en berceau croisées.

- Sint-Joriskerk (nl.wiki) d'Amersfoort
- Église Saint-Nicolas (nl.wiki) de Appingedam
- Vieille Église (Oude Kerk, nl.wiki) de Barneveld
- Walfriduskerk de Bedum
- Église Saint-Nicolas (nl.wiki) de Broek in Waterland, deux nefs
- Église Grande ou Saint-Lébuin (néerlandais: Grote Kerk ou Lebuïnuskerk) en Deventer
- Broederenkerk (nl.wiki) (église des Frères) de Deventer, deux nefs
- Église Sainte Cathérine (nl.wiki) de Doetinchem
- Église Grande ou Saint-Nicolas (nl.wiki) d'Edam
- Église du sud Saint-Pancrace (néerlandais: Zuiderkerk) d'Enkhuizen
- Église du ouest Saint-Gummaire (néerlandais: Sint-Gommaruskerk ou Westerkerk) d'Enkhuizen
- Grande Église ou Saint-Jacques (nl.wiki) de Flessingue
- Église Sainte Gertrude (nl.wiki) de Mont-Sainte-Gertrude
- Église Saint-Martin (nl.wiki) de Groningue
- Grand'église Saint-Jacques (nl.wiki) de La Haye, type hayois de halle (nl.wiki); voûtes en berceau de bois croisées, comme plusieurs transepts internes
- Grote of Sint-Stephanuskerk (nl.wiki) d'Hasselt
- Église du Nord (néerlandais: Noorderkerk) d'Hoorn
- Broederkerk (église des Frères) (nl.wiki) de Kampen, deux nefs
- Buiten- ou Onze Lieve Vrouwe Kerk (nl.wiki) (église externe Notre-Dame) de Kampen
- Église St-Pierre-et-St-Paul (nl.wiki) de Loppersum, halle escalonnée
- Grande Église ou Saint-Michel (Grote of Sint-Michaëlskerk, nl.wiki) d'Oudewater
- Église St-Jean-Baptiste (Johannes de Doperkerk, WM-Commons) de Druten-Puiflijk, NÉO-GOTHIQUE
- Cathédrale Saint-Christophe de Ruremonde
- Église Saint-Dionyse (néerlandais: Heikese kerk ou Sint-Dionysiuskerk) de Tilbourg
- Église Voisine (néerlandais: Buurkerk) d'Utrecht
- Église Saint-Martin de Venlo
- Grande Église Grote Kerk (de.wiki) de Vianen
- Église de l'Assomption de Notre-Dame (article néerlandais) de Vianen, NÉO-GOTHIQUE
- Église Saint-Martin (nl.wiki) de Weert
- Église Grande ou Saint-Michel (article néerlandais) en Zwolle
- Broerenkerk (église des Frères)[63] de Zwolle, deux nefs

### Pologne

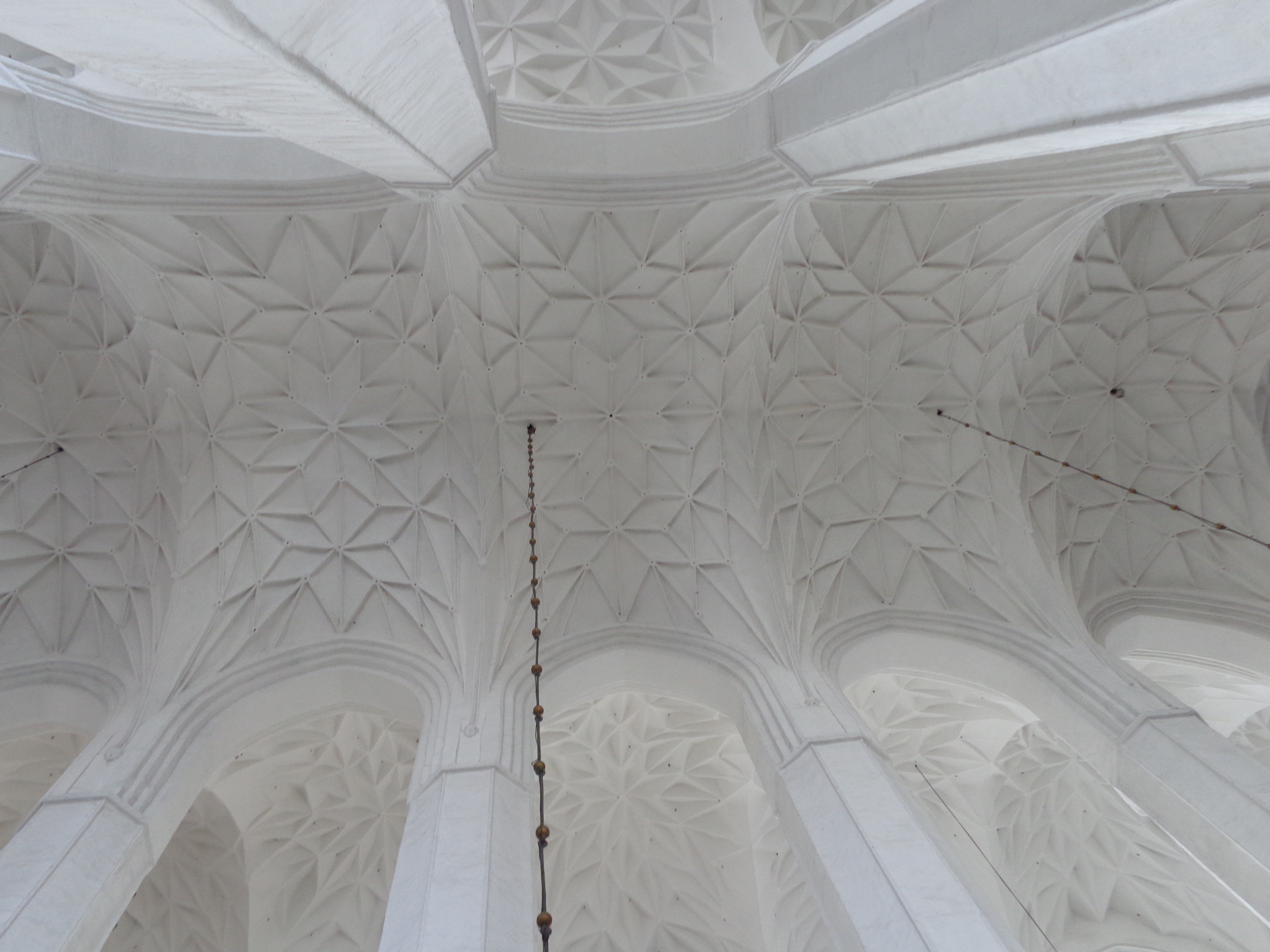
Sainte-Marie de Gdańsk.

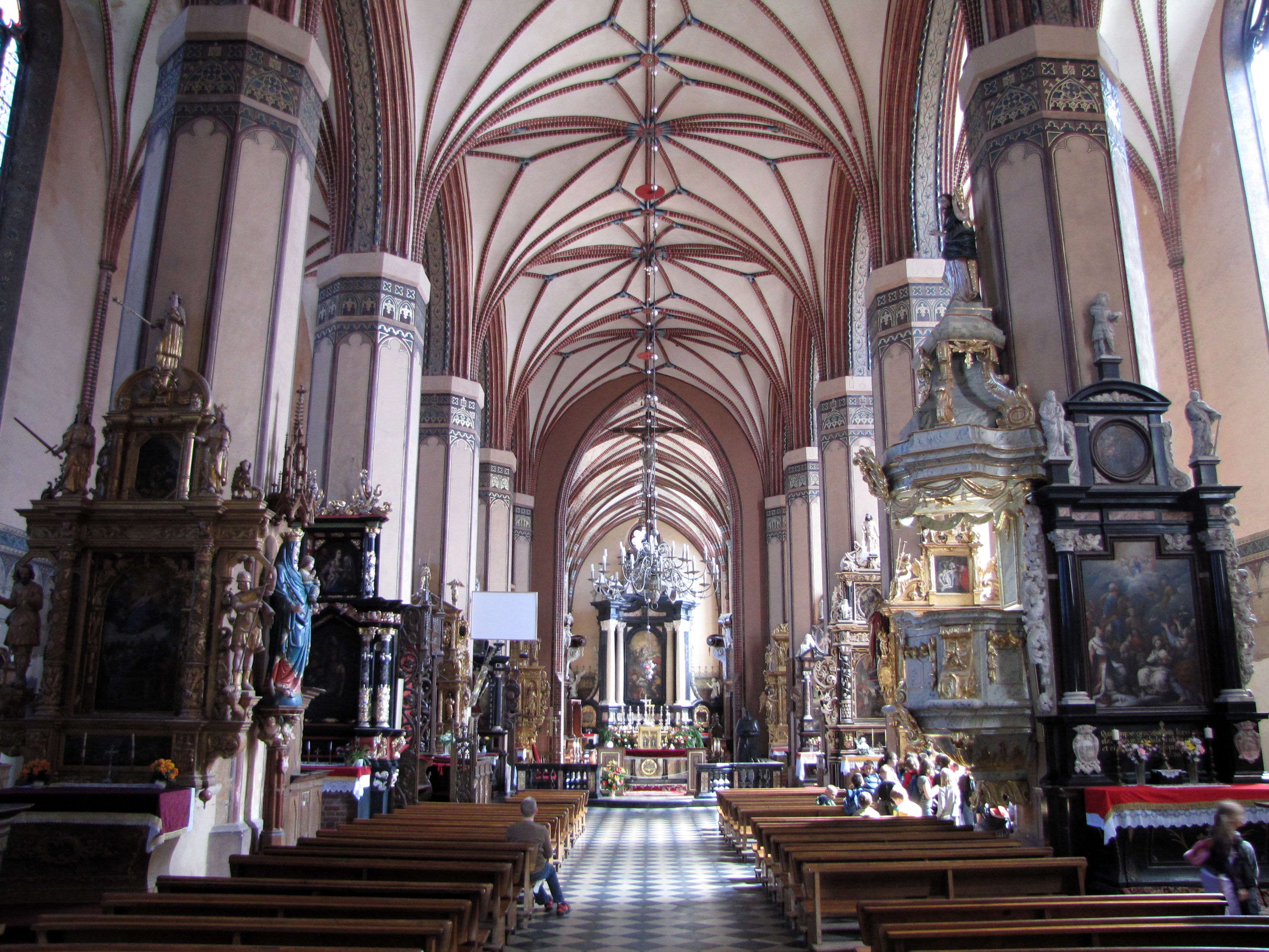
Cath. de l'Ermeland en Frombork.

- Église Corps-Dieu (article polonais) de Biecz
- Basilique Sainte-Cathérine-d'Alexamndrie (article polonais) de Braniewo
- Cathédrale Saint-Martin-et-Saint-Nicolas (article polonais) de Bydgoszcz
- Église Sainte-Trinité (article polonais) de Chełmża
- Église Saint-Jacques-et-Saint-Nicolas Église Notre-Dame de l'Assomption (article polonais) de Chełmno
- Église Saint-Sauveur (article polonais) de Dobre Miasto
- cathétdrale Saint-Nicolas (article polonais) d'Elbląg
- Cathédrale Sainte-Marie de l'Assomption de Frombork, diocèse de Varmie
- Église Sainte-Brigitte kościół św. Brygidy de Gdańsk
- Église Sainte Cathérine (article polonais) de Gdańsk
- Église Saint-Jean kościół św. Jana
- Église (cathédrale) Sainte-Marie de Gdańsk
- Église Saint-Nicolas kościół św. Mikołaja (article polonais) de Gdańsk
- Église Sainte-Trinité kościół pofranciszkański Trójcy Św. (article polonais) de Gdańsk
- Collégiale Notre-Dame (article polonais) de Glogów
- Église Saint-Nicolas (article polonais) de Grudziądz
- Église Saint-Martin (article polonais) de Jawor
- Collégiale Saint-Georges (article polonais) in Kętrzyn (hist. Rastembork/Rastenburg)
- Église Saint-Esprit (article polonais) de Kodeń, près de la frontière biélorusse
- Basilique et concathédrale Sainte-Marie (articles polonais et allemand) de Kołobrzeg, cinq nefs
- Collégiale Saint-Pierre-et-Saint-Paul (article polonais) de Lidzbark Warmiński
- Église Saint-Jacques-et-Sainte-Agnes (articles polonais et allemand) de Nysa
- Collégiale Saint-André (article polonais) de Olkusz
- Basilique Saint-Jacques d'Olsztyn
- Cathédrale Sainte-Croix (articles polonais et allemand) d'Opole
- Église Sainte-Trinité (articles polonais et allemand) d'Opole

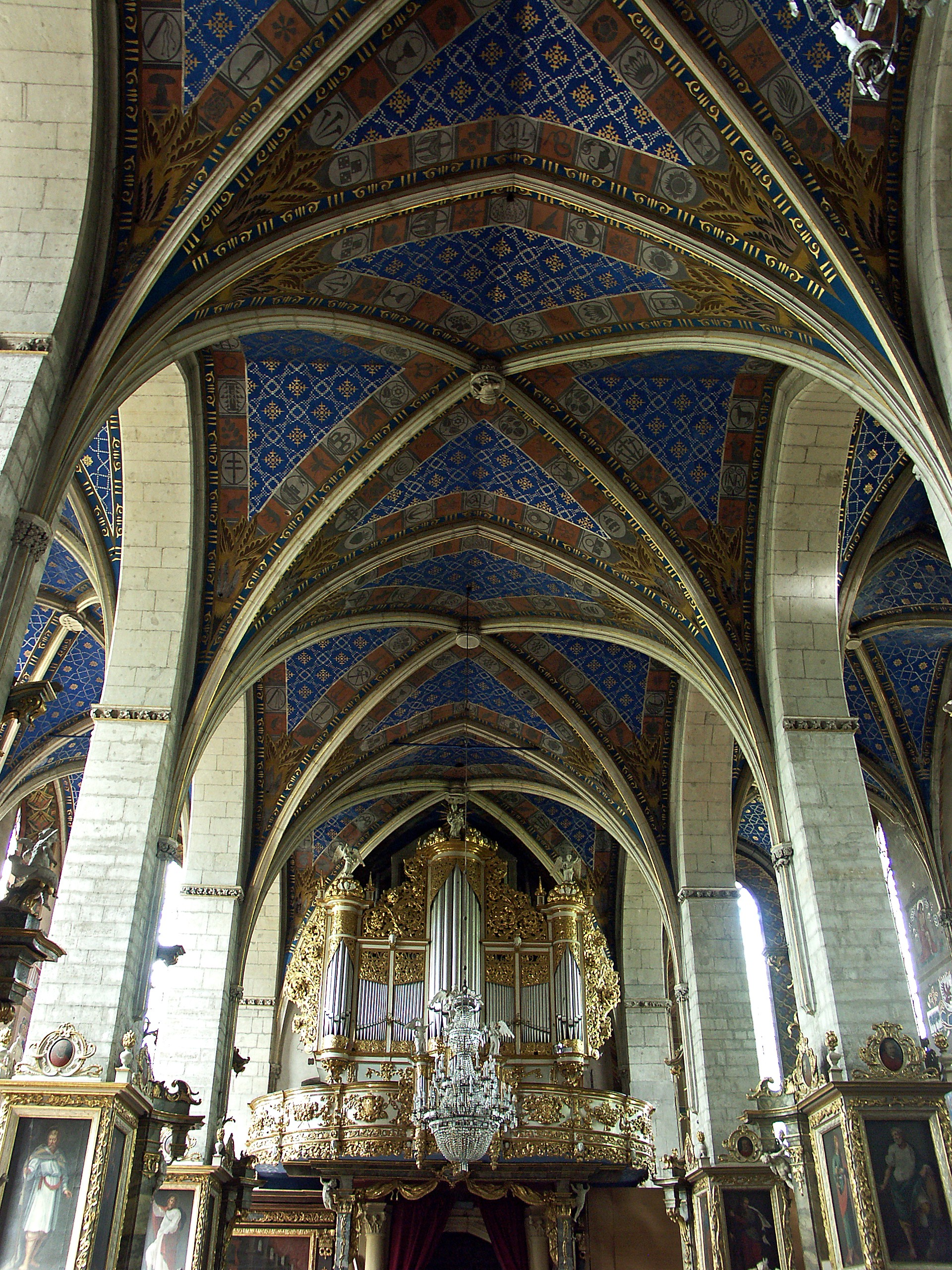
Cath. de Sandomierz.

- Église de l'Assomption-de-Notre-Dame (article polonais) de Racibórz
- Cathédrale (ancienne collégiale) Sainte-Marie-de-la-Conception de Sandomierz
- Église Saint-Jean (article polonais) de Stargard Szczeciński
- Église de l'Annociation-de-la-Sainte-Mère-de-Dieu (article polonais) de Supraśl
- Cathédrale Saint-Jacques de Szczecin
- Cathédrale Saint-Jean-Baptiste-et-Saint-Jean-l'évangéliste (article espagnol) de Toruń
- Église Notre-Dame-de-l'Assomption (article polonais) de Toruń
- Cathédrale Saint-Jean de Varsovie
- Collégiale Saint-Barthélemy (articles polonais et allemand) de Wrocław
- Église Notre-Dame-des-Sables (article polonais) de Wrocław
- Église Saint-Stanislas, Sainte Dorothée et Saint-Venceslas (articles polonais et allemand) de Wrocław
- Église Saint-Georges kościół św. Jerzego de Ziębice, deux nefs

### Portugal
- Monastère d'Alcobaça

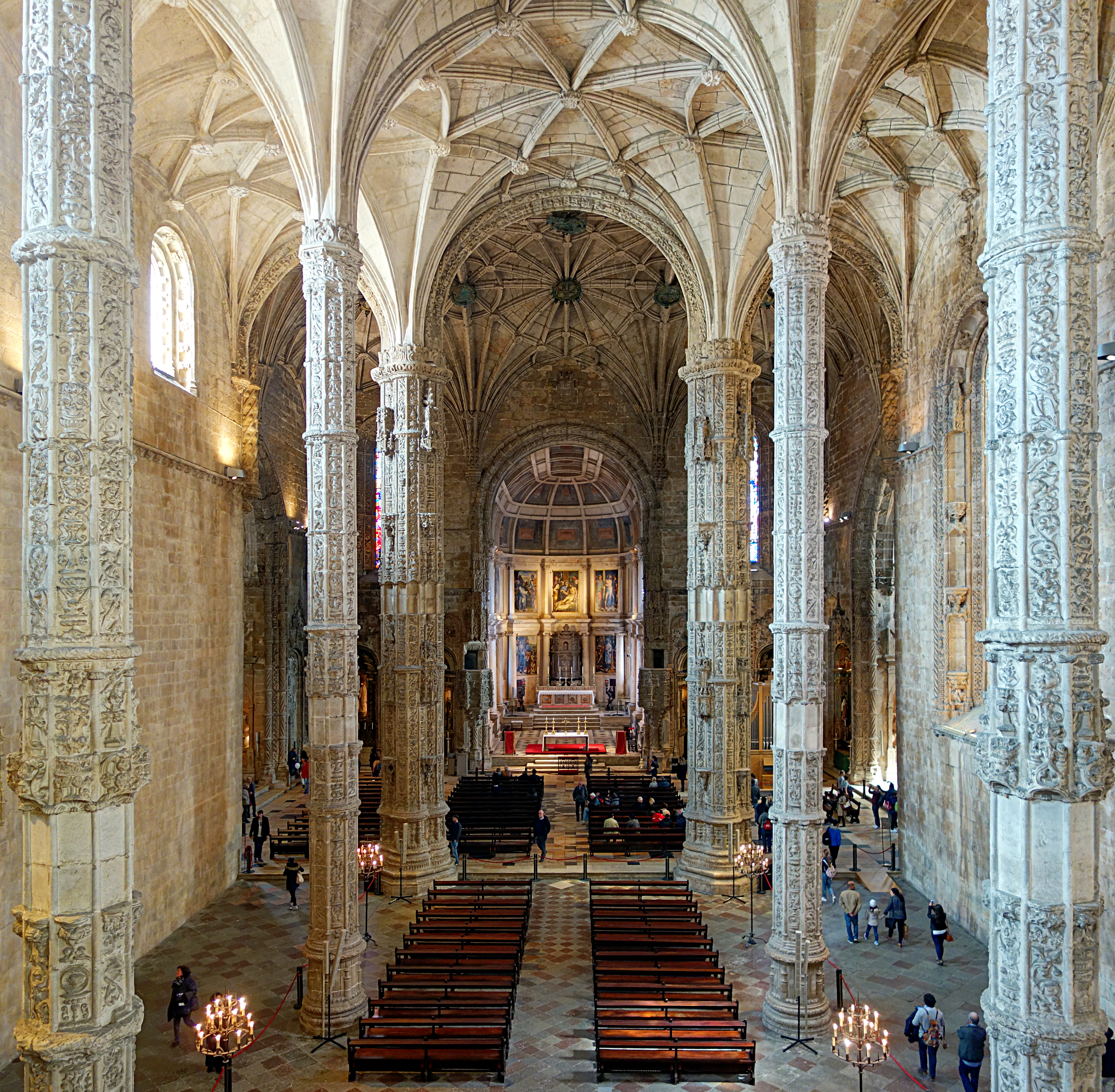
Monastère des Hiéronymites de Belém.

- Monastère des Hiéronymites de Belém en Lisbonne
- Église de São Francisco (pt.wiki) d'Estremoz
- paroissale de Santa Maria do Castelo (pt.wiki) d'Estremoz
- Église de Santo Antão (pt.wiki) d'Évora
- Église de São Miguel (pt.wiki) de Freixo de Espada à Cinta[64]
- Cathédral (pt.wiki) de Leiria
- Cathédral (pt.wiki) de Portalegre
- Église de Jésus de Setúbal de Setúbal
- paroissale de São Salvador(pt.wiki) de Veiros[65]

### République tchèque
- Église de Saint-Jacques de Brno

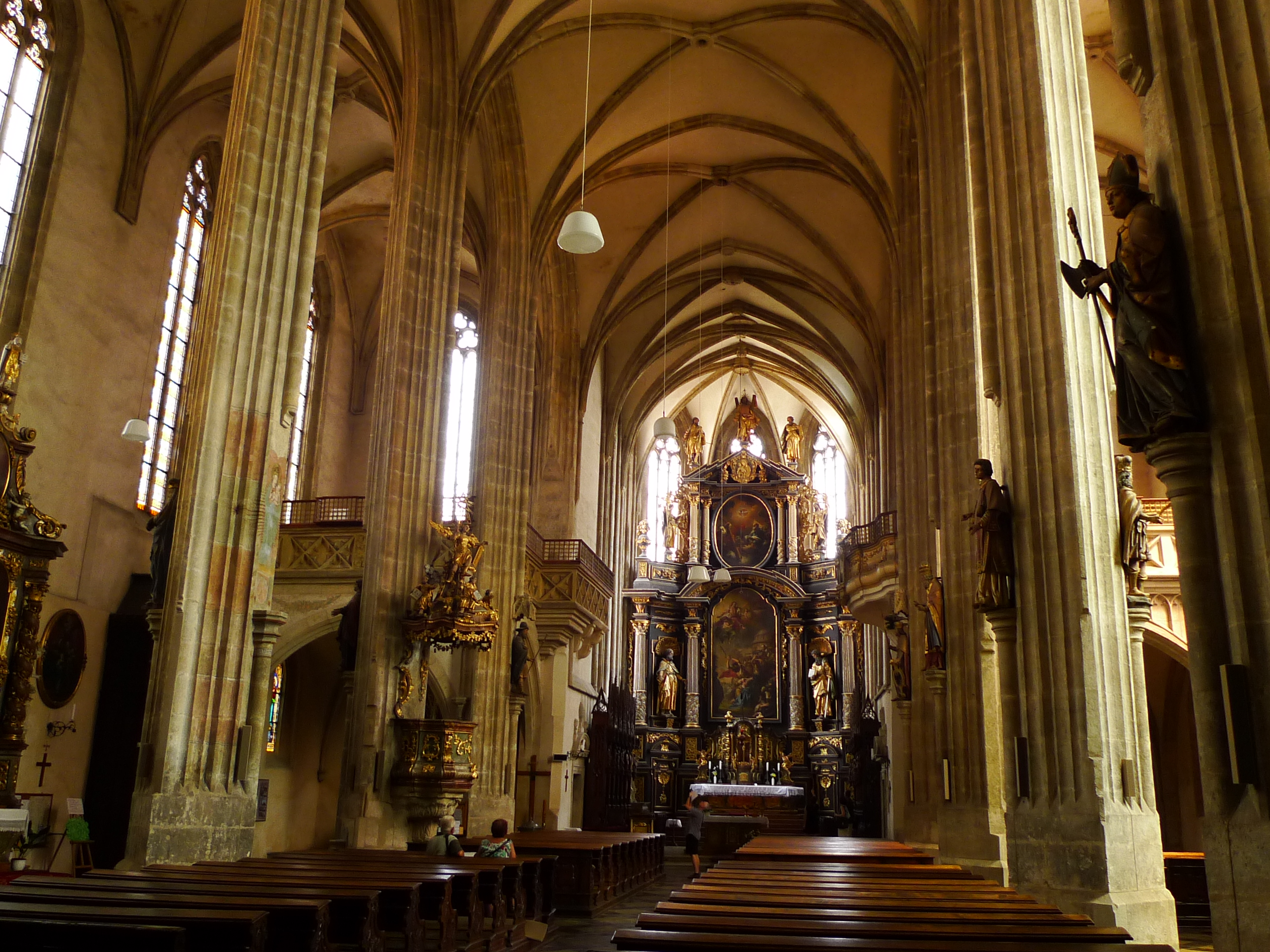
Saint-Jacques-le-Vieux, Kutná Hora.

- Église Saint-Nicolas (articles tchèque et allemand) d'Egra
- Église Saint-Jacques-de-Zébédée (article tchèque) de Jihlava
- Église de pèlerinage Sainte-Marie de Kájov (articles tchèque et allemand), district de Český Krumlov, deux nefs
- Église Saint-Barthélemy (article tchèque) en Kolín, nefs comme halle, chœur comme basilique[66]
- Église Saint-Maurice (article tchèque) de Kroměříž
- Église Saint-Guy (article tchèque) de Český Krumlov
- Église Saint-Jacques-de-Zébédée (article tchèque) de Kutná Hora
- Église des Saints-Pierre-et-Paul (article tchèque)|(article tchèque)
- Église de Sainte-Marie de l'Assomption (article tchèque) de Most
- Église Saint-Maurice cs:Kostel svatého Mořice (Olomouc) d'Olomouc
- Cathédrale Saint-Venceslas d'Olomouc
- Sainte-Marie-de-l'Assoption[67] d'Opava
- Cathédrale Saint-Barthélemy de Pilsen
- Église Sainte-Marie-aux-Slaves du Cloître d'Emmaüs de Prague
- synagogue Vieille-Nouvelle en Prague, toujours une synagogue mais schème d'une église, deux nefs
- Église Saint-Jacques (article tchèque) de Prachatice
- Église Sainte-Marie-de-la-place de Rožmberk|(article tchèque)-sur-Vltava
- Église Notre-Dame de (article tchèque) Tábor
- Sainte-Élisabeth-de-Hongrie (tchèque: kostel svaté Alžběty Uherské) de Teplice, NÉO-GOTHIQUE
- Église Saint-Nicolas (article tchèque) de Znojmo

### Roumanie

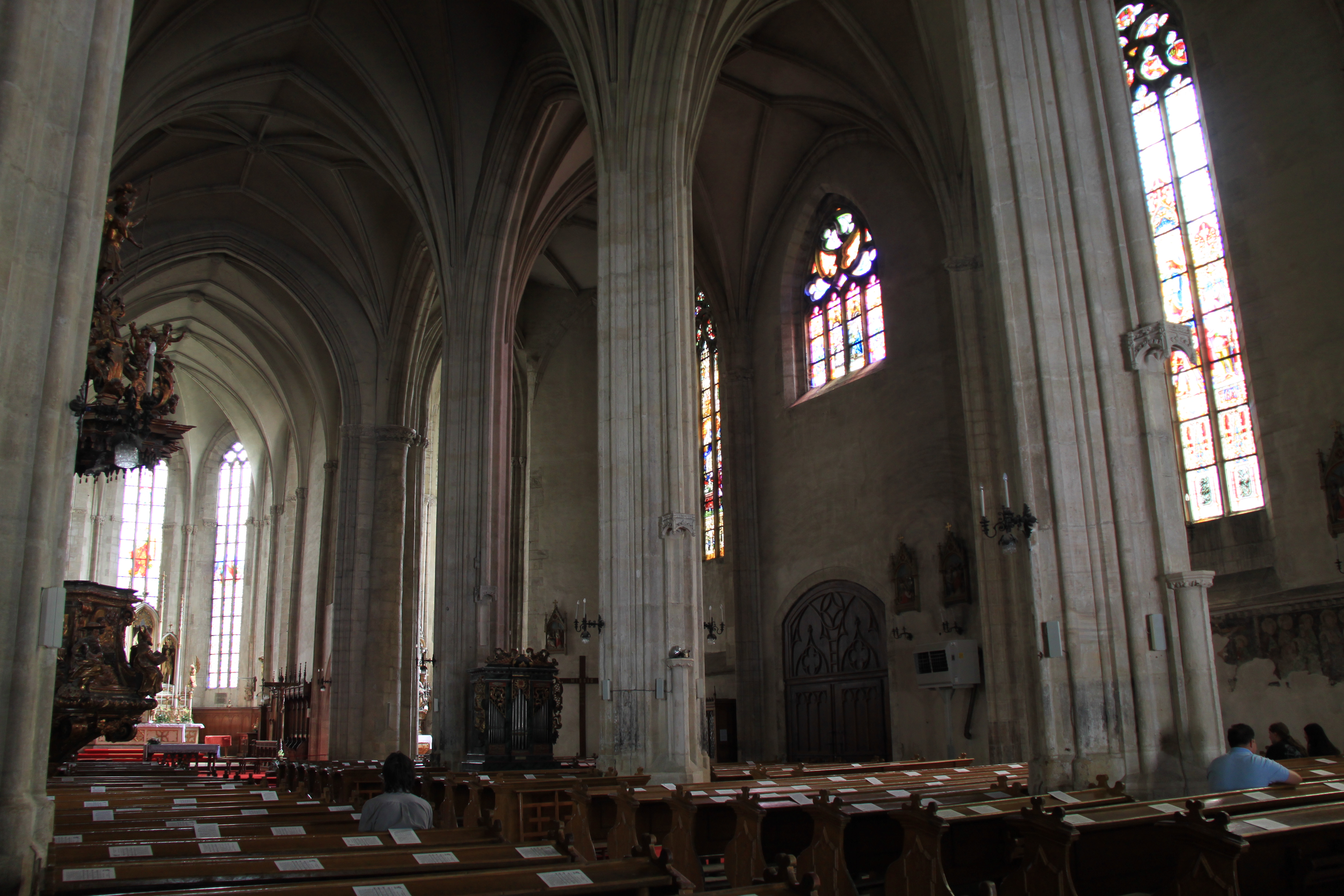
^{Saint-Michel en Cluj}

- Église évangélique (article roumain) de Bistrița
- Église Noire en Brașov
- Église Saint-Michel de Cluj
- Église (temple) Sainte-Marguerite (article roumain) en Mediaș
- Cathédrale évangélique de Sibiu

### Russie
- Cathédrale de Königsberg en Kaliningrad
- Cathédrale Pierre-et-Paul de Saint-Pétersbourg baroque

### Serbie
- Église du Saint-Nom-de-Marie de Novi Sad, néogothique
- Saint-Gérard (article allemand) de Vršac, néogothique

### Slovaquie
- Cathédrale Saint-François-Xavier de Banská Bystrica baroque
- Cathédrale Saint-Martin de Bratislava
- Église Sainte-Croix (slovaque: Bazilika Povýšenia svätého Kríža) de Kežmarok
- Cathédrale de l'Assomption de Rožňava[68] de Rožňava, baroque

### Slovénie
- Église Saint-Cancian (article slovène) de Kranj
- Église Sainte-Marie-du-manteau-protecteur de Ptujska Gora (articles slovène et anglais)

### Suède

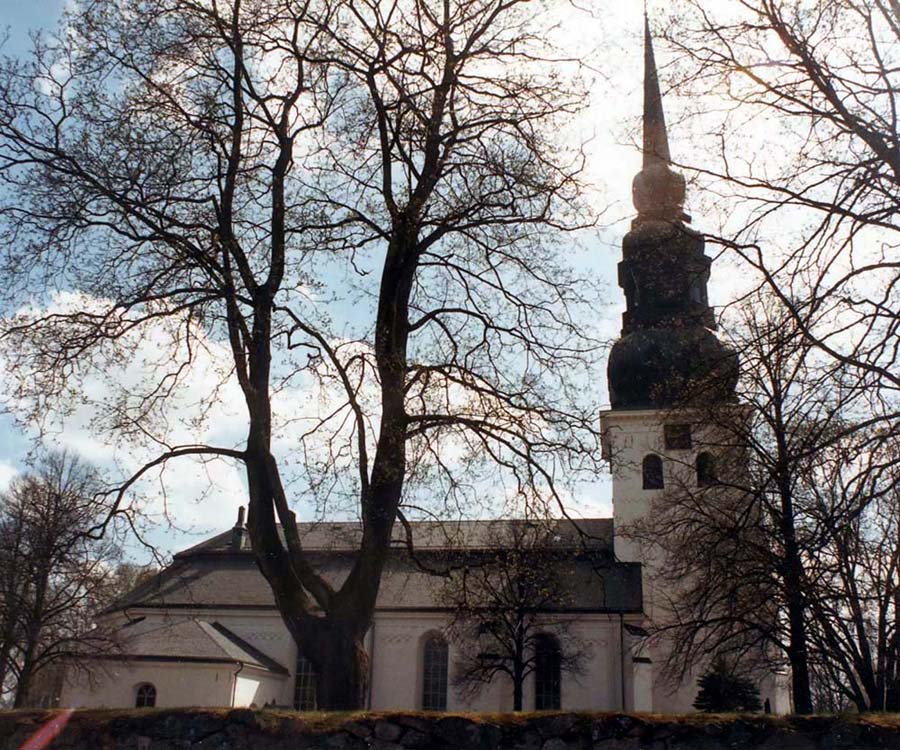
Temple de Stora Tuna.

Toutes sont des églises évangéliques.
- église d'Etelhem (sv) sur l'île de Gotland (diocèse de Visby)
- église de Hall (sv) sur l'île de Gotland, nef divisée par une colonne centrale en deux nefs, chaque à deux voutes
- Cathédrale de Linköping
- église Sainte-Marie (sv) de Sigtuna
- Storkyrkan (« grande église ») de Stockholm
- église de Stora Tuna (sv) en la commune de Borlänge (diocèse de Västerås)
- Cathédrale de Strängnäs
- Abbaye de Vadstena
- Cathédrale de Västerås
- Cathédrale de Visby sur l'île de Gotland

### Suisse

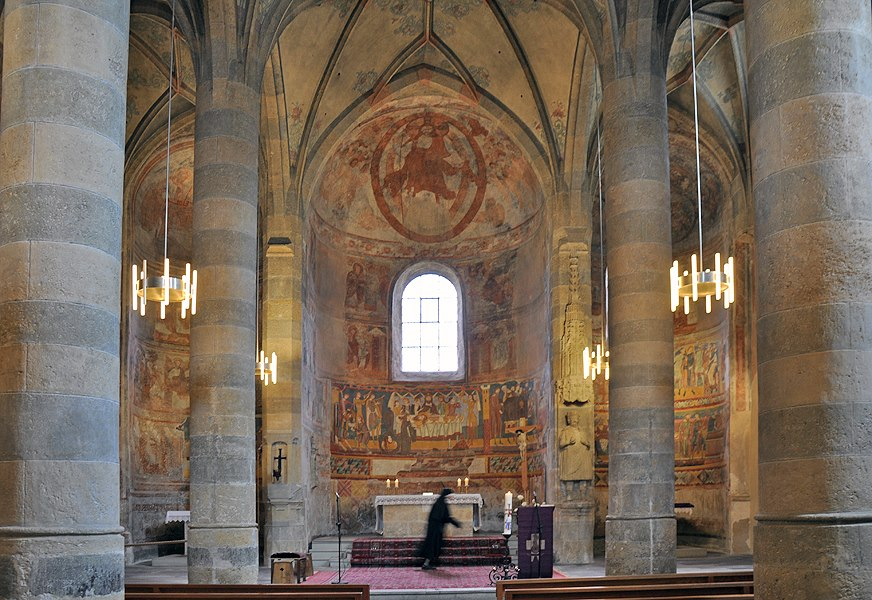
Saint-Jean de Müstair.

- Église protestante Sainte-Élisabeth de Bâle Bâle-Ville
- Église protestante Saint-Léonard (article allemand) de Bâle Bâle-Ville
- Église protestante[69] de Diessenhofen Thurgovie
- Église protestante d'Elgg Zurich
- Abbaye Saint-Jean-des-Sœurs en Müstair Grisons
- Église Saint-Pierre de Saint-Pierre-de-Clages Valais, halle échelonnée
- Église réformée Notre-Dame d'Orbe Vaud
- l'ancienne église de Rarogne Valais
- Église Saint-Germain[70] à Savièse Valais, cinq nefs; la nef centrale et les collatéraux intérieurs forment une halle, les collatéraux extérieurs sont basilicaux (moins hauts).

### Ukraine

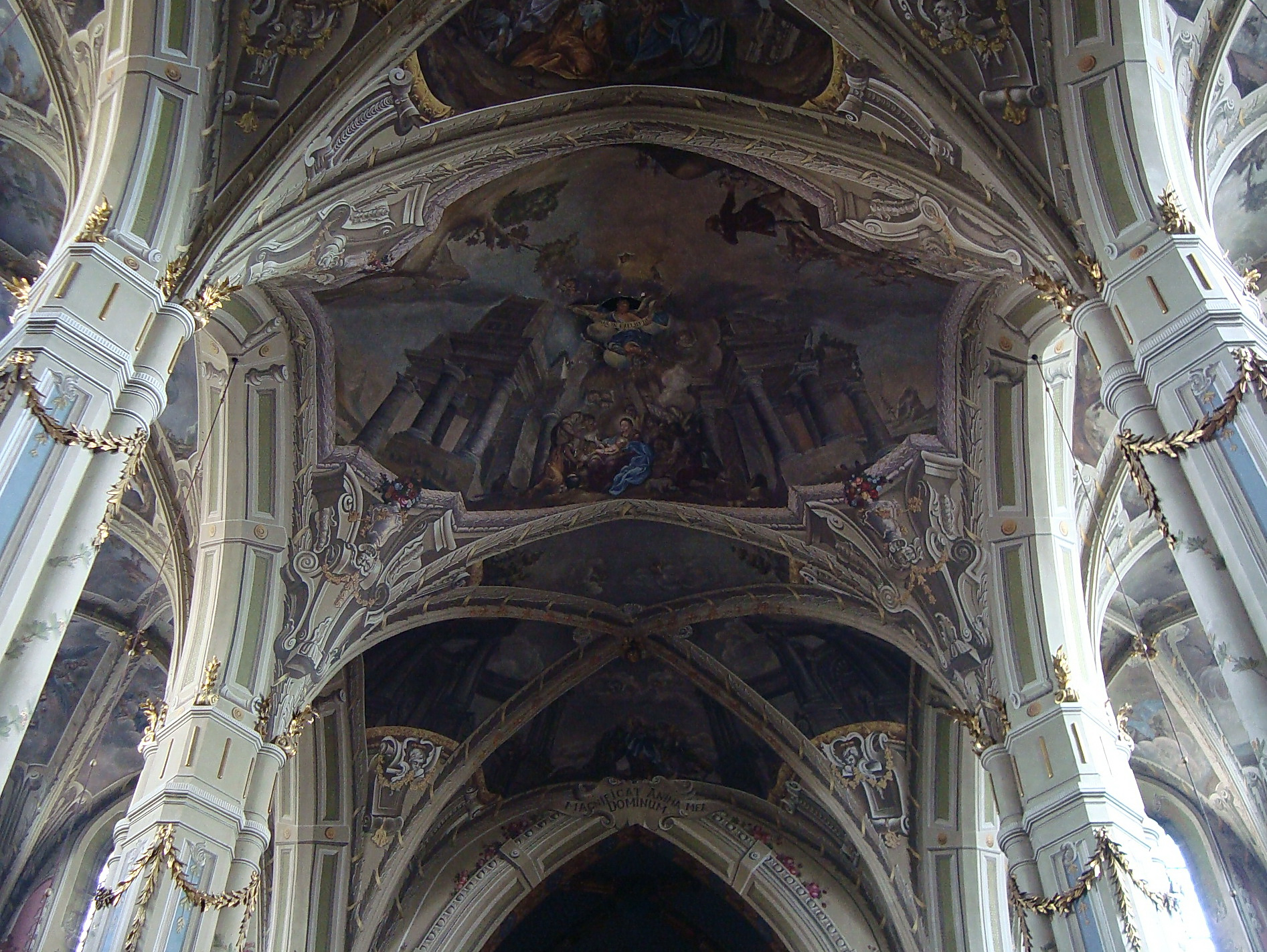
Basilique-cathédrale de Lviv.

- Basilique-cathédrale de l'Assomption de la Bienheureuse-Vierge-Marie de Lviv
- Église aujourd'hui orthodoxe Saint-Michel (article ukrainien) de Stryï